# باشگاه فوتبال یوونتوس
باشگاه فوتبال یوونتوس (انگلیسی: Juventus Football Club / لاتین: iuventūs به معنی جوانان / تلفظ ایتالیایی: [juˈvɛntus]) که با نام‌های یوونتوس یا یووه نیز شناخته می‌شود، نام یک باشگاه فوتبال حرفه‌ای است که در شهر تورین، در کشور ایتالیا قرار دارد. یوونتوس سومین باشگاه قدیمی فوتبال ایتالیا بعد از جنوا و اودینزه محسوب می‌شود، به همین علت یوونتوس در کشور ایتالیا به لقب بانوی پیر معروف است. این باشگاه به‌جز فصل ۰۷–۲۰۰۶ که به‌خاطر مسائل کالچو پولی به سری بی تبعید شد، همواره در تاریخ خود در سری آ که بالاترین سطح فوتبال ایتالیا به‌شمار می‌رود، حضور داشته‌است.
این باشگاه در سال ۱۸۹۷ توسط چند دانشجوی تورینی و با نام باشگاه ورزشی یوونتوس بنیان‌گذاری شد. یوونتوس از سال ۱۹۲۳ توسط خانواده آنیلی اداره می‌شود و یکی از پرافتخارترین باشگاه‌های فوتبال در ایتالیا و جهان است.
باشگاه یوونتوس در ایتالیا موفق شده ۳۶ مرتبه سری آ را بالای سر ببرد، ۱۵ بار فاتح جام حذفی ایتالیا و ۹ بار فاتح سوپر جام ایتالیا شود. باشگاه یوونتوس در رقابت‌های اروپایی تاکنون ۹ مرتبه فینالیست لیگ قهرمانان اروپا شده‌است که تنها توانسته‌است ۲ مرتبه در فینال به پیروز برسد، اولین قهرمانی آن‌ها مربوط است به فصل ۱۹۸۴–۸۵ که با مربیگری جووانی تراپاتونی توانستند با نتیجه ۱ بر ۰ از سد لیورپول بگذرند و دومی آن نیز فصل ۱۹۹۵–۹۶ است که تحت هدایت مارچلو لیپی توانستند در فینال لیگ قهرمانان اروپا در ضربات پنالتی آژاکس آمستردام را شکست دهند، یوونتوس با کسب ۱۱ جام اروپایی-بین‌المللی و در مجموع با کسب ۷۱ جام معتبر جزء پرافتخارترین باشگاه‌های جهان محسوب می‌شود. باشگاه یوونتوس اولین باشگاه تاریخ فوتبال اروپا است که توانسته هر سه جام معتبر اروپایی را فتح کند، یوونتوس به انتخاب فدراسیون بین‌المللی تاریخ و آمار فوتبال به عنوان دومین تیم برتر قرن ۲۰ اروپا شناخته شده‌است. این باشگاه همچنین به عنوان هفتمین باشگاه برتر جهان در سال ۲۰۱۷ از سوی فدراسیون بین‌المللی تاریخ و آمار فوتبال معرفی شد.
یوونتوس از اعضای بنیان‌گذار گروه ۱۴ است که پس از فروپاشی توسط اتحادیه باشگاه‌های فوتبال اروپا جایگزین شد. یوونتوس همواره خود را باشگاهی ایتالیایی و نماینده فوتبال ایتالیا معرفی کرده‌است و در تمام تاریخ خود بیشترین بازیکنان ایتالیایی را در ترکیب خود داشته‌است، تعداد بازیکنان یوونتوس در تیم‌های ملی ایتالیا، در جام جهانی گواه این موضوع است: جام جهانی فوتبال ۱۹۳۴ (۹ بازیکن)، جام جهانی فوتبال ۱۹۳۸ (۲ بازیکن)، جام جهانی فوتبال ۱۹۸۲ (۶ بازیکن)، جام جهانی فوتبال ۲۰۰۶ (۵ بازیکن).
باشگاه یوونتوس در سال ۲۰۱۱ از ورزشگاه جدید و اختصاصی خود به نام ورزشگاه یوونتوس رونمایی کرد، این ورزشگاه در حال حاضر یکی از مجهزترین ورزشگاه‌های جهان با ظرفیت ۴۱٬۵۰۷ نفر است.ورزشگاه یوونتوس طبق قراردادی که با بیمه آلیانتس آلمان امضا شده از سال ۲۰۱۷ تا سال ۲۰۲۳ به نام «آلیانتس استادیوم» شناخته می‌شود.
در لیست شرکت دیلویت از ثروتمندترین باشگاه‌های فوتبال جهان که در سال ۲۰۲۰ منتشر شد، یوونتوس دهمین باشگاه فوتبال در کسب درآمد با درآمد تخمینی ۴۵۹٬۷ میلیون یورو است، که از این حیث در صدر باشگاه‌های فوتبال ایتالیا قرار دارد. یوونتوس همچنین در لیست مجله فوربز از ارزشمندترین باشگاه‌های فوتبال جهان در سال ۲۰۱۹، رتبهٔ دهم را به‌دست آورد، با ارزش تخمینی ۱٬۵۱۲ میلیون دلار.

## تاریخچه

### تأسیس باشگاه (۱۸۹۷/۱۸۹۸)

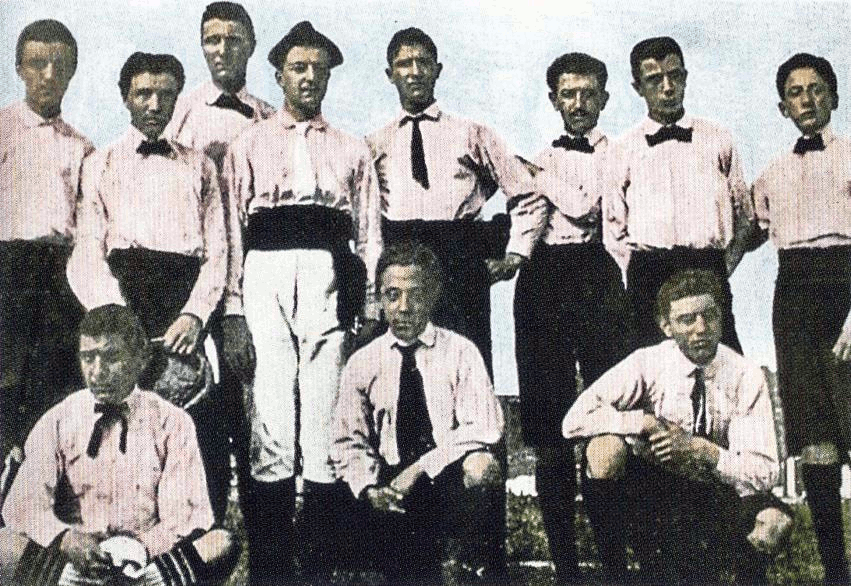
تیم یوونتوس در سال ۱۸۹۸

تأسیس باشگاه یوونتوس در اولین روز ماه نوامبر بر روی نیمکتی در خیابان ره اومبرتو توسط گروهی جوان که در دبیرستان ماسیمو لسیوم تحصیل می‌کردند که رؤیای تأسیس یک تیم فوتبال داشتند آغاز شد و به این ترتیب یوونتوس در تاریخ ۱ نوامبر ۱۸۹۷ در تورین متولد شد. باشگاهی که در آینده بخش مهمی از تاریخ فوتبال را رقم می‌زند.
اولین دیدار این تیم تازه تأسیس با حضور جوانان و دوستداران در تئاتر ساختمان دارما برگزار شد. انریکو کنفاری در نخستین سخنان خود از خواسته‌های بزرگ باشگاه صحبت می‌کند، وی تأکید دارد با شروع فصل پاییز خواسته و آرزویی که از مدت‌ها پیش داشته‌اند به وقوع پیوست.
سرانجام برادران کنفاری در دفتر کوچک خود در خیابان ده اومبرتو ۴۲ تشکیل جلسه می‌دهند، جلسه‌ای که با حضور مسئولان ابتدایی و بازیکنان و جوانان عاشق فوتبال برگزار می‌شود و آخرین اندیشه این جوانان که رؤیای داشتن مقر و محلی برای باشگاه‌است مطرح می‌شود، برادران کنفاری می‌دانند که برای داشتن یک تیم بزرگ می‌بایست محلی مناسب تهیه نمایند، این دو جوان خیلی زود ساختمانی با چهار اتاق و یک حیاط پیدا می‌کنند که می‌توانست محلی مناسب برای یک تیم جوان و تازه تأسیس باشد.
با تشکیل یک تیم جوان و مشخص شدن محل استقرار تیم، وظیفه‌ای دیگری نیز بر شانه‌های تأسیس کنندگان سنگینی می‌کرد، این باشگاه می‌بایست نامی برای خود داشته باشد، بار دیگر براداران کنفاری جلسه‌ای تشکیل دادند و با توجه به جوانی باشگاه و جوانانی که با عشق فراوان در این تیم بازی می‌کردند، گروه تصمیم گرفت نام باشگاه ورزشی یوونتوس را انتخاب نماید و به این ترتیب و با تأیید گروه، باشگاه ورزشی یوونتوس نام‌گذاری شد. گفتنی است که کلمه یوونتوس ریشه‌ای لاتین دارد و به معنای جوان یا جوانان است. اوگنیو کنفاری نخستین مدیر یوونتوس خیلی زود پست ریاست را رها کرد و برادراش انریکو از سال ۱۸۹۸ به ریاست باشگاه رسید.

### ورود خانوادهٔ آنیلی (۱۹۰۶/۱۹۲۶)
یوونتوس نزدیک به دو دهه زیر سایه تیم‌های میلانی قرار داشت و نتوانست قهرمانی نخست خود را تکرار کند. طی این سال‌ها مدیران و بازیکنان به این نتیجه رسیدن که برای نگهداری وقایع باشگاه، مجله‌ای نیاز است، بنابراین در ۱۰ ژوئن ۱۹۱۵ مجله هورا یوونتوس که امروزه ماهنامه معروف این باشگاه به حساب می‌آید متولد شد. کارادو کورادینی که در فصل ۱۹۲۰–۱۹۱۹ رئیس باشگاه بود سرود یوونتوس را تصنیف کرده‌است. روال ناکامی‌ها ادامه داشت تا سال ۱۹۲۳ که خانواده مطرح آنیلی وارد عرصه حیات باشگاه شدند. در ۲۴ ژوئیه سال ۱۹۲۳ ریاست باشگاه را ادواردو آنیلی (پدر جووانی و اومبرتو آنیلی) به عهده گرفت. او پسر مالک و بنیان‌گذار کمپانی فیات بود. همراه با مدیریت قدرتمند این مرد بزرگ افتخارات و پیروزی‌های بانوی پیر نیز آغاز شد. بیانکونری‌ها با او در سال ۱۹۲۶ دومین اسکودتوی خود را نیز فتح کردند تا ادواردو نخستین قهرمانی مدیریت خود را تجربه کند. این قهرمانی با مربیگری جینو کارولی به دست آمد و بازیکنانی نظیر جانپیرو کامبی، ویرجینیو روستا ،کارلو بیجاتو، فرنک هیرزر ،لویجی آلماندی، جوزف ویولا و جوزپه توریانی در این تیم قهرمان حضور داشتند.

### دوران مربیگری کارلو کارکانو (۱۹۳۰/۱۹۳۵)

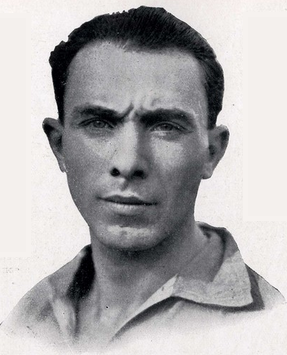
کارلو کارکانو

طی سال‌های ۱۹۳۵–۱۹۳۰ یوونتوس دوباره به عنوان یکی از قدرت‌های فوتبال ایتالیا خود را معرفی می‌کند. ادواردو آنیلی که تا سال ۱۹۳۵ مدیریت باشگاه یوونتوس را به عهده داشت در کنار جووانی ماتزونیس نایب رئیس باشگاه توانست در دهه ۳۰ یوونتوس را تبدیل به قدرت بلامنازع ایتالیا نماید. یوونتوس طی سال‌های ۳۱ تا ۳۵ توانستند پنج اسکودتوی دیگر را برای باشگاه به ارمغان بیاورند و با کسب پنج عنوان قهرمانی متوالی رکورد جاودانه‌ای را به نام خود به ثبت برسانند (رکوردی که در دههٔ دوم قرن ۲۱ توسط خود یوونتوس شکسته می‌شود). بازیکنان بزرگ آن زمان یوونتوس نمایشی را ارائه کردند که هرگز فراموش‌شدنی نیست. فلیچه بورل مهاجم بیانکونری‌ها در فصل ۱۹۳۲ باورنکردنی ظاهر شد وی در ۲۸ بازی ۲۹ گل به ثمر رساند و رکوردی فوق‌العاده به نام خود ثبت کرد. در این دوران آنیلی در کنار همکارانش تصمیم گرفت ورزشگاهی اختصاصی برای یووه تهیه نماید و سرانجام در فوریه ۱۹۳۴ یووه در ورزشگاه جدیدش به نام کوموناله (المپیک فعلی) به میدان رفت، ورزشگاهی که بعدها خاطرات بسیار دیدنی و زیبایی از اسطوره‌هایی مانند جیامپیرو بونیپرتی، روبرتو بتگا و میشل پلاتینی در خود زنده نگاه داشته‌است. در مسابقات جام جهانی ۱۹۳۴ و ۱۹۳۸ بازیکنان یوونتوس اسکلت اصلی تیم ملی ایتالیا را تشکیل می‌دادند، اتفاقی که در جام جهانی ۱۹۸۲ نیز تکرار شد. در زمان مربیگری کارلو کارکانو یوونتوس هفت بازیکن ملی پوش به نام‌های جانپیرو کامبی، ویرجینیو روستا، لویس مونتی، جووانی فراری، لوئیجی برتولینی، فلیچه بورل و رایموندو اورسی را در تیم ملی ایتالیا داشت که توانستند قهرمان جام جهانی ۱۹۳۴ شوند، در ژوئیهٔ ۱۹۳۴ ادواردو آنیلی مدیر موفق یوونتوس در سانحهٔ هوایی مشهور جنوا درگذشت. پس از آن اتفاق سیاه و تلخ، یووه به مدت ۱۲ سال که یک آنیلی دیگر در رأس مدیریت باشگاه آمد به حاشیه رفت.

### جنگ جهانی دوم (۱۹۳۵/۱۹۵۵)

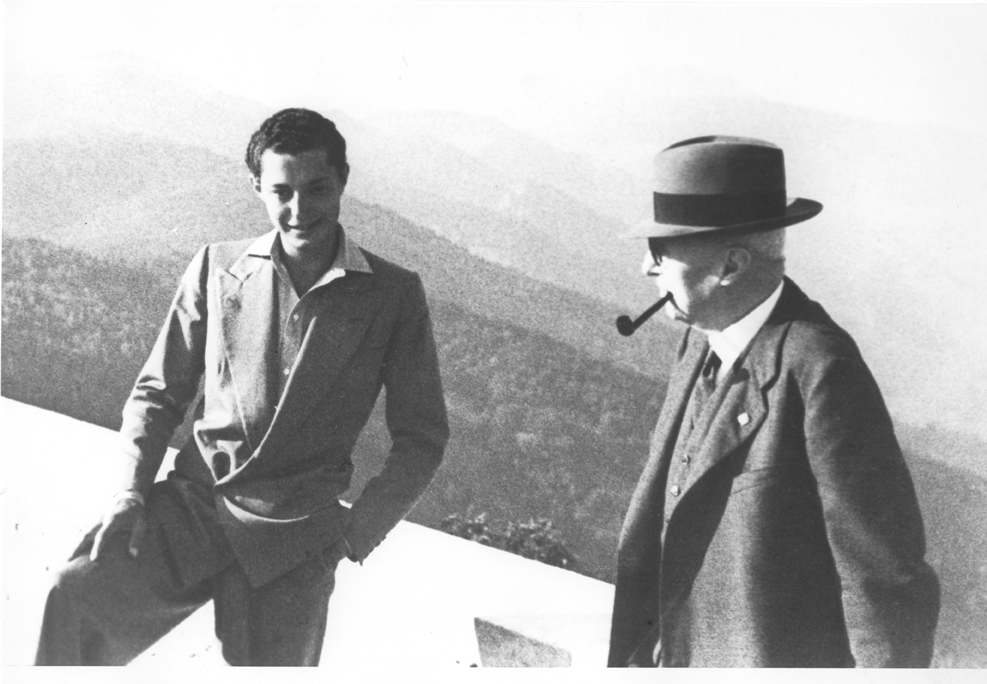
جیانی آنیلی (چپ)

تکرار افتخارات دهه سی به مدت یک دهه متوقف شد البته طی این سال‌ها قهرمانی در دو جام حذفی ایتالیا به افتخارات باشگاه اضافه شد. نخستین قهرمانی یووه در جام حذفی کشورش به تاریخ ۱۹۳۸ با مربیگری ویرجینیو روستا بازمی‌گردد. در فصل ۳۹–۳۸ یوونتوس با ایستادن در رده هشتم جدول دوران افول خود را می‌گذراند. طی سال‌های ۳۵ الی ۴۷ مدیرانی نظیر امیلیو ده لا فورست و پیرو دُزیو در راس کار قرار گرفتند و نتوانستند شکوه یووه را نمایان سازند و سرانجام پس از نتایج نه چندان موفق و درخشان؛ پیرو دُزیو جای خود را به جیانی آنیلی داد، او به باشگاه خود در تاریخ ۲۲ ژوئیه ۱۹۴۷ بازگشته بود تا پیروزی‌های گذشته و خاطرات زیبای دوران رهبری پسرش را تکرار کند. با آمدن جیانی اسکودتوهای هشتم و نهم در فصل‌های ۵۲–۵۱، ۵۰–۴۹ از راه رسید. اما عمر ریاست وی کوتاه بود و خیلی زود استعفا داد. با این حال یووه با بازیکنانی نظیر جیامپیرو بونیپرتی، کارلو پارولا و یان هانسن همچنان به افتخارات خود می‌افزود. جیانی آنیلی ۱۸ سپتامبر ۱۹۵۴ پست ریاست را رها می‌کند و از باشگاه جدا می‌شود.

### دوران مدیریت اومبرتو آنیلی (۱۹۵۵/۱۹۷۱)

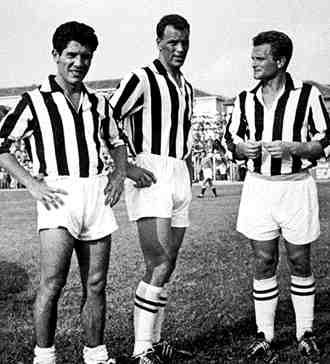
جیامپیرو بونیپرتی، جان چارلز، عمر سیووری

با جدایی جیانی آنیلی، به مدت یک سال باشگاه تحت نظارت سه نفر هدایت شد و یک سال بعد در نوامبر ۱۹۵۶، اومبرتو آنیلی برادر جیانی آنیلی راهی باشگاه شد تا قدرت و نفوذ خانوادهٔ آنیلی همراه با قدرت باشگاه یوونتوس ادامه داشته باشد. اومبرتو تا سال ۱۹۶۲ سمت مدیریت یوونتوس را در اختیار داشت که در این سال به دلیل ادامه تحصیل و اخذ مدرک پروفسوری از سمت مدیریت یووه کناره‌گیری کرد. این تیم در این سال‌ها دو ستارهٔ بزرگ حیات خود را به نام‌های عمر سیووری و جان چارلز خریداری کرد و توانست اسکودتوی دهم را نیز فتح نماید. لیوبیسا بروشتش دهمین قهرمانی بانوی پیر را در فصل ۵۸–۵۷ به دست آورد تا با کسب این عنوان، اولین ستاره یووه نیز از راه برسد. با این قهرمانی بانوی پیر اجازه یافت اولین ستاره طلایی را بر روی پیراهن خود حک کند و به بالای آرم باشگاه نیز اضافه شود. یوونتوس توانست با هدایت مربیانی مانند رناتو چزارینی، کارلو پارولا، پائولو آمارال و هریبرتو هررا در دهه شصت سه عنوان قهرمانی را کسب کند. دهه ۶۰ با کسب سه قهرمانی در سری آ و سه قهرمانی در جام حذفی ایتالیا به نوعی تکرار درخشش دهه ۳۰ بود. طی این سال‌ها ستارگانی برجسته همچون؛ جان هانسن، کارلو پارولا، کارل پرایست، بونیپرتی، جان چارلز و اومار سیووری با پیراهن سیاه و سفید یووه در میدان‌ها فوتبال حاضر شدند و در دنیای فوتبال شهرتی کسب کردند. اومار سیووری با درخشش بی‌نظیر و گلزنی‌های ارزشمند خود تبدیل به مهره‌ای خوش‌نام در دنیای فوتبال شد و در سال ۱۹۶۱ توانست توپ طلای اروپا را از ان خود کند. با پایان فصل ۱۹۶۹ هریبرتو هررا نیمکت یوونتوس را ترک می‌کند و لوئیس کارنیگلیا جانشین وی در پست مربیگری یووه می‌شود. گفتنی است که طی سال‌های ۱۹۶۲ الی ۱۹۷۱ مدیریت باشگاه به ویتوره کاتلا واگذار شده بود.

### دوران مدیریت جیامپیرو بونیپرتی (۱۹۷۱/۱۹۹۰)

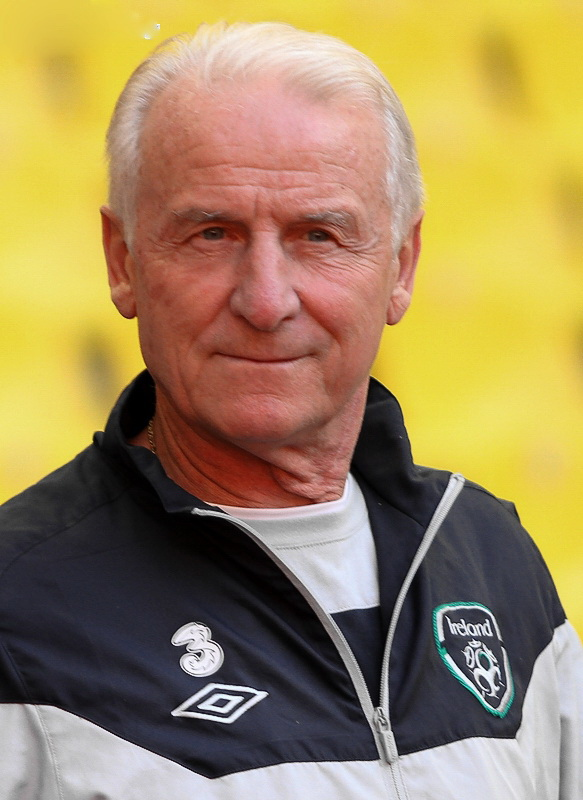
تراپاتونی

سرانجام زمان خداحافظی فرا می‌رسد و بونیپرتی پس از چند سال بازی و حضوری استثنایی در سال ۱۹۷۱ از دنیای فوتبال خداحافظی می‌کند و بلافاصله به مدیریت باشگاه منصوب می‌شود. در زمان ریاست وی چهار مربی بزرگ و نامی همچون سیستمیر فیکپالیک، کارلو پارولا، جووانی تراپاتونی و دینو زوف هدایت بانوی پیر را به عهده گرفتند. بونیپرتی نزدیک به بیست سال رهبری بانوی پیر را به عهده گرفت و توانست درخشش دوران بازیگری‌اش را در این پست نیز تکرار کند، کسب ۹ اسکودتو و رساندن شمار اسکودتوهای یوونتوس به عدد بیست و گرفتن ستاره دوم باشگاه با قهرمانی در سال ۱۹۸۲، دو قهرمانی در جام حذفی به همراه نخستین عنوان قهرمانی بانوی پیر در اروپا و فتح جام باشگاه‌های اروپا در سال ۱۹۸۵، قهرمانی در سال ۱۹۷۷ در لیگ اروپا برای نخستین بار؛ رسیدن به قهرمانی رقابت‌های جام در جام اروپا در سال ۱۹۸۴، سوپرجام اروپا که در سال ۱۹۸۴ به دست آمد از افتخارات بسیار ارزنده و بزرگی به‌شمار می‌رود که در دوران دو دهه مدیریت موفق بونیپرتی به دست آمد. جووانی تراپاتونی که ده سال هدایت یوونتوس را به عهده گرفته بود توانست در سال ۱۹۸۲ با قهرمانی یووه در سری آ ستارهٔ دوم را از آن باشگاه نماید تا بانوی پیر تنها تیم ایتالیایی باشد که قهرمانی‌هایش به عدد بیست می‌رسید. در دو دهه ستارگان مشهوری پیراهن سیاه و سفید یوونتوس را برتن کردند؛ ستارگانی مانند: دینو زوف، میشل پلاتینی، مارکو تاردلی، زبیگنیف بونیک، پائولو روسی، کلائودیو جنتیله، پیترو آناستاسی، رومئو بنتی، گائتانو شیره‌آ از جمله بازیکنان بسیار مهم دههٔ ۸۰–۱۹۷۰ این باشگاه بودند. اما این بار نیز یک اتفاق تلخ دیگر برای سیاه و سفیدپوشان یووه، باشگاه را تحت تأثیر قرار می‌دهد، اتفاقی که در دههٔ ۱۹۸۰ برای بانوی پیر ایتالیا به وقوع می‌پیوندد، رویدادی سیاه که به مانند سال ۱۹۳۵ هم‌زمان با شکوه و بزرگی یووه‌ است، این حادثه در فینال لیگ قهرمانان در ۲۸ مه سال ۱۹۸۵ در ورزشگاه هیسل بلژیک روی داد، در دیدار یوونتوس برابر لیورپول انگلستان به دلیل درگیری هواداران دو تیم ۳۹ هوادار کشته (برخی منابع شمار کشته‌شدگان را ۴۹ نفر اعلام کردند) و بیش از ۳۰۰ زخمی به جای می‌ماند و لقب فینال خونین را به خود می‌گیرد. در این دیدار یوونتوس با تک‌گل میشل پلاتینی که از روی نقطهٔ پنالتی به ثمر رسید قهرمان این دیدار خونین می‌شود تا نخستین قهرمانی خود را در اروپا جشن بگیرد. البته جشنی که همراه با تلخی و از دست دادن تعدادی هوادار بود.
یوونتوسی‌ها در ۸ دسامبر ۱۹۸۶ راهی توکیو می‌شوند تا در جام بین قاره‌ای شرکت کنند و در نهایت نیز با قهرمانی در این جام به کار خود پایان می‌دهند. قدرت یووه پس از این سال چند سالی رو به افول رفت و ستارگانی مانند میشل پلاتینی و گائتانو شیره‌آ مهره‌ای که با ۵۵۲ بازی یکی از ستاره‌های استثنایی حیات یووه محسوب می‌شود از تیم خداحافظی کردند. فصل جدید در راه است و این بار پس از ده سال جووانی تراپاتونی بر روی نیمکت سیاه و سفیدپوشان مشهور ایتالیا حضور ندارد و دورهٔ جدیدی آغاز می‌شود. در دهه ۱۹۸۰ پائولو روسی مهاجم سرشناس یووه و ایتالیا نیز در سال ۱۹۸۲ توپ طلای اروپا را به خود اختصاص می‌دهد تا دومین بازیکن یوونتوس باشد که این افتخار را کسب می‌کند. این افتخار طی سه سال متوالی ۱۹۸۳ تا ۱۹۸۵ توسط میشل پلاتینی تکرار شد تا سومین بازیکن یوونتوس در این زمینه باشد. یوونتوسی‌ها در جام جهانی ۱۹۸۲، شش نماینده در تیم ملی ایتالیا داشتند تا خاطرهٔ جام جهانی ۱۹۳۴ تکرار شود؛ دینو زوف، کلائودیو جنتیله، آنتونیو کابرینی، گائتانو شیره‌آ، مارکو تاردلی و پائولو روسی ستاره‌های بیانکونری حاضر در تیم ایتالیایی‌ها بودند که قهرمانی دیگری را به دست می‌آورند. تمام این افتخارات با مدیریت ستارهٔ سالیان گذشتهٔ یووه بونیپرتی رقم خورد. در فصل ۹۰–۱۹۸۹ یوونتوسی‌ها تیمی رؤیایی تشکیل داده بودند، جوانانی نظیر سالواتوره اسکیلاچی، پیرلوئیجی کازیراگی و مدافعانی همچون داریو بونتی توانسته بودند فرم یک تیم ایدئال و دوست داشتنی را به دست بیاورند، یک قهرمانی در جام حذفی ایتالیا نتیجهٔ تلاش این بازیکنان بود.

### دوران مدیریت ویتوریو کایزوتتی (۱۹۹۰/۲۰۰۳)

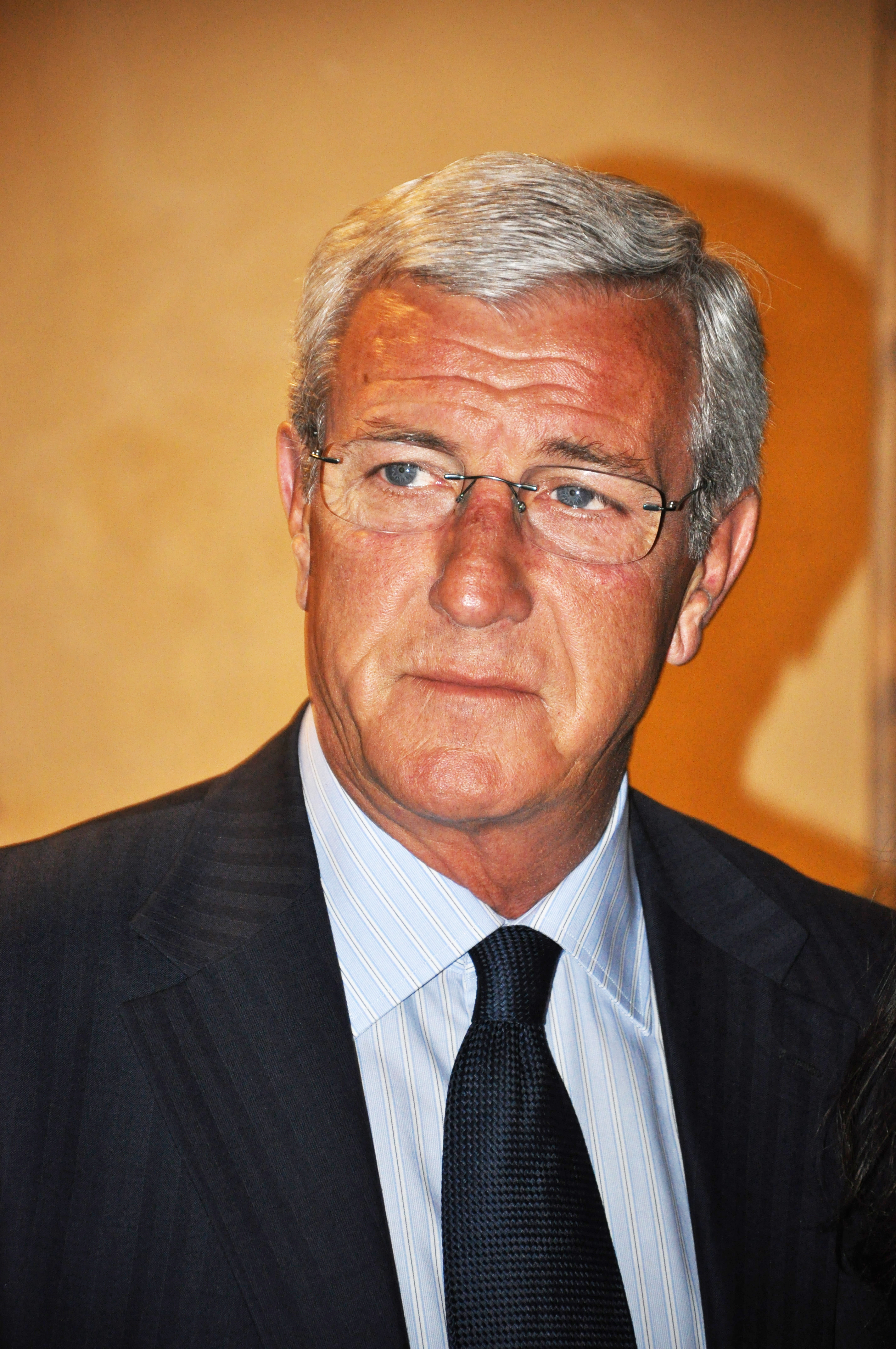
مارچلو لیپی

سال ۱۹۹۰ ویتوریو کایزوتتی جانشین بونیپرتی شد، او تا سال ۲۰۰۳ در کنار یووه ماند و در طول ریاست خود افتخارات ارزنده‌ای را به مجموعه یوونتوس افزود. با آغاز دههٔ ۱۹۹۰ بار دیگر شکوه یوونتوس شروع شد؛ و ورزشگاه دل آلپی که به تازگی میزبانی رقابت‌های یوونتوس را به عهده گرفته بود شاهد افتخارات زیادی شد. در سال ۱۹۹۰ یک جام حذفی ایتالیا و قهرمانی دوم در لیگ اروپا با مربیگری دینو زوف به کارنامهٔ ورزشی باشگاه افزوده شد و جام سوم لیگ اروپا نیز در سال ۱۹۹۳ با جووانی تراپاتونی راهی ساختمان باشگاه یووه می‌شود. بانوی پیر که از اواسط دههٔ ۱۹۹۰ دوباره به اوج خود رسیده بود در فهرست تیم خود بازیکنان خوش‌نام و مطرحی مانند روبرتو باجو (دارندهٔ توپ طلا در سال ۱۹۹۳)، جانلوکا ویالی، فابریتسیو راوانلی، آلساندرو دل‌پیرو (بهترین گلزن تاریخ یووه همراه با بیشترین بازی با پیراهن یوونتوس) ،آنجلو پروتزی، دیدیه دشان، آنتونیو کونته، فرارا، ادگار داویدس و زین‌الدین زیدان (دارندهٔ توپ طلا در سال ۱۹۹۸) را می‌دید. جووانی تراپاتونی که از سال ۱۹۹۱ بار دیگر به تیمش بازگشته بود پس از اتمام فصل ۱۹۹۴ از تیم جدا می‌شود و راه برای حضور یک مربی مطرح و برجسته هموار می‌شود و در نهایت مارچلو لیپی بر روی نیمکت هدایت سیاه و سفیدپوشان یووه می‌نشیند. در سطوح مدیریت نیز مهره‌هایی نظیر روبرتو بتگا، جیرائدو و لوچیانو موجی وارد عرصهٔ فعالیت می‌شوند. مارچلو لیپی همراه خود سه قهرمانی متوالی سری آ را در فصل‌های ۹۵–۹۴، ۹۷–۹۶ و ۹۸ –۹۷ به نام یوونتوس ثبت می‌کند. یک قهرمانی در جام حذفی ایتالیا در فصل ۱۹۹۵، دو سوپرجام ایتالیا در فصول ۱۹۹۵ و ۱۹۹۷ و قهرمانی دوم یوونتوس در لیگ قهرمانان اروپا که در فصل ۱۹۹۵–۹۶ به دست آمد، (در بازی که یوونتوس در فینال ۴ بر ۲ از سد آژاکس آمستردام گذشت) و جام بین قاره‌ای سال ۱۹۹۶ نیز از افتخارات ارزندهٔ مارچلو لیپی به‌شمار می‌روند. یوونتوس در سال‌های ۱۹۹۷ و ۱۹۹۸ نیز به فینال لیگ قهرمانان اروپا راه یافت اما برابر حریفان شکست خورد و در جایگاه دوم ایستاد. یووه ابتدا در فینال برابر دورتموند با نتیجه ۳ بر ۱ شکست خورد تا به دومین قهرمانی متوالی خود در لیگ قهرمانان اروپا دست نیابد و در فصل اتی نیز برابر رئال مادرید با نتیجه یک بر صفر متحمل شکست شد و دومین ناکامی متوالی خود را در فینال لیگ قهرمانان اروپا تجربه می‌کند. با پایان دهه ۹۰ فروغ بیانکونری‌ها نیز کمرنگ شد، رفتن لیپی و آمدن کارلو آنچلوتی چندان موفق آمیز نبود و کارلو تنها یک قهرمانی در جام اینترتوتو را در کارنامه دو سال مربیگری خود در یووه به جای می‌گذارد. یوونتوس با کارلو آنچلوتی به افتخار بزرگی دست نمی‌یابد و تصمیم به تغییر مربی می‌گیرد و از فصل ۲۰۰۱–۰۲ برای بار دوم مارچلو لیپی سکان مربیگری یوونتوس را در دست می‌گیرد؛ و بازیکنان جدیدی به تیم اضافه می‌شوند مانند: جانلوئیجی بوفون، مارسلو سالاس و پاول ندود هافبک چک تبار و دارنده توپ طلای اروپا در سال ۲۰۰۳، لیپی توانست باکمک این بازیکنان و ستارگانی همچون الساندرو دل پیرو و ادگار داویدس و دیوید ترزگه یک بار دیگر یوونتوس را به اوج خود بازگرداند، دو قهرمانی در سری آ در فصل‌های ۲۰۰۱–۰۲ و ۲۰۰۲–۰۳ و دو قهرمانی در سوپر جام ایتالیا با هدایت این مربی به‌دست آمد، همچنین مارچلو لیپی در فصل ۲۰۰۲–۰۳ دوباره توانست یوونتوس را به فینال لیگ قهرمانان اروپا برساند، که در ضربات پنالتی مغلوب آ.ث. میلان می‌شود. در این سال‌ها اتفاق مهم دیگری در حیات باشگاه روی داد و در تاریخ ۲۰ دسامبر ۲۰۰۱ باشگاه یوونتوس وارد بورس ایتالیا شد. در نخستین ماه سال ۲۰۰۳ حادثه‌ای تلخ، بار دیگر مجموعه بیانکونری را در سوگ نشاند، در حالی که تنها ۲۴ روز از آغاز سال جدید می‌گذشت، جووانی آنیلی مدیر اسبق باشگاه که با خود افتخارات ارزشمندی را برای باشگاه به همراه آورده بود درگذشت. تنها یک سال پس از مرگ جووانی آنیلی، برادرش اومبرتو آنیلی نیز درگذشت، اومبرتو در تاریخ ۲۷ مه سال ۲۰۰۴ از دنیا رفت تا به یکباره بانوی پیر حامیان اصلی خود را از دست بدهدـ با فوت این بزرگان خانوادهٔ آنیلی همچنان حمایت خود را از باشگاه دریغ نکرد و در کنار یوونتوس ماند. در پایان فصل ۰۴–۲۰۰۳ از یوونتوس جدا شد.

### انتشار مسئلهٔ کالچو پولی (۲۰۰۴/۲۰۰۶)

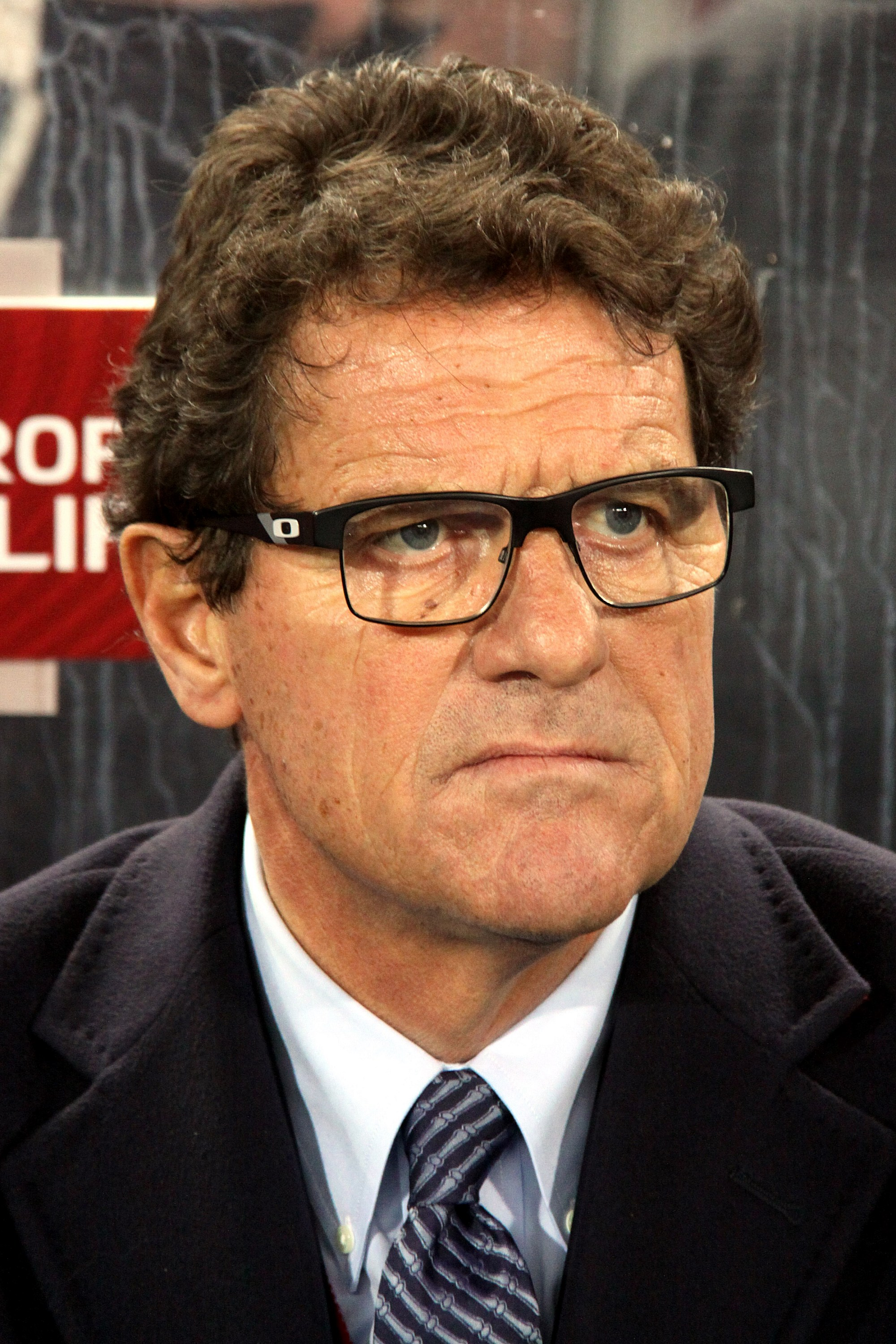
فابیو کاپلو

با رفتن مارچلو لیپی، در تابستان ۲۰۰۴ فابیو کاپلو وارد یوونتوس شد. فابیو کاپلو مربی اسبق آ.اس. رم که پیش از این نزد هواداران یووه یک دشمن محسوب می‌شد به عنوان سرمربی یوونتوس انتخاب شد. هم‌زمان با حضور وی، بازیکنانی نظیر زلاتان ابراهیموویچ، فابیو کاناوارو و امرسون نیز یوونتوسی شدند. کاپلو با وجود موفقیت و کسب دو اسکودتویی که بعدها از یووه بازپس گرفته شد، نتوانست خود را به عنوان مربی محبوب در نزد هواداران معرفی کند. در این سال‌ها یوونتوس از قدرت‌های فوتبال ایتالیا و اروپا محسوب می‌شد که ستارگان ارزشمند زیادی در خود می‌دید، با پایان فصل ۲۰۰۶–۲۰۰۵ که به قهرمانی یوونتوس انجامید خبرهایی در خصوص تبانی مسؤولان یوونتوس با داوران شنیده شد؛ این مسائل همراه با رقابت‌های جام جهانی ۲۰۰۶ مطرح می‌شد و در حالی که ستارگان بیانکونری در کنار اینتر میلان برای قهرمانی در این جام مبارزه می‌کردند اتفاق تلخ دیگری برای یکی از مهره‌های اسبق یووه رخ داد، جانلوکا پسوتو از ساختمان باشگاه سقوط کرد تا حواشی اطراف یووه بیشتر از قبل شود. با این حال با تدابیر مسولین فوتبال ایتالیا موضوع کالچو پولی و محکومیت‌های باشگاه‌ها تا پایان رقابت‌های جام جهانی اعلام نشد تا تمام بازیکنان حاضر در اردوی ایتالیا با تمرکز کامل و بدون مشغله ذهنی، در رقابت‌ها حاضر شوند. این تدبیر مسولین نتیجه بخش بود و ایتالیا با مربیگری مارچلو لیپی قهرمان جام جهانی ۲۰۰۶ المان شد. پس از بازگشت ملی پوشان، مسئله معروف به کالچو پولی رسماً اعلام شد و تبانی مسولین باشگاه یوونتوس با کمیته داوران و برخی داوران از یک سو و انتشار مکالمات تلفنی لوچیانو موجی با برخی از مسولین و داوران در دادگاه‌های ورزشی ایتالیا مطرح شد و ۲ قهرمانی آخر یوونتوس در سری آ از بانوی پیر گرفته شد و به سری بی تبعید شد.

### تبعید یوونتوس به سری بی (تابستان ۲۰۰۶)
با برگزاری جلسات مختلف، در نهایت حکم نهایی دادگاه ورزشی کشور محرومیت‌ها و مجازات‌های باشگاه‌های متخلف را صادر کرد. با حکم اعلام شده بانوی پیر به سری بی تبعید شد، دو اسکودتوهای یووه از این تیم بازپس گرفته شد و به تیم رقیب، اینتر میلان داده شد (اسکودتوهای بیست و هفتم و بیست و هشتم در دو فصل ۲۰۰۴–۰۵، ۲۰۰۵–۰۶ که با فابیو کاپلو به دست آمده بود)، لوچیانو موجی مدیر و نماینده اصلی یووه حکم محرومیت مادام العمر از فعالیت در فوتبال برایش صادر شد. در ابتدا مشخص شد بیانکونری‌ها با ۳۰ امتیاز کسر در رقابت‌های فصل ۲۰۰۶–۰۷ سری بی شرکت خواهند کرد که این رأی با اعتراض باشگاه و تجدید نظر به ۱۷ امتیاز کسر تغییر کرد و در نهایت به کسر ۹ امتیاز رسید همچنین یوونتوس با جریمه نقدی £۳۱٬۰۰۰٬۰۰۰ و محرومیت از لیگ قهرمانان اروپا ۰۷–۲۰۰۶ و سه بازی بدون تماشاگر روبرو شد. زمانی که حکم تبعید به سری بی با منفی ۳۰ امتیاز اعلام شد، برخی از بازیکنان سرشناس یوونتوس راه خروجی باشگاه را در پیش گرفتند و از باشگاه یوونتوس جدا شدند، مربی یوونتوس؛ فابیو کاپلو نیز بلافاصله راهی مادرید و تیم مطرح ان شهر، رئال مادرید شد. برخی از بازیکنانی که هواداران امید زیادی به آنان داشتند نیز به مانند مربی تیم ترجیح دادند برای ادامه دوران بازیگری خود از سیاه و سفید پوشان جدا شوند، فابیو کاناوارو، جیانلوکا زامبروتا، پاتریک ویرا، امرسون، زلاتان ابراهیموویچ و لیلیان تورام که در خود توان حضور در سری بی را نمی‌دیدند، از یوونتوس جدا شدند. فابیو کاناوارو و امرسون راهی رئال مادرید شدند، زلاتان ابراهیموویچ و پاتریک ویرا به اینتر میلان پیوستند و جیانلوکا زامبروتا و لیلیان تورام بارسلونا را برای ادامه فعالیت خود برگزیدند.

### وفاداری به بانوی پیر (۲۰۰۶/۲۰۰۷)

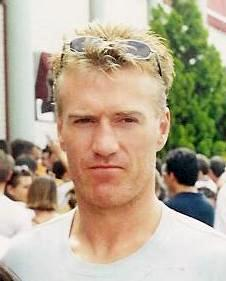
دیدیه دشان

حکم صادره در کنار ترک ستارگان و تغییر مدیریت باشگاه که همراه با ورود جووانی کوبولی جیلی به عنوان جانشین فرانتزُ گرانده استونس مدیری که سه سال ریاست یووه را به عهده داشت. لوچیانو موجی از سمت خود برکنار شد، جیرائودو نیز از مسولیت‌هایی که در باشگاه داشت کنارگذاشته شد و بازیکنانی از جمله فابیو کاناوارو، جیانلوکا زامبروتا، پاتریک ویرا، امرسون، زلاتان ابراهیموویچ و لیلیان تورام یوونتوس را ترک کردند؛ و در شرایطی دشوار جان الکان نوه جیانی آنیلی مدیریت باشگاه را بر عهده گرفت، یوونتوس بازیکنانی نظیر الساندرو دل پیرو، جانلوئیجی بوفون، مائورو کامرونزی در تیم ملی کشورش داشت که با این تیم قهرمان جهان شده بودند و بازیکنان بزرگی از جمله دیوید ترزگه و پاول ندود که نگاه داشتن این بازیکنان در شرایط کنونی کار آسانی نبود. دیدیه دشان بازیکن سالیان نه چندان دور یوونتوس که با این تیم قهرمانی در لیگ قهرمانان اروپا در سال ۱۹۹۵–۱۹۹۶ را تجربه کرده بود در تاریخ ۱۰ ژوئیه ۲۰۰۶ مربی یوونتوس شد. یوونتوس در رقابت نزدیک با ناپولی و جنوا و با توجه به کسر ۹ امتیاز بر سکوی نخست رقابت‌ها ایستاد و عنوان قهرمانی مسابقات سری بی را در فصل ۲۰۰۶–۲۰۰۷ از آن خود کرد و الساندرو دل پیرو با به ثمر رساندن ۲۰ گل آقای گل رقابت‌ها شد تا ثابت نمایند که این تیم مطرح و قدرتمند بدون حمایت داوران و در شرایط سخت و متفاوت از سایر رقبا نیز برترین تیم ایتالیا است. قهرمانی یووه در هفته‌های پایانی لیگ با کسب ۸۵ امتیاز تثبیت شد (امتیاز یوونتوس در این فصل به ۹۴ رسید که با کسر ۹ امتیاز به عدد ۸۵ تغییر کرد) در دو هفته به پایان مسابقات دیدیه دشان مربی بیانکونری‌ها که نقش مؤثر و بسیار زیادی در کسب این قهرمانی داشت در چهلمین بازی فصل حاضر به شرکت در کنفرانس خبری نشد و از سمت خود کناره‌گیری کرد تا کمک مربی وی، کورادینی تیم را دو دیدار انتهایی هدایت نماید، دیدارهای که با شکست یووه به پایان رسید. گفتنی است که اختلاف دشان با مدیر ورزشی یوونتوس السیو سکو یکی از دلایل جدایی دیدیه دشان اعلام شد و در عین حال دیدیه دشان تأکید کرد که در خود توان هدایت یووه را در رقابت‌های سری آ نمی‌دید.

### دوران مدیریت آندرا آنیلی (۲۰۱۰/تاکنون)

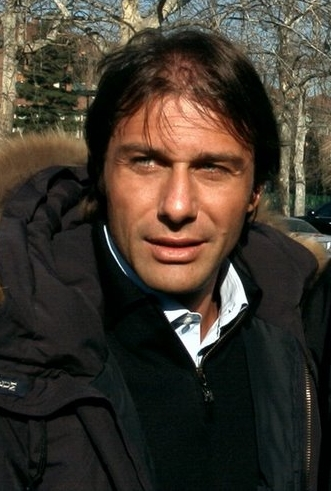
آنتونیو کونته

- بعد از حدود ۴۸ سال در سال ۲۰۱۰ یک آنیلی دیگر به نام آندرا آنیلی سکان مدیریت یوونتوس را بر عهده گرفت. با ساخت استادیوم جدید با نام ورزشگاه یوونتوس در مکان سابق ورزشگاه دل آلپی و آمدن آنتونیو کونته[۳۱] در سال ۲۰۱۱ و خرید بازیکنان جدید از جمله: آندره‌آ پیرلو، کوادوو آساموا، آرتورو ویدال، استفان لیختشتاینر، کارلوس توز، پل پوگبا، مارتین کاسرس، آندره‌آ بارزالی، فرناندو یورنته یوونتوس بعد از چند سال ناکامی دوباره به عرصهٔ تیم‌های بزرگ ایتالیا و اروپا بازگشت. یوونتوس در این دوران به سه قهرمانی متوالی در سری آ ایتالیا (از جمله یک قهرمانی بدون شکست در فصل ۲۰۱۱–۱۲ و کسب ۱۰۲ امتیاز در رقابت‌های سری آ در فصل ۲۰۱۳–۱۴) و دو قهرمانی سوپر جام ایتالیا رسید. در سال ۲۰۱۲ اسطوره باشگاه یوونتوس الساندرو دل پیرو[۳۲] بعد از ۱۹ سال بازی کردن با پیراهن بیانکونری از جمع یوونتوسی‌ها خداحافظی کرد و جای او را در تیم کارلوس توز آرژانتینی گرفت.[۳۳]

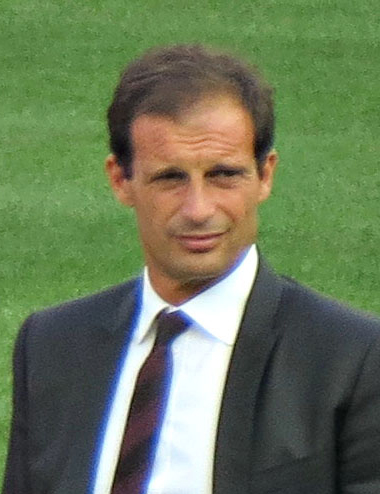
آلگری

- بعد از ۳ فصل موفقیت‌آمیز با آنتونیو کونته که منجر به ۳ قهرمانی متوالی در سری آ گشت، البته همراه با ناکامی در رقابت‌های اروپایی، یوونتوس سرمربی اخراج شده آ.ث. میلان یعنی ماسیمیلیانو آلگری را به عنوان سرمربی جدید خود معرفی کرد، مربی که خیلی از طرفداران یوونتوس با آمدن او به بیانکونری مخالف بودند. آلگری توانست در ۵ فصل حضورش در بانوی پیر ۵ قهرمانی متوالی در سری آ را به‌دست آورد تا یوونتوس به تنها تیم در تاریخ فوتبال ایتالیا تبدیل شود که توانسته‌است ۸ فصل متوالی جام سری آ را بالا سر ببرد.[۳۴] او همچنین توانست به همراه یوونتوس ۴ قهرمانی متوالی در جام حذفی ایتالیا به‌دست آورد تا در ۴ فصل اول حضورش در سکوی سرمربیگری یوونتوس توانسته باشد در هر چهار سال حضورش دوگانه (سری آ و جام حذفی ایتالیا) را کسب کند.[۳۵] یوونتوس در اروپا هم توانست دوباره، برای اولین بار بعد از کالچو پولی خود را به عنوان تیمی قدرتمند معرفی کند. در فصل اول حضور آلگری (۲۰۱۴–۱۵) یوونتوس توانست به فینال لیگ قهرمانان اروپا برسد اما در فینال در برابر بارسلونا به هدایت لوییز انریکه متحمل شکست ۳ بر ۱ شد تا به مقام نایب قهرمانی اروپا کفایت کند. آلگری و یوونتوس در فصل بعد (۲۰۱۵–۱۶) در مرحله یک‌هشتم نهایی لیگ قهرمانان اروپا توسط بایرن مونیخ از رقابت‌ها کنار گذاشته شدند، اما یوونتوس توانست در فصل بعد آن (۲۰۱۶–۱۷) دوباره به فینال اروپا برسد اما این بار هم در برابر رئال مادرید، زین الدین زیدان متحمل شکست ۴ بر ۱ شد تا برای پنجمین بار متوالی دستش از کسب جام لیگ قهرمانان اروپا کوتاه بماند.[۳۶] یوونتوس در همین دوران رکورد نقل و انتقالات خود را نیز شکست، با فروش پل پوگبا با قیمت ۱۰۵ میلیون یورو به باشگاه منچستر یونایتد، و با خرید کریستیانو رونالدو از باشگاه رئال مادرید در ازای ۱۱۷ میلیون یورو.[۳۷]
- بعد از ۵ فصل موفقیت‌آمیز با ماسیمیلیانو آلگری که منجر به ۵ قهرمانی متوالی در سری آ و ۴ قهرمانی متوالی در جام حذفی فوتبال ایتالیا گردید، به دلیل ناکامی در رقابت‌های اروپایی و ۲ شکست در فصول ۲۰۱۴–۱۵ و ۲۰۱۶–۱۷ در فینال لیگ قهرمانان اروپا،[۳۸][۳۹] اخراج شد و بانوی پیر سرمربی سابق چلسی و ناپولی یعنی مائوریتسیو ساری را به‌عنوان سرمربی جدید خود معرفی کرد.[۴۰] ساری تنها توانست یک فصل هدایت یوونتوس را بر عهده داشته باشد و پس از قهرمانی در سری آ و حذف در مرحله یک‌هشتم نهایی لیگ قهرمانان اروپا اخراج شد[۴۱] و آندره‌آ پیرلو بازیکن سابق یوونتوس در اولین تجربه مربیگری خود، به‌عنوان سرمربی جدید باشگاه معرفی شد.[۴۲]

## فاجعهٔ ورزشگاه هِیسِل
- ویدئویی از فاجعه ورزشگاه هیسل

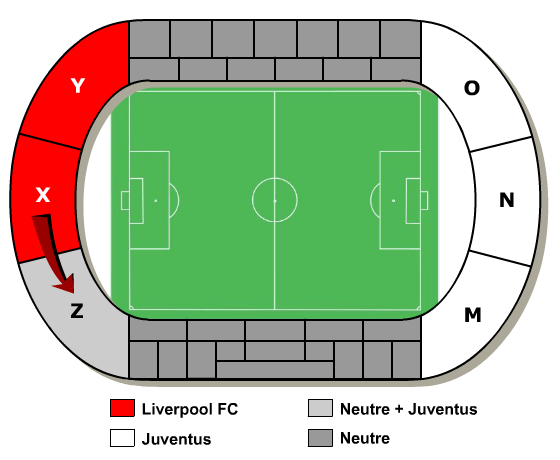
فاجعهٔ ورزشگاه هیسل - ۱۹۸۵

فاجعهٔ ورزشگاه هیسل فاجعه‌ای است که پیش از آغاز فینال جام باشگاه‌های اروپا ۱۹۸۵ که میان تیم‌های یوونتوس و لیورپول در ورزشگاه هیسل بروکسل برگزار می‌شد ۳۹ هوادار یوونتوس کشته شدند.
لیورپول در دورهٔ قبل جام باشگاه‌های اروپا توانسته بود با غلبه بر آ.اس. رم قهرمان اروپا شود، در سوی دیگر یوونتوس قهرمان جام در جام اروپا در سال ۱۹۸۴ بود که بیشتر بازیکنان آن را بازیکنانی تشکیل می‌دادند که در سال ۱۹۸۲ به همراه تیم ملی فوتبال ایتالیا قهرمان جام جهانی در اسپانیا شده بودند و نیز در یوونتوس آن زمان، میشل پلاتینی (دارندهٔ توپ طلا در سال‌های ۱۹۸۳ و ۱۹۸۴ و ۱۹۸۵) بازی می‌کرد.
پیشتر در ژانویهٔ آن سال یوونتوس و لیورپول در سوپرجام اروپا به مصاف هم رفته بودند که یوونتوس در تورین توانست بازی را با نتیجه ۲–۰ ببرد و بازی برگشت که قرار بود در ورزشگاه آنفیلد برگزار شود به‌دلیل این‌که لیورپول در جدول زمان‌بندی برنامه‌های خود زمان مناسبی را برای انجام این بازی پیدا نکرده بود، به تعویق افتاد و پس از فاجعهٔ ورزشگاه هیسل دیگر برگزار نگردید.
یک ساعت پیش از آغاز مسابقه، در فینال لیگ قهرمانان اروپا سال ۱۹۸۵ در ورزشگاه هیسل، تماشاگران لیورپول با شکستن فنس‌هایی که میان آنان و طرفداران یوونتوس برای جدایی و جلوگیری از کشمکش و درگیری قرار داده شده‌بود به طرفداران یوونتوس حمله‌ور شده و آن‌ها را مورد ضرب و شتم قرار دادند، یوونتوسی‌ها که انتظار این حرکت را از لیورپول نداشتند ناچار با آن‌ها درگیر شده و به ناگاه عقب‌نشینی کردند؛ فشار یوونتوسی‌ها به دیوارهای پیرامون ورزشگاه، منجر به ویرانی آن گشت و باعث شد که روی سر آن‌ها ویران گردد. در پی این حادثه ۳۹ نفر که اکثراً از طرفداران یوونتوس بودند، کشته شدند. این فاجعه را سیاه‌ترین ساعت در تاریخ مسابقات یوفا نام‌گذاری کردند.

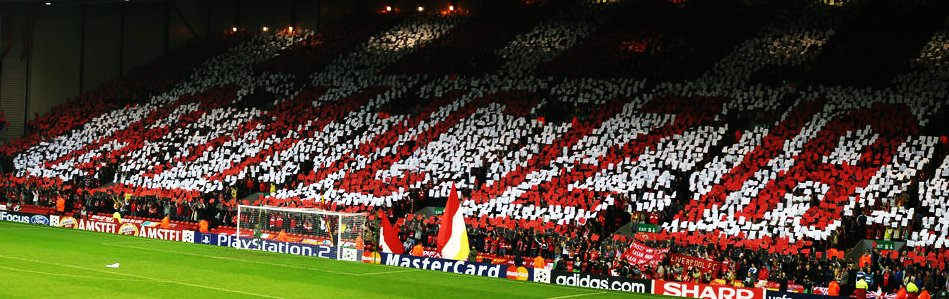
دیدار دو تیم یوونتوس و لیورپول، ۲۰ سال بعد از حادثه در ورزشگاه آنفیلد

با این وجود بازی فینال برگزار شد و یوونتوسی‌ها با تک‌گل میشل پلاتینی قهرمان شدند. پس از این مسابقه، لیورپول ۶ سال و دیگر باشگاه‌های انگلیسی از حضور در رقابت‌های اروپایی به مدت ۵ سال محروم شدند.
یوونتوس و لیورپول پس از فاجعهٔ هیسل به مدت ۲۰ سال با هم بازی نکردند تا این‌که در سال ۲۰۰۵ که در مسابقات لیگ قهرمانان اروپا دوباره با هم رو در رو شدند. در بازی رفت که در آنفیلد برگزار می‌شد قبل از شروع مسابقه هواداران لیورپول با اجرای طرح موزائیک، واژهٔ "amicizia" که در زبان ایتالیایی به معنی دوستی است؛ خطاب به هواداران یوونتوس که در سمت روبه‌رو نشسته‌بودند به نحوی از آنان عذرخواهی کردند. هواداران یوونتوس برای این‌که نشان دهند لیورپول را بخشیده‌اند به شادی پرداختند.

## ورزشگاه‌ها
از سال ۱۹۰۹ تا ۱۹۲۲ یوونتوس بازی‌های خانگی خود را در ورزشگاه کورسو سواستوپولی انجام داد. بعد از آن به ورزشگاه کورسو دی مارسیلیا نقل مکان کرد، که تا سال ۱۹۳۳ در آن ورزشگاه بازی‌های خود را برگزار نمود، و توانست در آن ۴ عنوان قهرمانی سری آ را به‌دست آورد. در پایان سال ۱۹۳۳، آن‌ها در استادیو موسولینی که برای مسابقات جام جهانی در سال ۱۹۳۴ افتتاح شده بود، شروع به بازی کردند. پس از جنگ جهانی دوم، اسم استادیوم موسولینی به ورزشگاه المپیک تورین تغییر داده شد، به مدت ۵۷ سال (در مجموع ۸۹۰ بازی) ورزشگاه المپیک تورین خانه یوونتوس بود. در ابتدای سال ۱۹۹۰ میلادی و با توجه به اینکه کشور ایتالیا میزبان جام جهانی بود، ورزشگاه دل آلپی در شهر تورین افتتاح شد. از آن زمان باشگاه یوونتوس دیدارهای خود را در این ورزشگاه برگزار نمود. در اوت سال ۲۰۰۶ یوونتوس بعد از بازسازی ورزشگاه دل آلپی برای بازی‌های المپیک زمستانی ۲۰۰۶ دوباره به ورزشگاه المپیک تورین بازگشت.

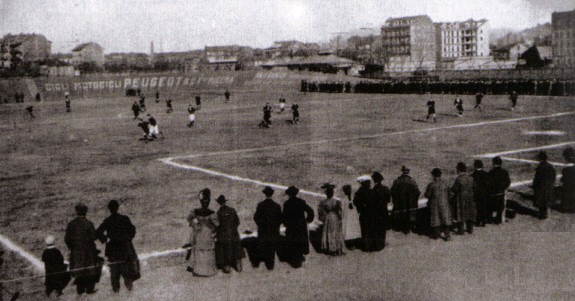
ورزشگاه اومبرتو (۱۹۰۶)
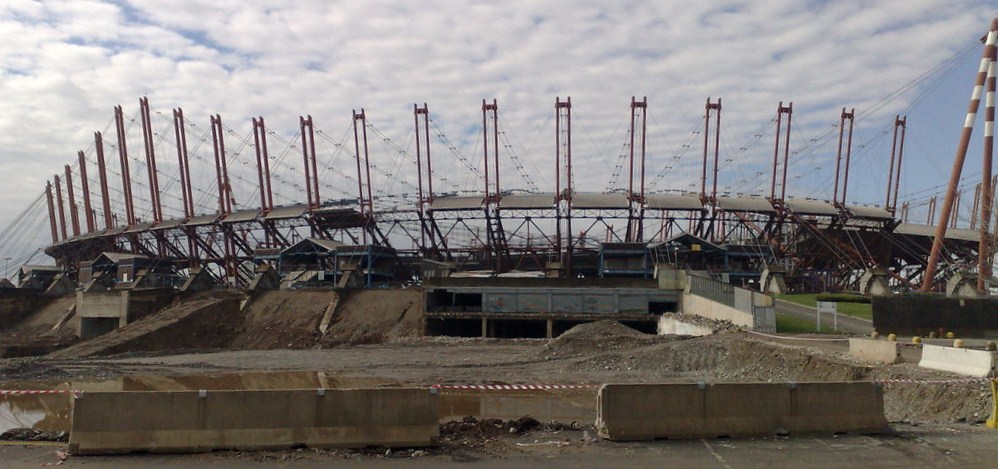
ورزشگاه دل آلپی (۲۰۰۹)
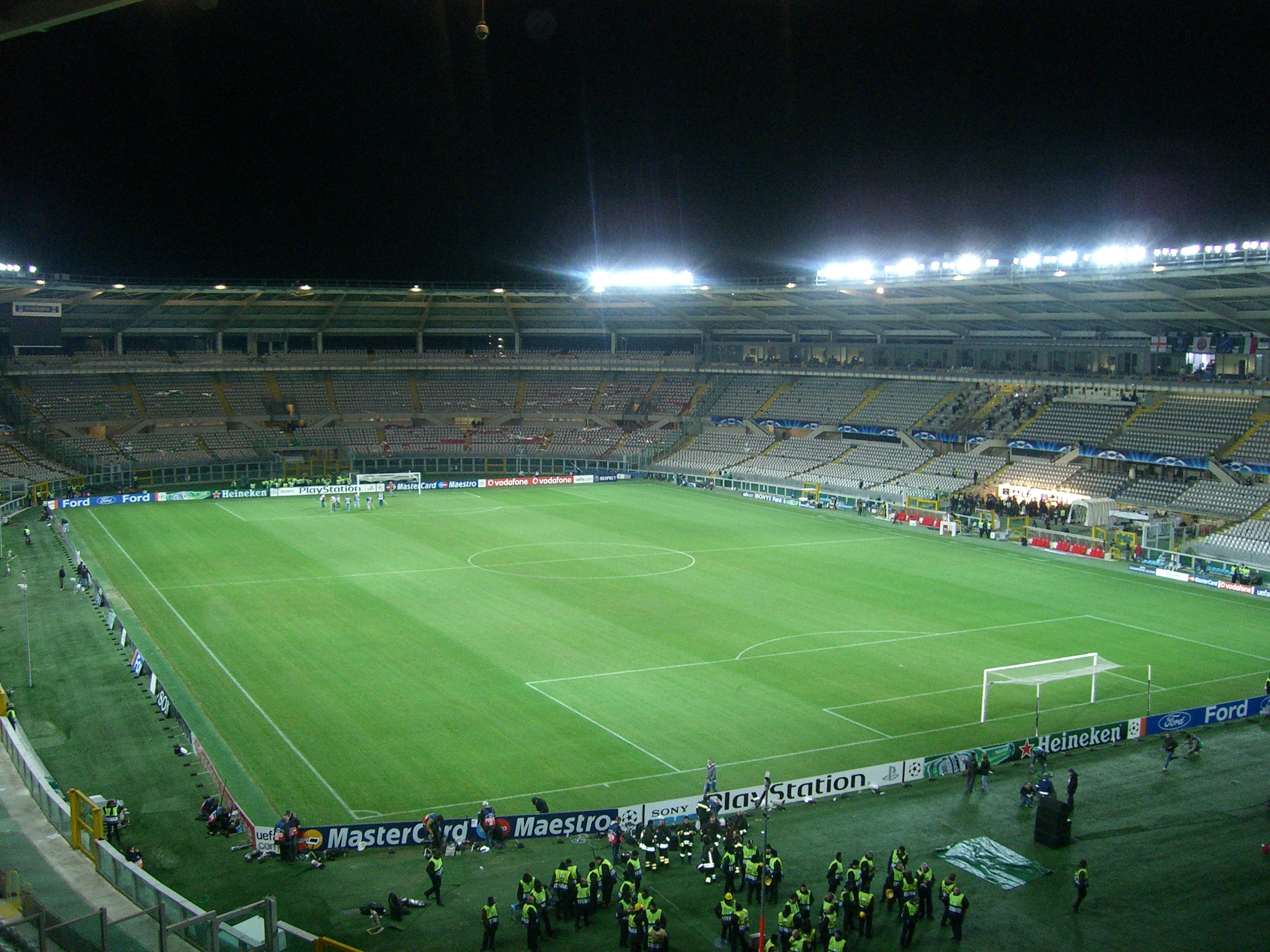
المپیک تورین (۲۰۰۹)
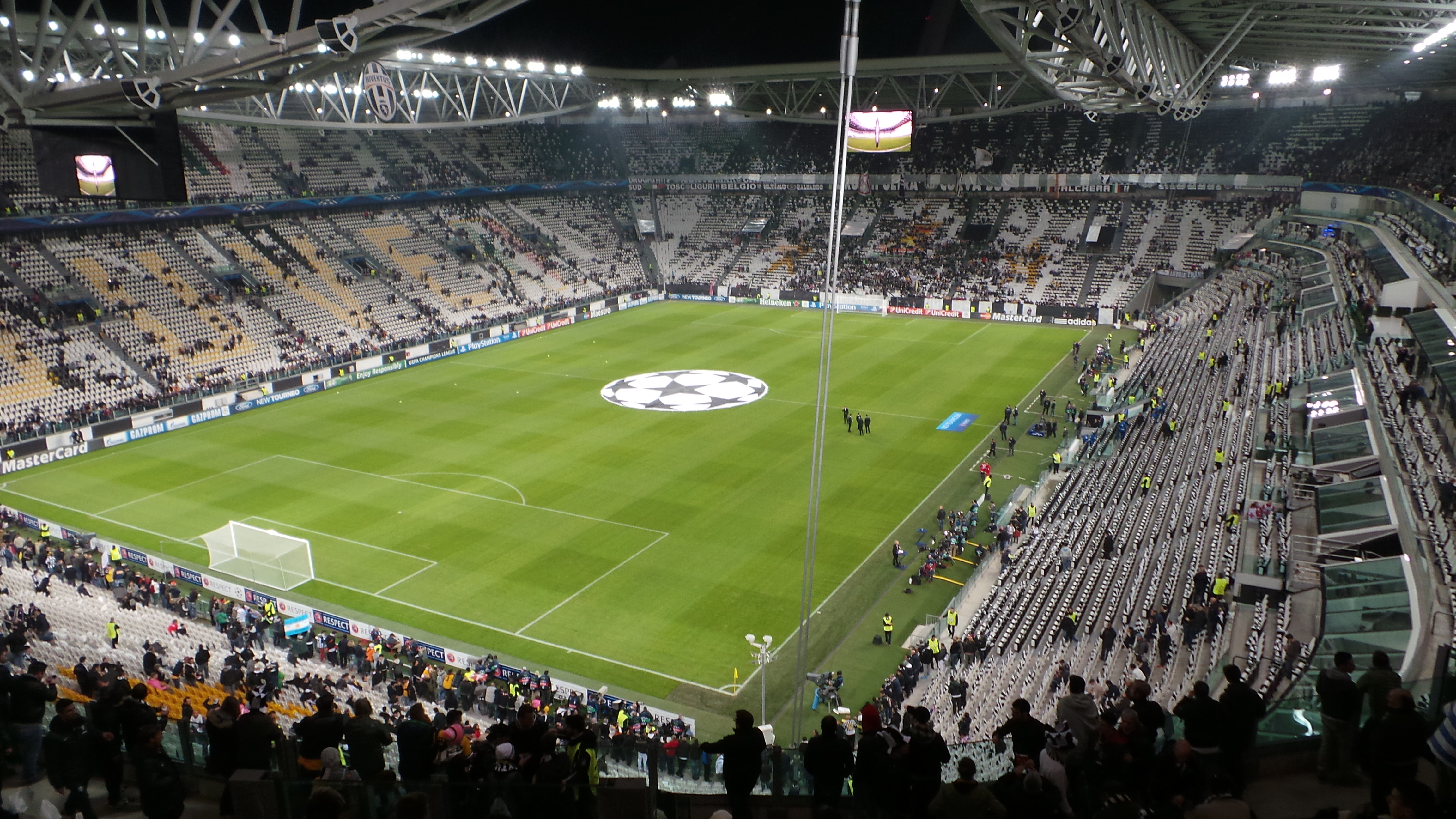
ورزشگاه یوونتوس (۲۰۱۳)

در ابتدای دههٔ نخست قرن ۲۱، مدیران یوونتوس و در رأس آن‌ها روبرتو بتگا و لوچیانو موجی، ساخت ورزشگاه را در دستور کار خود قرار دادند. یوونتوس اولین تیم در ایتالیا است که ورزشگاه اختصاصی دارد. هیچ‌کدام از تیم‌های ایتالیایی در حال حاضر ورزشگاهی متعلق به خودشان ندارند. یکی از شعارهای ساخت ورزشگاه نیز بر همین مبنا انتخاب شد، این‌که مانند همیشه یوونتوس در ایتالیا «اولین» خواهد بود یا شعار دیگری که در هنگام ساخت در نظر گرفته شد «استادیومی که فوتبال را تغییر می‌دهد». ساخت ورزشگاه یوونتوس در ۱ مارس ۲۰۰۹ در همان محل ورزشگاه دل آلپی و به سبک ورزشگاه‌های انگلستان آغاز شد، طراحی این ورزشگاه را هرناندو سوارز انجام داده‌است. برخلاف دیگر ورزشگاه‌های ایتالیا، فاصلهٔ نزدیک‌ترین هواداران با میدان مسابقه ۷٫۵ متر است، این فاصله در دل آلپی سابق ۵۰ متر بود. سرانجام در تاریخ ۸ سپتامبر ۲۰۱۱ با بازی یوونتوس مقابل نوتس کانتی که با تساوی ۱–۱ خاتمه یافت ورزشگاه یوونتوس افتتاح شد، اولین بازی رسمی در این ورزشگاه نیز مابین دو تیم یوونتوس و پارما، ۱۱ سپتامبر ۲۰۱۱ برگزار شد.
- یوونتوس اولین باشگاه در تاریخ فوتبال ایتالیا است که ورزشگاه اختصاصی دارد.[۵۳]
- از ۱ ژوئیهٔ ۲۰۱۷، ورزشگاه یوونتوس به مدت ۶ فصل تا ۳۰ ژوئن ۲۰۲۳ به عنوان آلیانتس استادیوم شناخته می‌شد.
- میزبان فینال لیگ اروپا ۲۰۱۴[۵۴]
- رکورد تماشاچی: ۴۱٬۱۸۲ (یوونتوس در برابر بروسیا دورتموند، ۵ اسفند ۱۳۹۳)

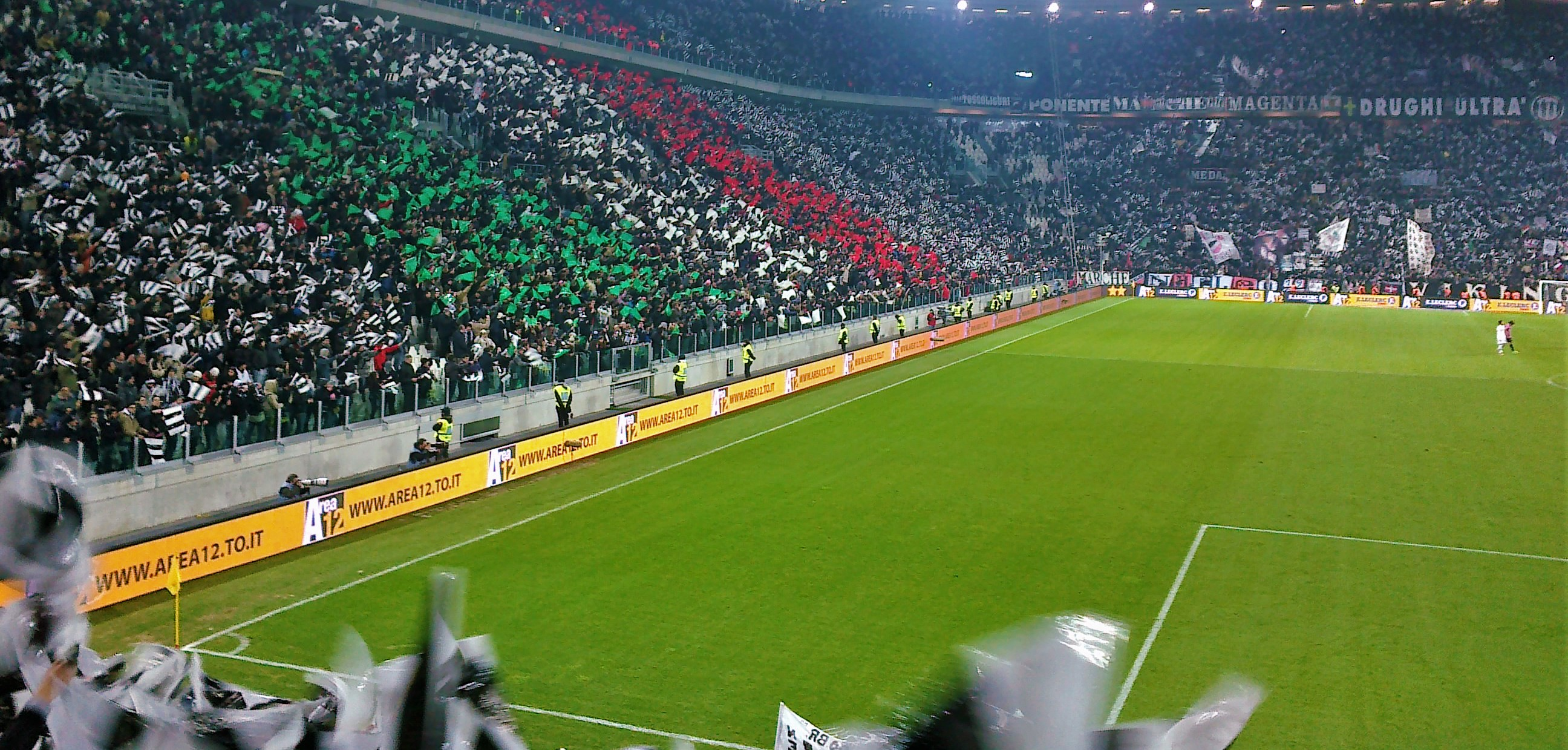
ورزشگاه یوونتوس (آلیانتس استادیوم)

| شماره | ورزشگاه                   | تاریخ      |
| ----- | ------------------------- | ---------- |
| ۱     | والنتینو پارک             | ۱۸۹۷–۱۸۹۸  |
| ۲     | ورزشگاه پیاتزا دارمی      | ۱۸۹۸–۱۹۰۴  |
| ۳     | ورزشگاه اومبرتو           | ۱۹۰۵–۱۹۰۶  |
| ۴     | ورزشگاه پیاتزا دارمی      | ۱۹۰۷–۱۹۰۸  |
| ۵     | ورزشگاه کورسو سواستوپولی  | ۱۹۰۹–۱۹۲۲  |
| ۶     | ورزشگاه کورسو دی مارسیلیا | ۱۹۲۲–۱۹۳۳  |
| ۷     | ورزشگاه المپیک تورین      | ۱۹۳۳–۱۹۹۰  |
| ۸     | ورزشگاه دل آلپی           | ۱۹۹۰–۲۰۰۶  |
| ۹     | ورزشگاه المپیک تورین      | ۲۰۰۶–۲۰۱۱  |
| ۱۰    | ورزشگاه یوونتوس           | ۲۰۱۱-اکنون |

## اماکن آموزشی
- یوونتوس سنتر :

مرکز یوونتوس (انگلیسی: Juventus Center) (به‌طور خلاصه به نام "وینووو") زمین تمرین باشگاه یوونتوس است، که در وینووو واقع در ۱۴ کیلومتری جنوب غربی شهر تورین واقع شده‌است. این زمین تمرین در مساحت ۱۴۰٬۰۰۰ متر مکعب، در اوت ۲۰۰۶ افتتاح شد.
- امکانات:

در این مرکز محیط‌های آموزشی و پزشکی بسیار پیشرفته وجود دارد. این محل شامل ۹ زمین فوتبال است، دو زمین آن دارای چمن مصنوعی است. یک سالن سرپوشیده همراه با وسایل تمرینی، محل برای فیزیوتراپی، یک استخر شنا و ساختمان‌های دیگر برای مربیان و سایر موارد. در ساختمان دوم وینووو، شبکهٔ تلویزیونی و اسپانسرهای باشگاه مستقر هستند، اتاق جلسات، فعالیت‌های تجاری، اتاق کنفرانس مطبوعاتی نیز در این ساختمان قرار دارند. انتظار می‌رود یوونتوس سنتر در آینده به خانه آکادمی باشگاه و محل استقرار تیم بانوان یوونتوس تبدیل شود.
- دهکدهٔ یوونتوس :

در ۱۶ اکتبر ۲۰۱۵، یوونتوس رسماً آغاز پروژه دهکده یوونتوس (انگلیسی: J-Village) را اعلام کرد. این پروژه که در مجاورت ورزشگاه یوونتوس است، مراحل توسعهٔ آن همچنان در منطقهٔ کونتیناسا ادامه دارد. دهکدهٔ یوونتوس شامل شش بخش است: JTC (مرکز آموزش تیم اول یوونتوس) - مرکز رسانه‌ها - بخش اداری - مدرسهٔ بین‌المللی ISE (بخشی از J-College)- هتل - فروشگاه‌ها. در تاریخ ۱۷ ژوئیهٔ ۲۰۱۷، یوونتوس اعلام کرد که دفتر مدیریت باشگاه در دهکدهٔ یوونتوس افتتاح شده‌است. از فصل ۱۹–۲۰۱۸ تمام بخش‌های تمرینی تیم اصلی یوونتوس در همین دهکده مستقر است. هزینهٔ تخمینی دهکدهٔ یوونتوس، ۱۰۰ میلیون یورو است.

## رسانه‌ها
- کانال یوونتوس :

یوونتوس تی‌وی (انگلیسی: Juventus TV) یا به شکل سرواژه جی‌تی‌وی تلویزیون پولی باشگاه فوتبال یوونتوس است که به شکل اختصاصی موضوعات پیرامون این باشگاه ورزشی را پوشش می‌دهد. کانال یوونتوس در ۱ نوامبر ۲۰۰۶ هم‌زمان با جشن ۱۰۹ سالگی تأسیس باشگاه شروع به کار کرد. این شبکه در برنامه‌های خود تمامی مسابقات انجام شده توسط یوونتوس از جمله (سری آ، جام حذفی ایتالیا و لیگ قهرمانان اروپا) را نشان می‌دهد. بخش پررنگی از برنامه‌های این شبکه را، مصاحبه با بازیکنان و مربیان و تحلیل عملکرد تیم و بررسی اخبار پیرامون باشگاه تشکیل می‌دهد.
- نشریه هورا :

هورا، قدیمی‌ترین نشریه از نوع خود در ایتالیا است (تاریخ تأسیس: ۱۹۱۵)، مجلهٔ ورزشی هورا به صورت ماهانه در سراسر کشور ایتالیا توزیع می‌شود. محتوای آن همان‌گونه که از نامش پیداست در مورد باشگاه یوونتوس و اخبار پیرامون باشگاه، مصاحبه با طرفداران و بررسی و اطلاع‌رسانی در مورد بازی‌های باشگاه یوونتوس در عرصهٔ ملی و بین‌المللی است.

## اطلاعات مالی
- در تاریخ ۳ دسامبر ۲۰۰۱ باشگاه یوونتوس وارد بورس ایتالیا شد، یوونتوس به همراه آ.اس. رم و لاتزیو تنها باشگاه‌هایی هستند که در بورس ایتالیا حضور دارند.[۶۱]
- باشگاه یوونتوس یکی از بنیان‌گذاران اتحادیه باشگاه‌های فوتبال اروپا است که پس از انحلال گروه ۱۴ به وجود آمد،[۶۲] این گروه بین‌المللی از نخبگان فوتبال اروپا تشکیل شده، که یوونتوس نیز یکی از اعضای بنیان‌گذار آن است.[۶۳]
- در لیست شرکت دیلویت از ثروتمندترین باشگاه‌های فوتبال در جهان که در سال ۲۰۲۰ منتشر شد، یوونتوس دهمین باشگاه فوتبال در کسب درآمد در جهان با درآمد تخمینی ۴۵۹٬۷ میلیون یورو است، که از این حیث در صدر باشگاه‌های فوتبال ایتالیا قرار دارد.[۶۴] یوونتوس همچنین در لیست مجله فوربز از ارزشمندترین باشگاه‌های فوتبال جهان در سال ۲۰۱۹ منتشر کرد، رتبه دهم را به‌دست آورد، با ارزش تخمینی ۱٬۵۱۲ میلیون دلار.[۷]
- ۶۳٫۸٪ سهام باشگاه یوونتوس در دست خانوادهٔ آنیلی است که از طریق شرکت اکسور اداره می‌شود.
- درآمد یوونتوس از حق پخش تلویزیونی در فصل ۲۰–۲۰۱۹، ۱۰۰٫۲ میلیون یورو بوده‌است.[۶۵][۶۶]
- تعداد کارکنان یوونتوس تا فصل کاری ۲۰–۲۰۱۹، ۸۸۵ نفر است.[۶۷]
- یوونتوس در فصل ۱۶–۲۰۱۵، درآمدی بالغ بر ۳۸۷٬۹۰۰٬۷۷۳ میلیون یورو به‌دست آورد و سود خالص باشگاه در همان سال ۴٬۰۶۲٬۳۱۲ میلیون یورو بوده‌است.[۶۸]

### جریمه سنگین
باشگاه یوونتوس به علت تخلف در ثبت سود سرمایه در خرید و فروش بازیکن به کسر ۱۵ امتیاز محکوم شد. بازرسان مالی سری آ تخلف مالی باشگاه یوونتوس به ارزش تقریبی ۹۰ میلیون یورو را اعلام کردند، طبق حکم دادگاه تجدید نظر فدراسیون فوتبال ایتالیا باشگاه یوونتوس به علت این تخلف به کسر ۱۵ امتیاز محکوم شد.
در اطلاعیه ای که فدراسیون فوتبال ایتالیا در این زمینه منتشر کرده آمده‌است: «دادگاه استیناف فدرال به ریاست ماریو لوئیجی تورسلو درخواست بازگشایی پرونده تخلف باشگاه یوونتوس در اعلام سودهای سرمایه که قبلاً در آن تبرئه شده بود را پذیرفته‌است. به این ترتیب یوونتوس با جریمه ۱۵ امتیازی مواجه شده و جریمه‌هایی نیز برای ۱۱ مدیر این باشگاه در نظر گرفته شده‌است.»

## رقیبان
- شهرآورد دلا موله :

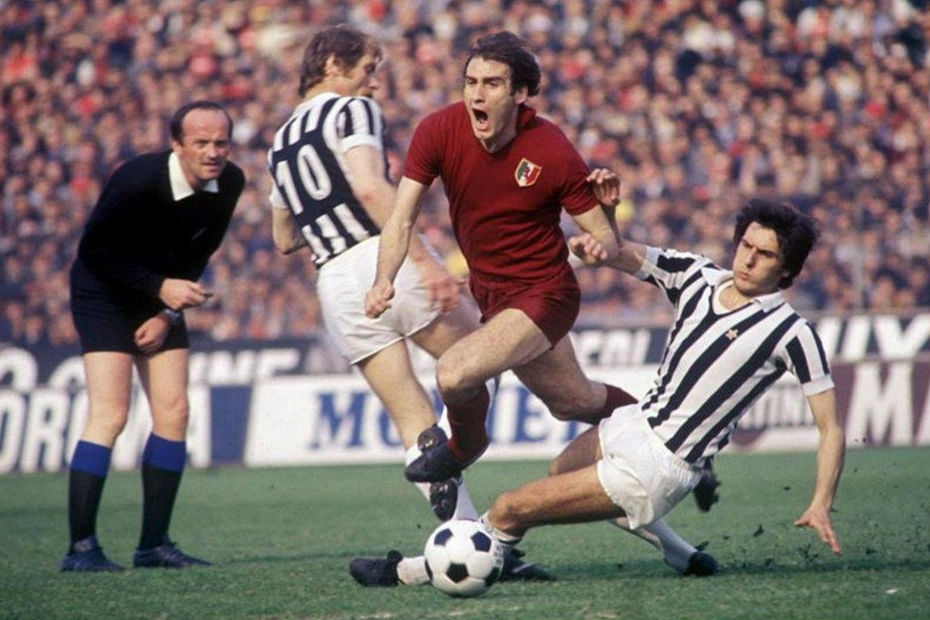
گراتسیانی در محاصره شیره‌آ و بنتی در جریان دربی دلا موله فصل ۱۹۷۶–۷۷

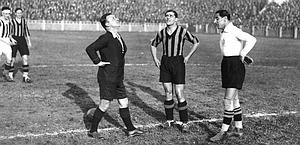
دربی ایتالیانو، کامبی و مئاتزا ۱۹۳۳

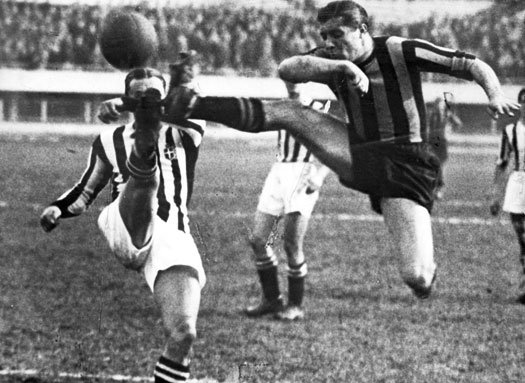
دربی ایتالیانو

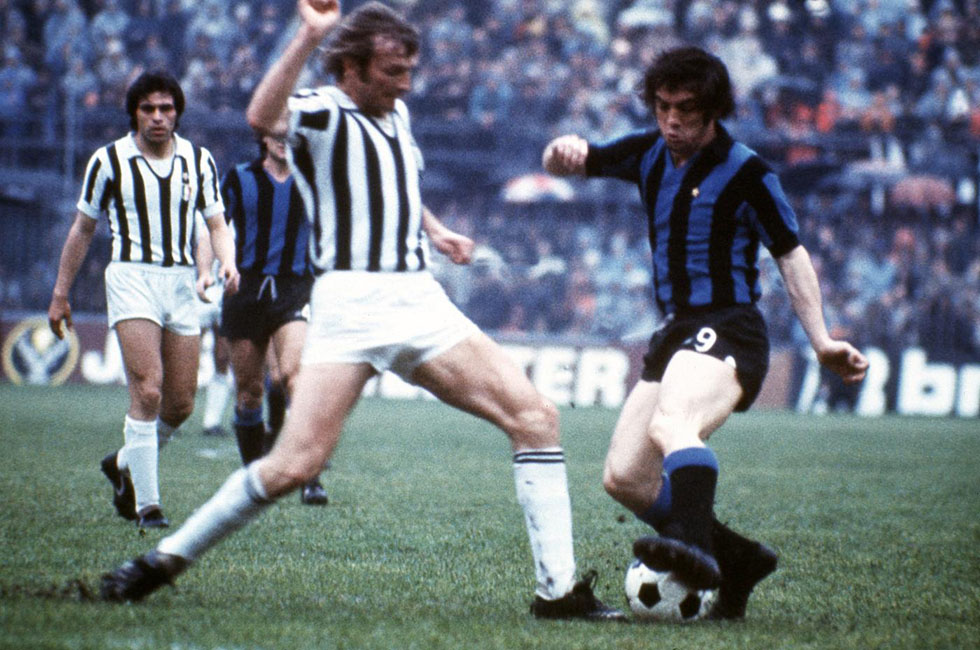
دربی ایتالیانو، مورینی و بونینسنیا ۱۹۷۴

دربی دلا موله (انگلیسی: Derby della Mole) یک شهرآورد محلی (در تورین، ایتالیا) بین دو باشگاه یوونتوس و تورینو است. این دربی با نام دربی تورین هم شناخته می‌شود. این بازی به واسطه وجود بنای تاریخی موله آنتونلیانا در شهر تورین به دربی دلا موله شهرت پیدا کرده‌است. این دربی اولین و قدیمی‌ترین شهرآورد فوتبال در ایتالیا است.
|             | \| بازی \| تعداد \| پیروزی یوونتوس \| پیروزی تورینو \| تساوی \| \| ----------- \| ----- \| -------------- \| ------------- \| ----- \| \| تمام بازی‌ها \| ۲۴۴ \| ۱۰۷ \| ۷۳ \| ۶۴ \| |                |               |       |
| بازی        | تعداد | پیروزی یوونتوس | پیروزی تورینو | تساوی |
| تمام بازی‌ها | ۲۴۴ | ۱۰۷            | ۷۳            | ۶۴    |

- شهرآورد ایتالیانو :

دربی ایتالیانو (انگلیسی: Derby d'Italia) بازی فوتبالی است میان دو تیم مطرح فوتبال ایتالیا یعنی باشگاه فوتبال یوونتوس و اینتر میلان. دربی ایتالیانو، میان یوونتوس و اینتر میلان، بی‌نیاز از قرابت جغرافیایی، بزرگترین بازی فوتبال در ایتالیا به‌شمار می‌رود. ریشه دربی ایتالیا را به جیانی بررا، با نفوذترین روزنامه‌نگار قرن گذشته ایتالیا نسبت می‌دهند، زمانی که در اواخر دهه شصت و مشخصاً در فصل ۱۹۶۷–۶۸ کلید واژه دربی دی ایتالیا (ایتالیانو) را برای نخستین بار وارد ادبیات ورزشی کشور ایتالیا می‌کند.
ریشه‌های جدال یوونتوس و اینتر از ۱۶ آوریل ۱۹۶۱ کلید خورد. دو تیم در جریان رقابت شانه به شانه برای قهرمانی در بازی فینال گونه فصل رو در روی هم قرار می‌گیرند، امّا شورش تماشاگران بازی را نیمه کاره می‌گذارد. مسئولان لیگ در ابتدا یوونتوس را مقصر می‌دانند و اینتر را با نتیجه ۲ بر صفر پیروز بازی قلمداد می‌کنند. امّا دو ماه بعد و زمانی که فصل به مقطع حساس خود می‌رسد، رأی قبلی به واسطه اعتراض باشگاه یوونتوس باطل و دستور به تکرار بازی می‌شود. آنجلو موراتی، پدر ماسیمو موراتی که در آن زمان مالک باشگاه اینتر بود، عنوان می‌کند که نفوذ خانواده آنیلی باعث این تغییر ناگهانی در رأی شده‌است و او در واکنش و اعتراض به این موضوع، به سرمربی تیمش می‌گوید که تیم آکادمی باشگاه را به مصاف یوونتوس بفرستد.
۱۰ ژوئیه ۱۹۶۱، یووه با نتیجه ۹ بر ۱ تیم جوانان اینتر را می‌برد و ضمن رقم زدن پرگل‌ترین دربی تاریخ دو باشگاه، از عنوان قهرمانی اش دفاع می‌کند. سال‌ها بعد در آوریل ۱۹۹۸ جرقه دیگری زده می‌شود، اینتر بازی رفت را با تک گل یوری ژورکائف در خانه برده و در هفته سی و یکم، دو تیم برای بار دوم در برابر هم قرار می‌گیرند. گل دقیقه بیست و یکم آلساندرو دل‌پیرو نتیجه بازی و بعدها جام قهرمانی را برای یووه رقم می‌زند اما این بازی یک تاریخ نانوشته هم دارد. ضربه آشکار مارک یولیانو به سینه رونالدو در محوطه جریمه یووه از سوی داور دیده نمی‌شود، پنالتی واضحی که بعدها بارها دست مایه کمدین‌های خوش ذوق ایتالیایی قرار می‌گیرد. پیروزی‌های متوالی یووه در سال‌های ابتدایی قرن بیستم ادامه دارد، (دو پیروزی ۳–۱ و ۳–۰ در سال‌های ۲۰۰۱ و ۲۰۰۳). و سرانجام آتش جنگ که در جریان رسوایی معروف فوتبال ایتالیا موسوم به کالچو پولی شعله‌ور می‌شود. یوونتوس دو قهرمانی سال‌های ۲۰۰۵ و ۲۰۰۶ خود را از دست می‌دهد و به سری بی فوتبال ایتالیا تبعید می‌شود و اینتر با تصاحب یکی از این دو قهرمانی، برهه‌ای پر افتخار برای باشگاه رقم می‌زند.
|             | \| بازی \| تعداد \| پیروزی یوونتوس \| پیروزی اینتر میلان \| تساوی \| \| ----------- \| ----- \| -------------- \| ------------------ \| ----- \| \| تمام بازی‌ها \| ۲۵۲ \| ۱۱۲ \| ۷۸ \| ۶۲ \| |                |                    |       |
| بازی        | تعداد | پیروزی یوونتوس | پیروزی اینتر میلان | تساوی |
| تمام بازی‌ها | ۲۵۲ | ۱۱۲            | ۷۸                 | ۶۲    |

## تأثیر گذاری بر فوتبال ایتالیا

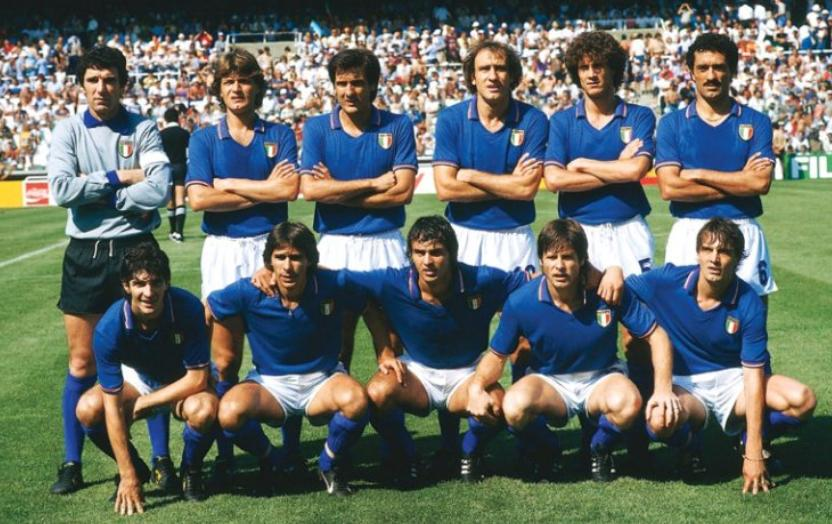
تیم ملی فوتبال ایتالیا - ۱۹۸۲

این باشگاه با ۲۲ بازیکن ایتالیایی قهرمان جام جهانی در ۴ دوره‌ای که ایتالیا قهرمان جام جهانی فوتبال شده تأثیر بسیار زیادی در تیم ملی ایتالیا داشته‌است. همچنین در تیم ایتالیا قهرمان جام ملت‌های اروپا ۱۹۶۸، ۳ بازیکن و تیم ایتالیا قهرمان المپیک ۱۹۳۶، ۲ بازیکن از باشگاه یوونتوس حضور داشت.
- جام جهانی فوتبال ۱۹۳۴ (۹ بازیکن): جانپیرو کامبی، لویجی برتولینی، فلیچ بورل، اومبرتو کالیجاریس، رایموندو اورسی، ماریو وارجلین، لویس مونتی، جیووانی فرراری، ویرجینیو روستا
- جام جهانی فوتبال ۱۹۳۸ (۲ بازیکن): آلفردو فونی، پیترو راوا
- جام جهانی فوتبال ۱۹۸۲ (۶ بازیکن): دینو زوف، آنتونیو کابرینی، پائولو روسی، گائتانو شیره آ، مارکو تاردلی، کلائودیو جنتیله
- جام جهانی فوتبال ۲۰۰۶ (۵ بازیکن): فابیو کاناوارو، جیانلوئیجی بوفون، مائورو کامورانزی، الساندرو دل پیرو، جیانلوکا زامبروتا
- جام ملت‌های اروپا ۱۹۶۸ (۳ بازیکن): جیانکارلو برچلینو، ارنستو کاستانو، ساندرو سالوادور
- المپیک ۱۹۳۶ (۲ بازیکن): آلفردو فونی، پیترو راوا

## پیراهن‌ها، نام‌های مستعار و نمادها

### پیراهن‌های باشگاه یوونتوس

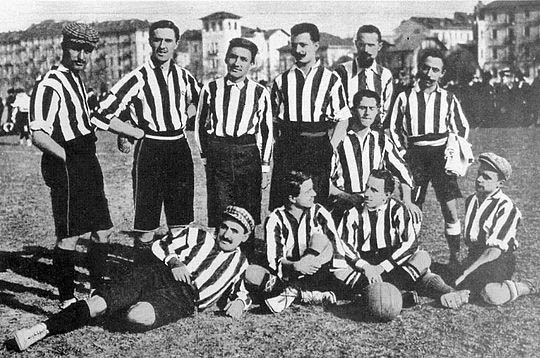
تیم یوونتوس در سال ۱۹۰۸

در ابتدای تأسیس (۱۸۹۷) پیراهن‌های باشگاه صورتی روشن با کراوات مشکی بود پیراهن صورتی را پدر یکی از بازیکنان یوونتوس در همان سال‌ها برای یوونتوس ساخته بود اما شستشو مداوم لباس سبب کاهش رنگ می‌شد. در سال ۱۹۰۳ باشگاه به دنبال جایگزینی برای پیراهن صورتی بود، به همین دلیل باشگاه از یکی از اعضای خود در انگلستان به نام جان ساویچ خواست تا اگر می‌تواند پیراهن جدیدی را در رنگی که مقاومت بیشتری در برابر این عناصر داشته باشد را عرضه کند. او یک دوست داشت که در ناتینگهام زندگی می‌کرد و یکی از هواداران باشگاه فوتبال نوتس کانتی بود، جان ساویچ به این واسطه یک پیراهن باشگاه فوتبال نوتس کانتی را به تورین فرستاد و این‌گونه پیراهن راه راه سیاه و سفید تبدیل به پیراهن اصلی باشگاه یوونتوس شد. البته در اولین دیدار بانوی پیر با پیراهن جدید برابر جنوا شکست خورد و در ادامه چند شکست دیگر بداقبالی این رنگ را نشان داد با این حال مدیران تصمیم گرفتند خود را با رنگ پیراهن‌های جدید تطبیق دهند و سرانجام دو سال بعد یوونتوس با این پیراهن اولین اسکودتوی خود را در سال ۱۹۰۵ فتح کرد، این قهرمانی در زمان مدیریت الفردو دیک به دست آمد، مدیری که سال‌ها بعد به باشگاه رقیب تورینو پیوست.
در فوتبال ایتالیا هر تیمی این امتیاز را دارد تا با به‌دست آوردن ۱۰ قهرمانی در رقابت‌های سری آ یک ستاره طلایی بر روی پیراهن خود حک کند. یوونتوس به‌طور غیررسمی عنوان ۳۰م سری آ خود را در سال‌های ۲۰۱۱–۱۲ به دست آورد، اما به دلیل مسائل کالچو پولی و تبانی در فوتبال ایتالیا دو قهرمانی یوونتوس در سال‌های ۲۰۰۴ و ۲۰۰۵ از یوونتوس پس گرفته شد، یوونتوس در فصل ۲۰۱۳–۱۴ توانست به ۳۰ قهرمانی در سری آ برسد اما آندرا آنیلی (مدیر وقت یوونتوس) درخواست کرد که ستاره سوم تا زمانی که تیمی دیگر از سری آ به ستاره دوم دست پیدا نکرده از حک کردن ستاره سوم بر روی پیراهن باشگاه خودداری کنند. اما بالاخره در فصل ۲۰۱۴–۲۰۱۵ مدیران یوونتوس موافقت کردن که ستاره سوم بر روی پیراهن باشگاه که آدیداس برای آن‌ها طراحی کرده بود، قرار بگیرد.
| ۱۸۹۷–۱۸۹۹ | ۱۸۹۹–۱۹۰۳ | ۱۹۰۳–۱۹۱۴ | ۱۹۸۴–۱۹۸۵ | ۱۹۹۵–۱۹۹۶ | ۲۰۱۵–۲۰۱۶ | ۲۰۱۶–۲۰۱۷ | ۲۰۱۷–۲۰۱۸ | ۲۰۱۸–۲۰۱۹ | ۲۰۱۹–۲۰۲۰ |

### القاب باشگاه یوونتوس
یکی از لقب‌های باشگاه یوونتوس، بانوی پیر [la Vecchia Signora] است. «بانو» نخستین و اصلی‌ترین لقب یوونتوس است که ریشه در نام آن دارد و در زبان منطقهُ «پیمونته» بانو را به صورت [Madama] تلفظ می‌کنند. امروزه یوونتوس را با لقب «بانوی پیر» می‌شناسند نه بانو! یوونتوس در معنیِ لغوی به معنای جوانان است، اما تضاد آن با لقب بانوی پیر به دلیل کسب افتخارات پیاپی و بیشمار یوونتوس در طی قرن گذشته و ابتدای قرن کنونی است.
از دیگر القاب این تیم می‌توان به بیانکونری و گورخرها و دوست دختر ایتالیا اشاره کرد که بیانکونری به معنای سیاه و سفیدها و لقب گورخرها به خاطر رنگ پیراهن یوونتوس است. گاهی هم به هواداران و بازیکنان این تیم [I gobbi] یا پشت قوزدارها گفته می‌شود.

### لوگو باشگاه یوونتوس
نشانه رسمی یوونتوس از دهه ۱۹۲۰ تاکنون تغییرات گوناگونی داشته‌است. یکی از آخرین تغییرات لوگو یوونتوس در سال ۲۰۰۴ رخ داد، زمانی که نشان تیم، به یک سپر بیضی سیاه و سفید از نوعی که توسط کلیساهای ایتالیایی استفاده می‌شد، تغییر یافت. این سپر به پنج نوار عمودی تقسیم می‌شد: دو راه راه سفید و سه نوار سیاه و سفید. در بخش فوقانی آن از نماد شهر تورین که گاو نر است استفاده شده‌است و یک تاج طلایی نیز بالای سر آن قرار دارد. همچنین در بالای این سپر دو ستاره طلایی قرار دارد که نماد رسیدن یوونتوس به ۲۰ قهرمانی در سری آ است.
در ۱۶ ژانویه ۲۰۱۷، با حضور آندرا آنیلی رئیس باشگاه و اعضای آن از لوگوی جدید یوونتوس رونمایی شد. لوگوی جدید نمادی از زندگی به روش یوونتوس است.

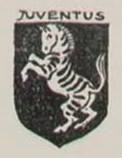
طراحی از لوگو گورخر (نماد باشگاه یوونتوس) در سال ۱۹۲۸
لوگو یوونتوس از سال ۲۰۰۴ تا سال ۲۰۱۷
لوگو یوونتوس از سال ۲۰۱۷ تاکنون

## تولیدکنندگان پیراهن و حامیان مالی
| سال          | تولیدکننده پیراهن باشگاه | اسپانسر پیراهن   |
| ------------ | ------------------------ | ---------------- |
| ۱۹۷۹–۱۹۸۹    |                          | آریستون          |
| ۱۹۸۹–۱۹۹۲    | یوپیم                    |                  |
| ۱۹۹۲–۱۹۹۵    | دنون                     |                  |
| ۱۹۹۵–۱۹۹۸    | سونی                     |                  |
| ۱۹۹۸–۱۹۹۹    | D+(داخلی)                |                  |
| ۱۹۹۸–۱۹۹۹    | +Tele(اروپا)             |                  |
| ۱۹۹۹–۲۰۰۰    | سونی(اروپا)              |                  |
| ۱۹۹۹–۲۰۰۰    | D+(داخلی)                |                  |
| ۱۹۹۹–۲۰۰۰    | کانال‌ست                  |                  |
| ۲۰۰۰–۲۰۰۱    |                          | اسپورتال دات کام |
|              | +Tele                    |                  |
| ۲۰۰۱–۲۰۰۲    | Fastweb / Tu Mobile      |                  |
|              |                          |                  |
| ۲۰۰۲–۲۰۰۳    | Fastweb / Tamoil         |                  |
| ۲۰۰۳–۲۰۰۴    | Fastweb / Tamoil         |                  |
| ۲۰۰۴–۲۰۰۵    | Sky Sport / Tamoil       |                  |
| ۲۰۰۵–۲۰۰۷    | Tamoil                   |                  |
| ۲۰۰۷–۲۰۱۰    | Fiat Group               |                  |
| ۲۰۱۰–۲۰۱۲    | BetClic / Balocco        |                  |
| ۲۰۱۲–۲۰۱۵    | Jeep                     |                  |
| ۲۰۱۵- تاکنون | Jeep                     |                  |

## مدیران
باشگاه فوتبال یوونتوس راساً زیادی داشته‌است که برخی از آن‌ها مالک باشگاه هم بوده‌اند و برخی نیز فقط ریاست افتخاری باشگاه را بر عهده داشته‌اند. از سال ۱۹۲۳ مالکیت باشگاه فوتبال یوونتوس بر عهده خانواده انیلی است. جیامپیرو بونیپرتی که ۱۹۴۶ تا ۱۹۶۱ بازیکن یوونتوس بود دارای بیشترین میزان دوران مدیریتی (۱۹ سال) در تاریخ باشگاه یوونتوس نیز هست.

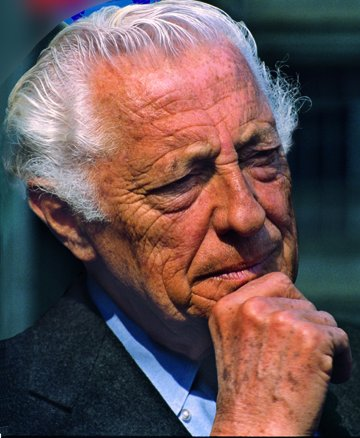
جیانی آنیلی (۱۹۴۷/۱۹۵۴)

| شماره | نام                                       | ملیت    | سال       |
| ----- | ----------------------------------------- | ------- | --------- |
| ۱     | اوگنیو کنفاری                             | ایتالیا | ۱۸۹۷–۱۸۹۸ |
| ۲     | انریکو کنفاری                             | ایتالیا | ۱۸۹۸–۱۹۰۱ |
| ۳     | کارلو فاواله                              | ایتالیا | ۱۹۰۱–۱۹۰۲ |
| ۴     | جاکومو پاروپاسوو                          | ایتالیا | ۱۹۰۳–۱۹۰۴ |
| ۵     | الفردو دیک                                | سوئیس   | ۱۹۰۵–۱۹۰۶ |
| ۶     | کارلو ویتوریو وارتتی                      | ایتالیا | ۱۹۰۷–۱۹۱۰ |
| ۷     | اتیلیوا برتالی                            | ایتالیا | ۱۹۱۱–۱۹۱۲ |
| ۸     | جوزپه هس                                  | ایتالیا | ۱۹۱۳–۱۹۱۵ |
| ۹     | جواکینو آرماتو فرناندو نیزا ساندرو زیمبِلی | ایتالیا | ۱۹۱۵–۱۹۱۸ |
| ۱۲    | کارادو کورادینی                           | ایتالیا | ۱۹۱۹–۱۹۲۰ |
| ۱۳    | جینو الیوتی                               | ایتالیا | ۱۹۲۰–۱۹۲۳ |
| ۱۴    | ادواردو آنیلی                             | ایتالیا | ۱۹۲۳–۱۹۳۵ |
| ۱۵    | جووانی مَزونیس انریکو کراوری               | ایتالیا | ۱۹۳۵–۱۹۳۶ |

| شماره | نام                                            | ملیت    | سال       |
| ----- | ---------------------------------------------- | ------- | --------- |
| ۱۷    | امیلیو ده لا فورست                             | ایتالیا | ۱۹۳۶–۱۹۴۱ |
| ۱۸    | پیرو دُزیو                                      | ایتالیا | ۱۹۴۱–۱۹۴۷ |
| ۱۹    | جیانی آنیلی                                    | ایتالیا | ۱۹۴۷–۱۹۵۴ |
| ۲۰    | لوئیجی کراوتو انریکو کراوری مارچلو گیوستینیانی | ایتالیا | ۱۹۵۴–۱۹۵۵ |
| ۲۲    | اومبرتو آنیلی                                  | ایتالیا | ۱۹۵۵–۱۹۶۲ |
| ۲۳    | ویتوره کاته لا                                 | ایتالیا | ۱۹۶۲–۱۹۷۱ |
| ۲۴    | جیامپیرو بونیپرتی                              | ایتالیا | ۱۹۷۱–۱۹۹۰ |
| ۲۵    | ویتوریو کایزوتتی                               | ایتالیا | ۱۹۹۰–۲۰۰۳ |
| ۲۶    | فرانتزو گرانده استونس                          | ایتالیا | ۲۰۰۳–۲۰۰۶ |
| ۲۷    | جووانی کوبولی جیلی                             | ایتالیا | ۲۰۰۶–۲۰۰۹ |
| ۲۸    | ژان کلود بلان                                  | فرانسه  | ۲۰۰۹–۲۰۱۰ |
| ۲۹    | آندرا آنیلی                                    | ایتالیا | ۲۰۱۰–     |

### لیست مدیران تاریخ یوونتوس بر پایه جام‌های کسب شده
- پر افتخارترین مدیران تاریخ باشگاه به ترتیب عبارت اند از: آندرا آنیلی با ۱۷ جام، جیامپیرو بونیپرتی و ویتوریو کایزوتتی با ۱۶ جام.[۸۴]

|      | \| رتبه \| نام مربی \| سری آ \| جام حذفی \| سوپر جام ایتالیا \| سری بی \| لیگ قهرمانان \| جام در جام \| لیگ اروپا \| سوپر جام اروپا \| اینترتوتو \| جام بین قاره‌ای \| مجموع \| \| ---- \| --------------------- \| ----- \| -------- \| ---------------- \| ------ \| ------------ \| ---------- \| --------- \| -------------- \| --------- \| -------------- \| ----- \| \| ۱ \| آندرا آنیلی \| ۹ \| ۴ \| ۴ \| - \| - \| - \| - \| - \| - \| - \| ۱۷ \| \| ۲ \| جیامپیرو بونیپرتی \| ۹ \| ۲ \| - \| - \| ۱ \| ۱ \| ۱ \| ۱ \| - \| ۱ \| ۱۶ \| \| ۳ \| ویتوریو کایزوتتی \| ۵ \| ۲ \| ۳ \| - \| ۱ \| - \| ۲ \| ۱ \| ۱ \| ۱ \| ۱۶ \| \| ۴ \| ادواردو آنیلی \| ۶ \| - \| - \| - \| - \| - \| - \| - \| - \| - \| ۶ \| \| ۵ \| اومبرتو آنیلی \| ۳ \| ۲ \| - \| - \| - \| - \| - \| - \| - \| - \| ۵ \| \| ۶ \| جیانی آنیلی \| ۲ \| - \| - \| - \| - \| - \| - \| - \| - \| - \| ۲ \| \| ۶ \| ویتوره کاته لا \| ۱ \| ۱ \| - \| - \| - \| - \| - \| - \| - \| - \| ۲ \| \| ۷ \| الفردو دیک \| ۱ \| - \| - \| - \| - \| - \| - \| - \| - \| - \| ۱ \| \| ۷ \| امیلیو ده لا فورست \| - \| ۱ \| - \| - \| - \| - \| - \| - \| - \| - \| ۱ \| \| ۷ \| پیرو دوزیو \| - \| ۱ \| - \| - \| - \| - \| - \| - \| - \| - \| ۱ \| \| ۷ \| فرانتزو گرانده استونس \| - \| - \| ۱ \| - \| - \| - \| - \| - \| - \| - \| ۱ \| \| ۷ \| جووانی کوبولی جیلی \| - \| - \| - \| ۱ \| - \| - \| - \| - \| - \| - \| ۱ \| |       |          |                  |        |              |            |           |                |           |                |       |
| رتبه | نام مربی | سری آ | جام حذفی | سوپر جام ایتالیا | سری بی | لیگ قهرمانان | جام در جام | لیگ اروپا | سوپر جام اروپا | اینترتوتو | جام بین قاره‌ای | مجموع |
| ۱    | آندرا آنیلی | ۹     | ۴        | ۴                | -      | -            | -          | -         | -              | -         | -              | ۱۷    |
| ۲    | جیامپیرو بونیپرتی | ۹     | ۲        | -                | -      | ۱            | ۱          | ۱         | ۱              | -         | ۱              | ۱۶    |
| ۳    | ویتوریو کایزوتتی | ۵     | ۲        | ۳                | -      | ۱            | -          | ۲         | ۱              | ۱         | ۱              | ۱۶    |
| ۴    | ادواردو آنیلی | ۶     | -        | -                | -      | -            | -          | -         | -              | -         | -              | ۶     |
| ۵    | اومبرتو آنیلی | ۳     | ۲        | -                | -      | -            | -          | -         | -              | -         | -              | ۵     |
| ۶    | جیانی آنیلی | ۲     | -        | -                | -      | -            | -          | -         | -              | -         | -              | ۲     |
| ۶    | ویتوره کاته لا | ۱     | ۱        | -                | -      | -            | -          | -         | -              | -         | -              | ۲     |
| ۷    | الفردو دیک | ۱     | -        | -                | -      | -            | -          | -         | -              | -         | -              | ۱     |
| ۷    | امیلیو ده لا فورست | -     | ۱        | -                | -      | -            | -          | -         | -              | -         | -              | ۱     |
| ۷    | پیرو دوزیو | -     | ۱        | -                | -      | -            | -          | -         | -              | -         | -              | ۱     |
| ۷    | فرانتزو گرانده استونس | -     | -        | ۱                | -      | -            | -          | -         | -              | -         | -              | ۱     |
| ۷    | جووانی کوبولی جیلی | -     | -        | -                | ۱      | -            | -          | -         | -              | -         | -              | ۱     |

## مربیان
در زیر لیست مربیان تاریخ باشگاه فوتبال یوونتوس از سال ۱۹۲۳ که خانواده آنیلی صاحب باشگاه شدن تا امروز قرار دارد. در میان مربیانی که سکان مربیگری یوونتوس را در اختیار داشتند جووانی تراپاتونی با ۱۳ سال سرمربیگری در باشگاه رکورد دار است و بعد از او نیز مارچلو لیپی با ۸ سال سابقه سرمربیگری در یوونتوس قرار دارد.
| شماره | نام               | ملیت     | سال       |
| ----- | ----------------- | -------- | --------- |
| ۱     | جینو کارولی       | مجارستان | ۱۹۲۳–۱۹۲۶ |
| ۲     | جوزف ویولا        | مجارستان | ۱۹۲۶–۱۹۲۸ |
| ۳     | ویلیام ایتکین     | اسکاتلند | ۱۹۲۸–۱۹۳۰ |
| ۴     | کارلو کارکانو     | ایتالیا  | ۱۹۳۰–۱۹۳۵ |
| ۵     | کارلو بیجاتو      | ایتالیا  | ۱۹۳۵      |
| ۶     | ویرجینیو روستا    | ایتالیا  | ۱۹۳۵–۱۹۳۹ |
| ۷     | اومبرتو کالیجاریس | ایتالیا  | ۱۹۳۹–۱۹۴۰ |
| ۸     | فدریکو مونراتی    | ایتالیا  | ۱۹۴۰–۱۹۴۱ |
| ۹     | جیووانی فرراری    | ایتالیا  | ۱۹۴۱–۱۹۴۲ |
| ۱۰    | لویس مونتی        | /        | ۱۹۴۲      |
| ۱۱    | فلیچ بورل         | ایتالیا  | ۱۹۴۲–۱۹۴۶ |
| ۱۲    | رناتو چزارینی     | ایتالیا  | ۱۹۴۶–۱۹۴۸ |
| ۱۳    | ویلیام چالمرز     | اسکاتلند | ۱۹۴۸–۱۹۴۹ |
| ۱۴    | جسی کارور         | انگلستان | ۱۹۴۹–۱۹۵۱ |
| ۱۵    | لویجی برتولینی    | ایتالیا  | ۱۹۵۱      |
| ۱۶    | گئورگی سروسی      | مجارستان | ۱۹۵۱–۱۹۵۳ |
| ۱۷    | آلدو اولیویری     | ایتالیا  | ۱۹۵۳–۱۹۵۵ |
| ۱۸    | ساندرو پوپو       | ایتالیا  | ۱۹۵۵–۱۹۵۷ |

| شماره | نام                        | ملیت                            | سال       |
| ----- | -------------------------- | ------------------------------- | --------- |
| ۱۹    | لیوبیسا بروشتش             | جمهوری فدرال سوسیالیست یوگسلاوی | ۱۹۵۷–۱۹۵۹ |
| ۲۰    | تئوبالدو دپترینی           | ایتالیا                         | ۱۹۵۹      |
| ۲۱    | رناتو چزارینی              | ایتالیا                         | ۱۹۵۹–۱۹۶۱ |
| ۲۲    | کارلو پارولا               | ایتالیا                         | ۱۹۶۱      |
| ۲۳    | گونار گرن جولیوس کوروستلیف | سوئد · چکسلواکی                 | ۱۹۶۱      |
| ۲۵    | کارلو پارولا               | ایتالیا                         | ۱۹۶۱–۱۹۶۲ |
| ۲۶    | پائولو آمارال              | برزیل                           | ۱۹۶۲–۱۹۶۴ |
| ۲۷    | ارالدو مونزجلیو            | ایتالیا                         | ۱۹۶۴      |
| ۲۸    | هریبرتو هررا               | پاراگوئه                        | ۱۹۶۴–۱۹۶۹ |
| ۲۹    | لوئیس کارنیگلیا            | آرژانتین                        | ۱۹۶۹      |
| ۳۰    | ارکولی رابیتی              | ایتالیا                         | ۱۹۶۹–۱۹۷۰ |
| ۳۱    | آرماندو پیکی               | ایتالیا                         | ۱۹۷۰–۱۹۷۱ |
| ۳۲    | سیستمیر فیکپالیک           | چکسلواکی                        | ۱۹۷۱–۱۹۷۴ |
| ۳۳    | کارلو پارولا               | ایتالیا                         | ۱۹۷۴–۱۹۷۶ |
| ۳۴    | جووانی تراپاتونی           | ایتالیا                         | ۱۹۷۶–۱۹۸۶ |
| ۳۵    | رینو مارکسی                | ایتالیا                         | ۱۹۸۶–۱۹۸۸ |
| ۳۶    | دینو زوف                   | ایتالیا                         | ۱۹۸۸–۱۹۹۰ |
| ۳۷    | لویجی مایفریدی             | ایتالیا                         | ۱۹۹۰–۱۹۹۱ |

| شماره | نام                | ملیت    | سال       |
| ----- | ------------------ | ------- | --------- |
| ۳۸    | جووانی تراپاتونی   | ایتالیا | ۱۹۹۱–۱۹۹۴ |
| ۳۹    | مارچلو لیپی        | ایتالیا | ۱۹۹۴–۱۹۹۹ |
| ۴۰    | کارلو آنچلوتی      | ایتالیا | ۱۹۹۹–۲۰۰۱ |
| ۴۱    | مارچلو لیپی        | ایتالیا | ۲۰۰۱–۲۰۰۴ |
| ۴۲    | فابیو کاپلو        | ایتالیا | ۲۰۰۴–۲۰۰۶ |
| ۴۳    | دیدیه دشان         | فرانسه  | ۲۰۰۶–۲۰۰۷ |
| ۴۴    | جیانکارلو کورادینی | ایتالیا | ۲۰۰۷      |
| ۴۵    | کلودیو رانیری      | ایتالیا | ۲۰۰۷–۲۰۰۹ |
| ۴۶    | چرو فررارا         | ایتالیا | ۲۰۰۹–۲۰۱۰ |
| ۴۷    | آلبرتو زاکرونی     | ایتالیا | ۲۰۱۰      |
| ۴۸    | لوئیجی دل‌نری       | ایتالیا | ۲۰۱۰–۲۰۱۱ |
| ۴۹    | آنتونیو کونته      | ایتالیا | ۲۰۱۱–۲۰۱۴ |
| ۵۰    | ماسیمیلیانو آلگری  | ایتالیا | ۲۰۱۴–۲۰۱۹ |
| ۵۱    | مائوریتسیو ساری    | ایتالیا | ۲۰۱۹–۲۰۲۰ |
| ۵۲    | آندره‌آ پیرلو       | ایتالیا | ۲۰۲۰–۲۰۲۱ |
| ۵۳    | ماسیمیلیانو آلگری  | ایتالیا | ۲۰۲۱–۲۰۲۴ |
| ۵۴    | تیاگو موتا         | ایتالیا | ۲۰۲۴–۲۰۲۵ |
| ۵۴    | ایگور تودور        | کرواسی  | ۲۰۲۵–     |

### لیست مربیان تاریخ یوونتوس بر پایه جام‌های کسب شده
- پر افتخارترین مربیان تاریخ باشگاه به ترتیب عبارت اند از: جووانی تراپاتونی با ۱۴ جام، مارچلو لیپی با ۱۳ جام، ماسیمیلیانو آلگری با ۱۱ جام و آنتونیو کونته با ۵ جام.[۸۸]
- مارچلو لیپی در سال‌های ۱۹۹۶ و ۱۹۹۸ جایزه بهترین مربی سال فوتبال را از سوی فدراسیون بین‌المللی تاریخ و آمار فوتبال دریافت نمود.

|      | \| رتبه \| نام مربی \| سری آ \| جام حذفی \| سوپر جام ایتالیا \| سری بی \| لیگ قهرمانان \| جام در جام \| لیگ اروپا \| سوپر جام اروپا \| اینترتوتو \| جام بین قاره‌ای \| مجموع \| \| ---- \| ------------------ \| ----- \| -------- \| ---------------- \| ------ \| ------------ \| ---------- \| --------- \| -------------- \| --------- \| -------------- \| ----- \| \| ۱ \| جووانی تراپاتونی \| ۶ \| ۲ \| - \| - \| ۱ \| ۱ \| ۲ \| ۱ \| - \| ۱ \| ۱۴ \| \| ۲ \| مارچلو لیپی \| ۵ \| ۱ \| ۴ \| - \| ۱ \| - \| - \| ۱ \| - \| ۱ \| ۱۳ \| \| ۳ \| ماسیمیلیانو آلگری \| ۵ \| ۴ \| ۲ \| - \| - \| - \| - \| - \| - \| - \| ۱۱ \| \| ۴ \| آنتونیو کونته \| ۳ \| - \| ۲ \| - \| - \| - \| - \| - \| - \| - \| ۵ \| \| ۵ \| کارلو کارکانو \| ۴ \| - \| - \| - \| - \| - \| - \| - \| - \| - \| ۴ \| \| ۶ \| رناتو چزارینی \| ۲ \| ۱ \| - \| - \| - \| - \| - \| - \| - \| - \| ۳ \| \| ۷ \| هریبرتو هررا \| ۱ \| ۱ \| - \| - \| - \| - \| - \| - \| - \| - \| ۲ \| \| ۷ \| سیستمیر فیکپالیک \| ۲ \| - \| - \| - \| - \| - \| - \| - \| - \| - \| ۲ \| \| ۷ \| دینو زوف \| - \| ۱ \| - \| - \| - \| - \| ۱ \| - \| - \| - \| ۲ \| \| ۱۰ \| مائوریتسیو ساری \| ۱ \| - \| - \| - \| - \| - \| - \| - \| - \| - \| ۱ \| \| ۱۰ \| کارلو پارولا \| ۱ \| - \| - \| - \| - \| - \| - \| - \| - \| - \| ۱ \| \| ۱۰ \| جوزف ویولا \| ۱ \| - \| - \| - \| - \| - \| - \| - \| - \| - \| ۱ \| \| ۱۰ \| کارلو بیجاتو \| ۱ \| - \| - \| - \| - \| - \| - \| - \| - \| - \| ۱ \| \| ۱۰ \| جسی کارور \| ۱ \| - \| - \| - \| - \| - \| - \| - \| - \| - \| ۱ \| \| ۱۰ \| گئورگی سروسی \| ۱ \| - \| - \| - \| - \| - \| - \| - \| - \| - \| ۱ \| \| ۱۰ \| لیوبیسا بروشتش \| ۱ \| - \| - \| - \| - \| - \| - \| - \| - \| - \| ۱ \| \| ۱۰ \| ویرجینیو روستا \| - \| ۱ \| - \| - \| - \| - \| - \| - \| - \| - \| ۱ \| \| ۱۰ \| تئوبالدو دپترینی \| - \| ۱ \| - \| - \| - \| - \| - \| - \| - \| - \| ۱ \| \| ۱۰ \| جیووانی فرراری \| - \| ۱ \| - \| - \| - \| - \| - \| - \| - \| - \| ۱ \| \| ۱۰ \| کارلو آنچلوتی \| - \| - \| - \| - \| - \| - \| - \| - \| ۱ \| - \| ۱ \| \| ۱۰ \| جیانکارلو کورادینی \| - \| - \| - \| ۱ \| - \| - \| - \| - \| - \| - \| ۱ \| |       |          |                  |        |              |            |           |                |           |                |       |
| رتبه | نام مربی | سری آ | جام حذفی | سوپر جام ایتالیا | سری بی | لیگ قهرمانان | جام در جام | لیگ اروپا | سوپر جام اروپا | اینترتوتو | جام بین قاره‌ای | مجموع |
| ۱    | جووانی تراپاتونی | ۶     | ۲        | -                | -      | ۱            | ۱          | ۲         | ۱              | -         | ۱              | ۱۴    |
| ۲    | مارچلو لیپی | ۵     | ۱        | ۴                | -      | ۱            | -          | -         | ۱              | -         | ۱              | ۱۳    |
| ۳    | ماسیمیلیانو آلگری | ۵     | ۴        | ۲                | -      | -            | -          | -         | -              | -         | -              | ۱۱    |
| ۴    | آنتونیو کونته | ۳     | -        | ۲                | -      | -            | -          | -         | -              | -         | -              | ۵     |
| ۵    | کارلو کارکانو | ۴     | -        | -                | -      | -            | -          | -         | -              | -         | -              | ۴     |
| ۶    | رناتو چزارینی | ۲     | ۱        | -                | -      | -            | -          | -         | -              | -         | -              | ۳     |
| ۷    | هریبرتو هررا | ۱     | ۱        | -                | -      | -            | -          | -         | -              | -         | -              | ۲     |
| ۷    | سیستمیر فیکپالیک | ۲     | -        | -                | -      | -            | -          | -         | -              | -         | -              | ۲     |
| ۷    | دینو زوف | -     | ۱        | -                | -      | -            | -          | ۱         | -              | -         | -              | ۲     |
| ۱۰   | مائوریتسیو ساری | ۱     | -        | -                | -      | -            | -          | -         | -              | -         | -              | ۱     |
| ۱۰   | کارلو پارولا | ۱     | -        | -                | -      | -            | -          | -         | -              | -         | -              | ۱     |
| ۱۰   | جوزف ویولا | ۱     | -        | -                | -      | -            | -          | -         | -              | -         | -              | ۱     |
| ۱۰   | کارلو بیجاتو | ۱     | -        | -                | -      | -            | -          | -         | -              | -         | -              | ۱     |
| ۱۰   | جسی کارور | ۱     | -        | -                | -      | -            | -          | -         | -              | -         | -              | ۱     |
| ۱۰   | گئورگی سروسی | ۱     | -        | -                | -      | -            | -          | -         | -              | -         | -              | ۱     |
| ۱۰   | لیوبیسا بروشتش | ۱     | -        | -                | -      | -            | -          | -         | -              | -         | -              | ۱     |
| ۱۰   | ویرجینیو روستا | -     | ۱        | -                | -      | -            | -          | -         | -              | -         | -              | ۱     |
| ۱۰   | تئوبالدو دپترینی | -     | ۱        | -                | -      | -            | -          | -         | -              | -         | -              | ۱     |
| ۱۰   | جیووانی فرراری | -     | ۱        | -                | -      | -            | -          | -         | -              | -         | -              | ۱     |
| ۱۰   | کارلو آنچلوتی | -     | -        | -                | -      | -            | -          | -         | -              | ۱         | -              | ۱     |
| ۱۰   | جیانکارلو کورادینی | -     | -        | -                | ۱      | -            | -          | -         | -              | -         | -              | ۱     |

## کاپیتانان
در لیست زیر اسامی تمام کاپیتانان تاریخ یوونتوس از سال ۱۹۲۳ که خانواده آنیلی مالکیت باشگاه فوتبال یوونتوس را در اختیار گرفتند قرار دارد. تمام کاپیتان‌های تاریخ یوونتوس ایتالیایی می‌باشند. الساندرو دل پیرو با ۱۱ سال کاپیتانی در باشگاه یوونتوس از ۲۰۰۱ تا ۲۰۱۲ دارای بیشترین زمان کاپیتانی در تاریخ یوونتوس است.

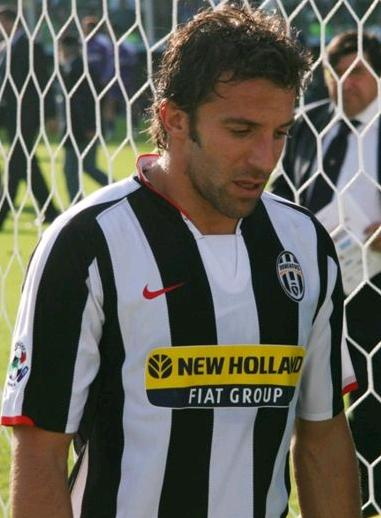
الساندرو دل پیرو کاپیتان سابق یوونتوس، به مدت یازده سال از ۲۰۰۱ تا ۲۰۱۲

| شماره | نام               | ملیت    | سال       |
| ----- | ----------------- | ------- | --------- |
| ۱     | کارلو بیجاتو      | ایتالیا | ۱۹۲۲–۱۹۲۹ |
| ۲     | ویرجینیو روستا    | ایتالیا | ۱۹۲۹–۱۹۳۵ |
| ۳     | لویس مونتی        | /       | ۱۹۳۵–۱۹۳۸ |
| ۴     | ماریو وارجلین     | ایتالیا | ۱۹۳۸–۱۹۴۲ |
| ۵     | پیترو راوا        | ایتالیا | ۱۹۴۲–۱۹۴۹ |
| ۶     | کارلو پارولا      | ایتالیا | ۱۹۴۹–۱۹۵۴ |
| ۷     | جیامپیرو بونیپرتی | ایتالیا | ۱۹۵۴–۱۹۶۱ |
| ۸     | فلاویو امولی      | ایتالیا | ۱۹۶۱–۱۹۶۳ |
| ۹     | اومار سیووری      | /       | ۱۹۶۳–۱۹۶۵ |
| ۱۰    | ارنستو کاستانو    | ایتالیا | ۱۹۶۵–۱۹۷۰ |
| ۱۱    | ساندرو سالوادور   | ایتالیا | ۱۹۷۰–۱۹۷۴ |
| ۱۲    | پیترو آناستاسی    | ایتالیا | ۱۹۷۴–۱۹۷۶ |

| شماره | نام             | ملیت    | سال       |
| ----- | --------------- | ------- | --------- |
| ۱۳    | جوزپه فورینو    | ایتالیا | ۱۹۷۶–۱۹۸۴ |
| ۱۴    | گائتانو شیره‌آ   | ایتالیا | ۱۹۸۴–۱۹۸۸ |
| ۱۵    | آنتونیو کابرینی | ایتالیا | ۱۹۸۸–۱۹۸۹ |
| ۱۶    | سرجیو بریو      | ایتالیا | ۱۹۸۹–۱۹۹۰ |
| ۱۷    | ستفانو تاکونی   | ایتالیا | ۱۹۹۰–۱۹۹۲ |
| ۱۸    | روبرتو باجو     | ایتالیا | ۱۹۹۲–۱۹۹۵ |
| ۱۹    | جان لوکا ویالی  | ایتالیا | ۱۹۹۵–۱۹۹۶ |
| ۲۰    | آنتونیو کونته   | ایتالیا | ۱۹۹۶–۲۰۰۱ |
| ۲۱    | آلساندرو دل‌پیرو | ایتالیا | ۲۰۰۱–۲۰۱۲ |
| ۲۲    | جانلوئیجی بوفون | ایتالیا | ۲۰۱۲–۲۰۱۸ |
| ۲۳    | جورجو کیه‌لینی   | ایتالیا | ۲۰۱۸–۲۰۲۲ |
| ۲۴    | لئوناردو بونوچی | ایتالیا | ۲۰۲۲–۲۰۲۳ |

## رکورداران

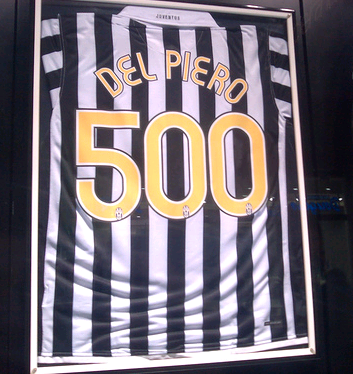
لباسی به افتخار پانصدمین بازی آلساندرو دل‌پیرو با پیراهن یوونتوس در موزه باشگاه

| ۱  | آلساندرو دل‌پیرو   | ایتالیا | ۲۹۰ | ۱۹۹۳–۲۰۱۲           |
| ۲  | جیامپیرو بونیپرتی | ایتالیا | ۱۷۹ | ۱۹۴۶–۱۹۶۱           |
| ۳  | روبرتو بتجا       | ایتالیا | ۱۷۸ | ۱۹۷۰–۱۹۸۳           |
| ۴  | دیوید ترزگه       | فرانسه  | ۱۷۱ | ۱۹۹۹–۲۰۱۰           |
| ۵  | اومار سیووری      | /       | ۱۶۷ | ۱۹۵۷–۱۹۶۵           |
| ۶  | فلیچ بورل         | ایتالیا | ۱۵۸ | ۱۹۳۲–۱۹۴۱ ۱۹۴۲–۱۹۴۶ |
| ۷  | پیترو آناستاسی    | ایتالیا | ۱۳۰ | ۱۹۶۸–۱۹۷۶           |
| ۸  | جان هانسن         | دانمارک | ۱۲۴ | ۱۹۴۸–۱۹۵۴           |
| ۹  | روبرتو باجو       | ایتالیا | ۱۱۵ | ۱۹۹۰–۱۹۹۵           |
| ۱۰ | فدریکو مونراتی    | ایتالیا | ۱۱۴ | ۱۹۲۲–۱۹۳۳           |

| ۱  | آلساندرو دل‌پیرو   | ایتالیا | ۷۰۵ | ۱۹۹۳–۲۰۱۲           |
| ۲  | جیانلوئیجی بوفون  | ایتالیا | ۶۷۶ | ۲۰۰۱–۲۰۱۸ ۲۰۱۹-۲۰۲۱ |
| ۳  | گائتانو شیره آ    | ایتالیا | ۵۵۲ | ۱۹۷۴–۱۹۸۸           |
| ۴  | جوسپه فورینو      | ایتالیا | ۵۲۸ | ۱۹۶۵–۱۹۶۶ ۱۹۶۹–۱۹۸۴ |
| ۵  | جورجو کیه‌لینی     | ایتالیا | ۵۱۴ | ۲۰۰۵-اکنون          |
| ۶  | روبرتو بتجا       | ایتالیا | ۴۸۲ | ۱۹۷۰–۱۹۸۳           |
| ۷  | دینو زوف          | ایتالیا | ۴۷۶ | ۱۹۷۲–۱۹۸۳           |
| ۸  | جیامپیرو بونیپرتی | ایتالیا | ۴۵۹ | ۱۹۴۶–۱۹۶۱           |
| ۹  | ساندرو سالوادور   | ایتالیا | ۴۵۰ | ۱۹۶۲–۱۹۷۴           |
| ۱۰ | فرانکو کاوسیو     | ایتالیا | ۴۴۷ | ۱۹۶۷–۱۹۶۸ ۱۹۷۰–۱۹۸۱ |

## نقل و انتقالات

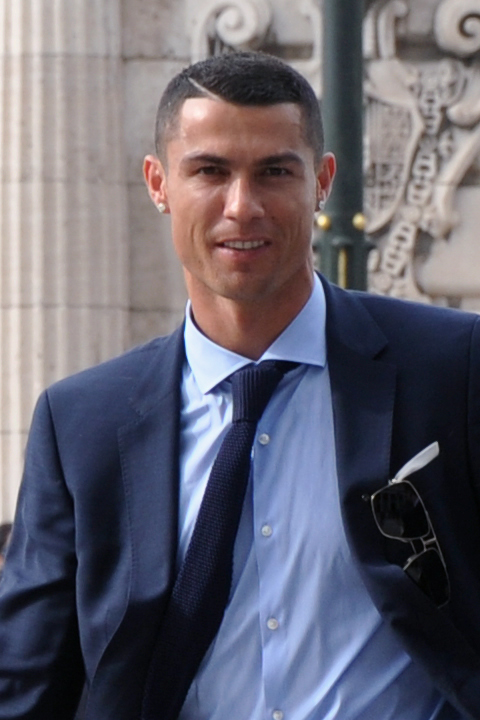
کریستیانو رونالدو گرانقیمت‌ترین خرید تاریخ یوونتوس

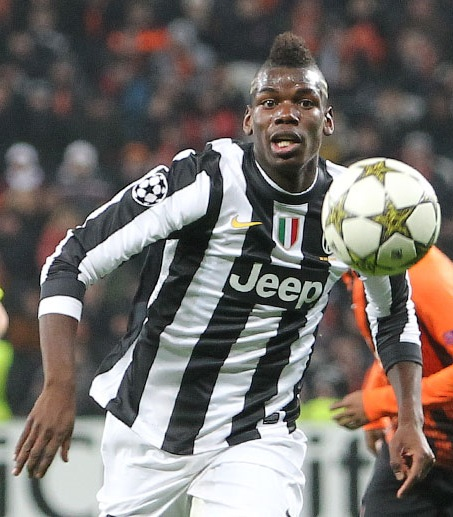
پل پوگبا گرانقیمت‌ترین فروش تاریخ یوونتوس

- کریستیانو رونالدو در سال ۲۰۱۸ با مبلغ ۱۱۷ میلیون یورو و با قراردادی سه ساله از رئال مادرید به یوونتوس پیوست؛ رونالدو گرانقیمت‌ترین خرید تاریخ یوونتوس است.
- زین‌الدین زیدان در سال ۲۰۰۱ یوونتوس را به مقصد رئال مادرید ترک نمود، که در آن زمان رکورد نقل و انتقالات جهان را جابه‌جا کرد.[۹۲]
- پل پوگبا در سال ۲۰۱۶ یوونتوس را به مقصد منچستر یونایتد ترک نمود، پوگبا گرانقیمت‌ترین فروش تاریخ یوونتوس است که در آن زمان رکورد نقل و انتقالات جهان را جابه‌جا کرد.[۹۳]

| گرانقیمت‌ترین خریدهای تاریخ یوونتوس | گرانقیمت‌ترین خریدهای تاریخ یوونتوس | گرانقیمت‌ترین خریدهای تاریخ یوونتوس | گرانقیمت‌ترین خریدهای تاریخ یوونتوس | گرانقیمت‌ترین خریدهای تاریخ یوونتوس | گرانقیمت‌ترین خریدهای تاریخ یوونتوس | گرانقیمت‌ترین خریدهای تاریخ یوونتوس | گرانقیمت‌ترین خریدهای تاریخ یوونتوس |
| رتبه                               | نام                                | ملیت                               | سن                                 | پست                                | سال                                | مبدأ                               | قیمت                               |
| ---------------------------------- | ---------------------------------- | ---------------------------------- | ---------------------------------- | ---------------------------------- | ---------------------------------- | ---------------------------------- | ---------------------------------- |
| ۱                                  | کریستیانو رونالدو                  | پرتغال                             | ۳۳                                 | مهاجم                              | ۱۹–۲۰۱۸                            | رئال مادرید                        | ۱۱۷٬۰۰ میلیون یورو                 |
| ۲                                  | گونسالو ایگواین                    | آرژانتین                           | ۲۸                                 | مهاجم                              | ۱۷–۲۰۱۶                            | ناپولی                             | ۹۰٬۰۰ میلیون یورو                  |
| ۳                                  | ماتیس دی لیخت                      | هلند                               | ۱۹                                 | مدافع                              | ۰۲–۲۰۱۹                            | آژاکس                              | ۸۵٬۲۵ میلیون یورو                  |
| ۴                                  | آرتور ملو                          | برزیل                              | ۲۴                                 | هافبک                              | ۲۱–۲۰۲۰                            | بارسلونا                           | ۷۲٬۰۰ میلیون یورو                  |
| ۵                                  | جیانلوئیجی بوفون                   | ایتالیا                            | ۲۳                                 | دروازه‌بان                          | ۰۲–۲۰۰۱                            | پارما                              | ۵۲٬۸۸ میلیون یورو                  |
| ۴                                  | پاول ندود                          | جمهوری چک                          | ۲۸                                 | هافبک                              | ۰۲–۲۰۰۱                            | لاتزیو                             | ۴۵٬۰۰ میلیون یورو                  |

| گرانقیمت‌ترین فروش‌های تاریخ یوونتوس | گرانقیمت‌ترین فروش‌های تاریخ یوونتوس | گرانقیمت‌ترین فروش‌های تاریخ یوونتوس | گرانقیمت‌ترین فروش‌های تاریخ یوونتوس | گرانقیمت‌ترین فروش‌های تاریخ یوونتوس | گرانقیمت‌ترین فروش‌های تاریخ یوونتوس | گرانقیمت‌ترین فروش‌های تاریخ یوونتوس | گرانقیمت‌ترین فروش‌های تاریخ یوونتوس |
| رتبه                               | نام                                | ملیت                               | سن                                 | پست                                | سال                                | مقصد                               | قیمت                               |
| ---------------------------------- | ---------------------------------- | ---------------------------------- | ---------------------------------- | ---------------------------------- | ---------------------------------- | ---------------------------------- | ---------------------------------- |
| ۱                                  | پل پوگبا                           | فرانسه                             | ۲۳                                 | هافبک                              | ۱۷–۲۰۱۶                            | منچستر یونایتد                     | ۱۰۵٬۰۰ میلیون یورو                 |
| ۲                                  | زین الدین زیدان                    | فرانسه                             | ۲۹                                 | هافبک                              | ۰۲–۲۰۰۱                            | رئال مادرید                        | ۷۷٬۵۰ میلیون یورو                  |
| ۳                                  | ژوآو کانسلو                        | پرتغال                             | ۲۵                                 | مدافع                              | ۲۰–۲۰۱۹                            | منچستر سیتی                        | ۶۵٬۰۰ میلیون یورو                  |
| ۴                                  | میرالم پیانیچ                      | بوسنی و هرزگوین                    | ۳۰                                 | هافبک                              | ۲۱–۲۰۲۰                            | بارسلونا                           | ۴۲٬۰۰ میلیون یورو                  |
| ۵                                  | لئوناردو بونوچی                    | ایتالیا                            | ۳۰                                 | مدافع                              | ۱۸–۲۰۱۷                            | آ.ث. میلان                         | ۴۲٬۰۰ میلیون یورو                  |
| ۶                                  | آرتورو ویدال                       | شیلی                               | ۲۸                                 | هافبک                              | ۱۶–۲۰۱۵                            | بایرن مونیخ                        | ۳۷٬۵۰ میلیون یورو                  |

## آقای گل‌ها
- بازیکنان یوونتوس ۱۴ مرتبه توانسته‌اند جایزه کاپوکانونیره یا همان آقای گلی سری آ را به دست بیاورند.[۹۶]
- فرنک هیرزر با زدن ۳۵ گل در فصل ۱۹۲۵–۲۶، رکوردار بیشترین گل زده تاریخ باشگاه یوونتوس در یک فصل است.[۹۷]

| ۱ | فرنک هیرزر        | مجارستان | ۳۵ | ۱۹۲۵–۲۶ |
| ۲ | فلیچ بورل         | ایتالیا  | ۲۹ | ۱۹۳۲–۳۳ |
| ۳ | فلیچ بورل         | ایتالیا  | ۳۱ | ۱۹۳۳–۳۴ |
| ۴ | جیامپیرو بونیپرتی | ایتالیا  | ۲۷ | ۱۹۴۷–۴۸ |
| ۵ | جان هانسن         | دانمارک  | ۳۰ | ۱۹۵۱–۵۲ |
| ۶ | جان چارلز         | ولز      | ۲۸ | ۱۹۵۷–۵۸ |
| ۷ | اومار سیووری      | /        | ۲۸ | ۱۹۵۹–۶۰ |

| ۸  | روبرتو بتجا       | ایتالیا | ۱۶ | ۱۹۷۹–۸۰ |
| ۹  | میشل پلاتینی      | فرانسه  | ۱۶ | ۱۹۸۲–۸۳ |
| ۱۰ | میشل پلاتینی      | فرانسه  | ۲۰ | ۱۹۸۳–۸۴ |
| ۱۱ | میشل پلاتینی      | فرانسه  | ۱۸ | ۱۹۸۴–۸۵ |
| ۱۲ | دیوید ترزگه       | فرانسه  | ۲۴ | ۲۰۰۱–۰۲ |
| ۱۳ | الساندرو دل پیرو  | ایتالیا | ۲۱ | ۲۰۰۷–۰۸ |
| ۱۴ | کریستیانو رونالدو | پرتغال  | ۲۹ | ۲۰۲۰–۲۱ |

| ۱ | پائولو روسی      | ایتالیا | ۶  | ۱۹۸۲–۸۳ |
| ۲ | میشل پلاتینی     | فرانسه  | ۷  | ۱۹۸۴–۸۵ |
| ۳ | الساندرو دل پیرو | ایتالیا | ۱۰ | ۱۹۹۷–۹۸ |

| ۱ | دارکو کوواتسویچ | جمهوری فدرال یوگسلاوی | ۱۰ | ۱۹۹۹–۰۰ |

## مدیریت کنونی
- تا ۲۸ آوریل ۲۰۱۹[۹۸]

|                                     | \| نام \| ملیت \| پست \| \| ----------------------------------- \| ---- \| ------------------- \| \| خانواده آنیلی (از طریق شرکت اکسور) \| \| مالک \| \| آندرا آنیلی \| \| رئیس هیئت مدیره \| \| پاول ندود \| \| نایب رئیس باشگاه \| \| فابیو پاراتیچی \| \| مدیر ورزشی \| \| آلدو مَزیا \| \| مدیر ارشد مالی \| \| جیامپیرو بونیپرتی فرانزُ گرند استیون \| \| رئیس افتخاری باشگاه \| \| ریکاردو آبراته \| \| رئیس املاک باشگاه \| |                     |
| نام                                 | ملیت | پست                 |
| خانواده آنیلی (از طریق شرکت اکسور)  | ایتالیا | مالک                |
| آندرا آنیلی                         | ایتالیا | رئیس هیئت مدیره     |
| پاول ندود                           | جمهوری چک | نایب رئیس باشگاه    |
| فابیو پاراتیچی                      | ایتالیا | مدیر ورزشی          |
| آلدو مَزیا                           | ایتالیا | مدیر ارشد مالی      |
| جیامپیرو بونیپرتی فرانزُ گرند استیون | ایتالیا | رئیس افتخاری باشگاه |
| ریکاردو آبراته                      | ایتالیا | رئیس املاک باشگاه   |

## کادر فنی کنونی
- ژوئیه ۲۰۲۴[۹۹]

|                                               | \| نام \| ملیت \| پست \| \| --------------------------------------------- \| ---- \| ---------------- \| \| تیاگو موتا \| \| سرمربی \| \| ادواردو ساچینی \| \| کمک مربی \| \| روبرتو بارونیو آنتونیو گالیاردی \| \| دستیار تاکتیکی \| \| کلودیو فیلیپی توماسو اورسینی \| \| مربی دروازه‌بان‌ها \| \| پائولو برتلی آندرآ پرتوسیو انریکو مافی \| \| مدیر بدنسازی \| \| ریکاردو شیره آ دومنیکو ورنامونته جوزپه مایوری \| \| آنالیزور مسابقات \| |                  |
| نام                                           | ملیت | پست              |
| تیاگو موتا                                    | ایتالیا | سرمربی           |
| ادواردو ساچینی                                | ایتالیا | کمک مربی         |
| روبرتو بارونیو آنتونیو گالیاردی               | ایتالیا | دستیار تاکتیکی   |
| کلودیو فیلیپی توماسو اورسینی                  | ایتالیا | مربی دروازه‌بان‌ها |
| پائولو برتلی آندرآ پرتوسیو انریکو مافی        | ایتالیا | مدیر بدنسازی     |
| ریکاردو شیره آ دومنیکو ورنامونته جوزپه مایوری | ایتالیا | آنالیزور مسابقات |

## بازیکنان کنونی

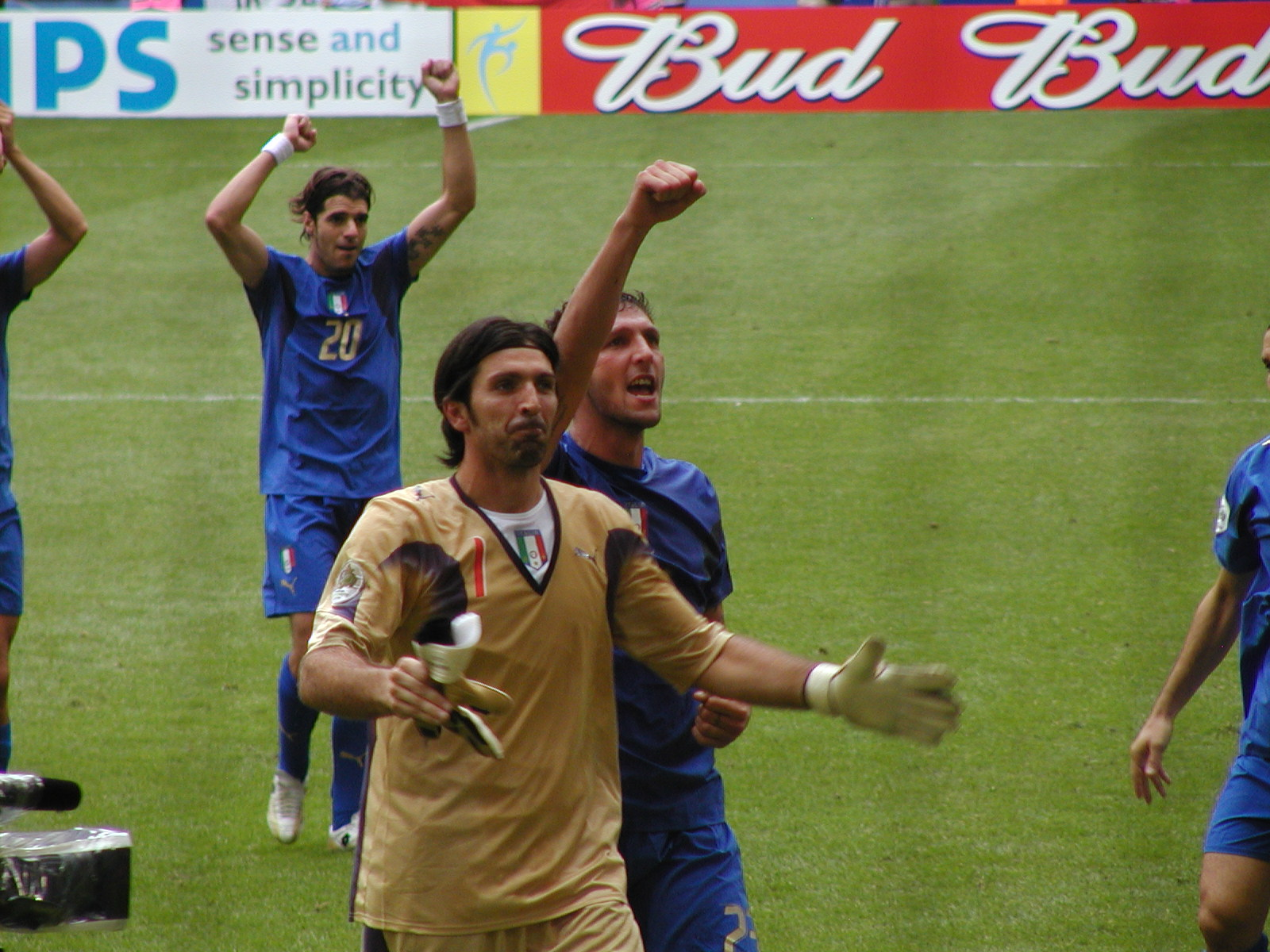
بازیکنان تیم ایتالیا که بسیاری از آن‌ها از تیم یوونتوس بودند در جام جهانی ۲۰۰۶ آلمان

تا تاریخ ۴ فوریه ۲۰۲۵
| شماره |          | پست       | بازیکن                              |
| ----- | -------- | --------- | ----------------------------------- |
| ۱     | ایتالیا  | دروازه‌بان | ماتیا پرین                          |
| ۲     | پرتغال   | مدافع     | آلبرتو کوستا                        |
| ۳     | برزیل    | مدافع     | گلیسون برمر                         |
| ۴     | ایتالیا  | مدافع     | فدریکو گاتی                         |
| ۵     | ایتالیا  | هافبک     | مانوئل لوکاتلی (کاپیتان)            |
| ۶     | انگلستان | مدافع     | لوید کلی (قرضی از نیوکاسل)          |
| ۷     | پرتغال   | مهاجم     | فرانسیسکو کونسیسائو (قرضی از پورتو) |
| ۸     | هلند     | هافبک     | تئون کوپمینرس                       |
| ۹     | صربستان  | مهاجم     | دوشان ولاهوویچ                      |
| ۱۰    | ترکیه    | مهاجم     | کنان ییلدیز                         |
| ۱۱    | آرژانتین | مهاجم     | نیکولاس گونزالس (قرضی از فیورنتینا) |
| ۱۲    | پرتغال   | مدافع     | رناتو ویگا (قرضی از چلسی)           |
| ۱۴    | لهستان   | مهاجم     | آرکادیوش میلیک                      |
| ۱۵    | فرانسه   | مدافع     | پیر کالولو (قرضی از آ.ث. میلان)     |

| شماره |                     | پست       | بازیکن                                  |
| ----- | ------------------- | --------- | --------------------------------------- |
| ۱۶    | ایالات متحده آمریکا | هافبک     | وستن مک‌کنی (کاپیتان دوم)                |
| ۱۷    | مونته‌نگرو           | هافبک     | واسیلی آدژیچ                            |
| ۱۹    | فرانسه              | هافبک     | چفرن تورام                              |
| ۲۰    | فرانسه              | مهاجم     | رندال کولو موانی (قرضی از پاری سن-ژرمن) |
| ۲۲    | ایالات متحده آمریکا | مهاجم     | تیموتی وه‌آ                              |
| ۲۳    | ایتالیا             | دروازه‌بان | کارلو پینسولیو                          |
| ۲۶    | برزیل               | هافبک     | دوگلاس لوییز                            |
| ۲۷    | ایتالیا             | مدافع     | آندریا کامبیاسو                         |
| ۲۹    | ایتالیا             | دروازه‌بان | میشل دی گرگوریو (قرضی از مونتزا)        |
| ۳۲    | کلمبیا              | مدافع     | خوان دیوید کابال                        |
| ۳۷    | ایتالیا             | مدافع     | نیکولو ساوونا                           |
| ۴۰    | سوئد                | مدافع     | یوناس روحی                              |
| ۵۱    | بلژیک               | مهاجم     | ساموئل امبانگولا                        |

## افتخارات

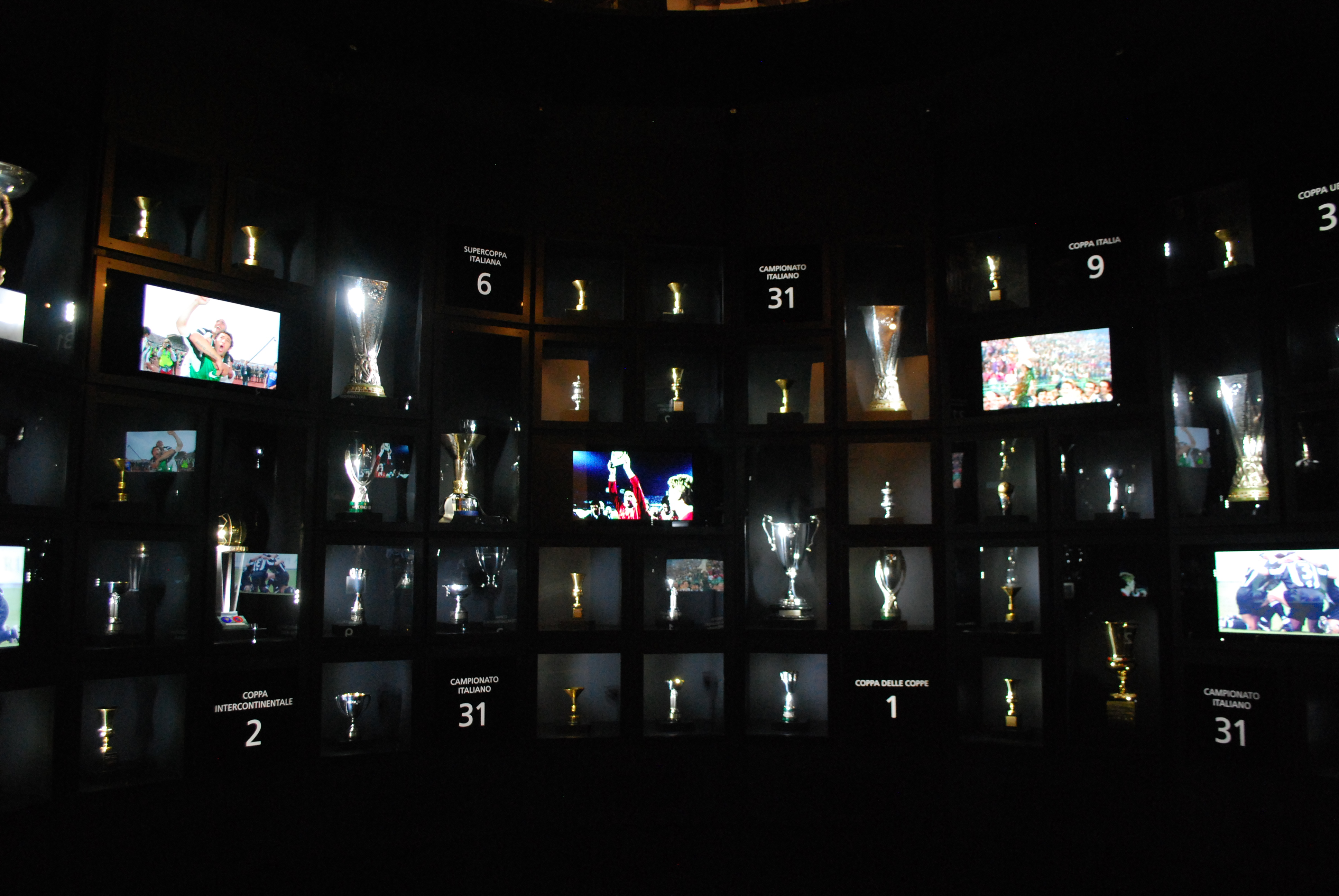
موزه یوونتوس

یوونتوس یکی از پرافتخارترین باشگاه‌های فوتبال ایتالیا و اروپا است. باشگاه یوونتوس توانسته‌است ۳۶ مرتبه قهرمان سری آ ایتالیا شود، بیشتر از هر تیم دیگر. یوونتوس تنها تیم تاریخ فوتبال ایتالیا است که توانسته‌است ۹ فصل متوالی عنوان قهرمانی سری آ را از فصل ۲۰۱۱–۱۲ الی ۲۰۱۹–۲۰ به‌دست آورد. همچنین یوونتوس توانسته‌است ۱۵ مرتبه جام قهرمانی جام حذفی ایتالیا را بالای سر ببرد که در این زمینه هم رکوردار محسوب می‌شود. یوونتوس تنها باشگاه تاریخ فوتبال ایتالیا است که توانسته‌است ۴ فصل متوالی عنوان قهرمانی جام حذفی ایتالیا را از فصل ۲۰۱۴–۱۵ الی ۲۰۱۷–۱۸ به‌دست آورد. در سوپر جام ایتالیا نیز یوونتوس با ۹ قهرمانی رکوردار محسوب می‌شود. یوونتوس از فصل ۲۰۱۴–۱۵ الی ۲۰۱۷–۱۸، توانسته‌است ۴ فصل متوالی دوگانه داخلی را کسب کند، که از این حیث در تاریخ فوتبال ایتالیا رکورددار محسوب می‌شود.
باشگاه یوونتوس با کسب ۱۱ جام اروپایی-بین‌المللی و در مجموع با کسب ۷۱ جام معتبر جز پر افتخارترین باشگاه‌های جهان محسوب می‌شود. باشگاه یوونتوس جزء پنج باشگاهی است که موفق به کسب هر سه جام معتبر اروپایی شده‌است، یوونتوس به عنوان دومین باشگاه موفق قرن بیستم به انتخاب فدراسیون بین‌المللی تاریخ و آمار فوتبال انتخاب شد. همچنین یوونتوس در موفق‌ترین باشگاه‌های قرن بیستم به انتخاب فیفا توانست رتبه هفتم را به نام خود کند. یوونتوس دو مرتبه در سال‌های ۱۹۹۳ و ۱۹۹۶ توانسته‌است به عنوان بهترین باشگاه فوتبال اروپا در سال از سوی فدراسیون بین‌المللی تاریخ و آمار فوتبال انتخاب شود.
| رقابت‌های داخلی | رقابت‌های اروپایی |
| سری آ - قهرمانی: ۳۶ ۱۹۰۵; ۱۹۲۵–۲۶; ۱۹۳۰–۳۱; ۱۹۳۱–۳۱; ۱۹۳۲–۳۳; ۱۹۳۳–۳۴; ۱۹۳۴–۳۵; ۱۹۴۹–۵۰; ۱۹۵۱–۵۲; ۱۹۵۷–۵۸;۱۹۵۹–۶۰; ۱۹۶۰–۶۱; ۱۹۶۶–۶۷; ۱۹۷۱–۷۲; ۱۹۷۲–۷۳; ۱۹۷۴–۷۵; ۱۹۷۶–۷۷; ۱۹۷۷–۷۸; ۱۹۸۰–۸۱; ۱۹۸۱–۸۲; ۱۹۸۳–۸۴; ۱۹۸۵–۸۶; ۱۹۹۴–۹۵; ۱۹۹۶–۹۷; ۱۹۹۷–۹۸; ۲۰۰۱–۰۲; ۲۰۰۲–۰۳; ۲۰۱۱–۱۲; ۲۰۱۲–۱۳; ۲۰۱۳–۱۴; ۲۰۱۴–۱۵; ۲۰۱۵–۱۶; ۲۰۱۶–۱۷; ۲۰۱۷–۱۸; ۲۰۱۸–۱۹; ۲۰۱۹–۲۰ - نایب قهرمانی: ۲۱ ۱۹۰۳; ۱۹۰۴; ۱۹۰۶; ۱۹۳۷–۳۸; ۱۹۴۵–۴۶; ۱۹۴۶–۴۷; ۱۹۵۲–۵۳; ۱۹۵۳–۵۴; ۱۹۶۲–۶۳; ۱۹۷۳–۷۴; ۱۹۷۵–۷۶; ۱۹۷۹–۸۰; ۱۹۸۲–۸۳; ۱۹۸۶–۸۷; ۱۹۹۱–۹۲; ۱۹۹۳–۹۴; ۱۹۹۵–۹۶; ۱۹۹۹–۲۰۰۰; ۲۰۰۰–۰۱; ۲۰۰۸–۰۹ - جایگاه سومی: ۱۲ ۱۹۰۹–۱۰; ۱۹۲۶–۲۷; ۱۹۲۷–۲۸; ۱۹۲۹–۳۰; ۱۹۳۹-;۴۰ ۱۹۴۲–۴۳; ۱۹۵۰–۵۱; ۱۹۶۷–۶۸; ۱۹۶۹–۷۰; ۱۹۷۸–۷۹; ۲۰۰۳–۰۴; ۲۰۰۷–۰۸ جام حذفی ایتالیا - قهرمانی: ۱۵ ۱۹۳۷–۳۸; ۱۹۴۱–۴۲; ۱۹۵۸–۵۹; ۱۹۵۹–۶۰; ۱۹۶۴–۶۵; ۱۹۷۸–۷۹; ۱۹۸۲–۸۳; ۱۹۸۹–۹۰; ۱۹۹۴–۹۵; ۲۰۱۴–۱۵; ۲۰۱۵–۱۶; ۲۰۱۶–۱۷; ۲۰۱۷–۱۸;۲۱-۲۰۲۰;۲۴-۲۰۲۳ - نایب قهرمانی: ۶ ۱۹۷۲–۷۳; ۱۹۹۱–۹۲; ۲۰۰۱–۰۲; ۲۰۰۳–۰۴; ۲۰۱۱–۱۲; ۲۰–۲۰۱۹ سوپر جام ایتالیا - قهرمانی: ۹ ۱۹۹۵; ۱۹۹۷; ۲۰۰۲; ۲۰۰۳; ۲۰۱۲; ۲۰۱۳; ۲۰۱۵; ۲۰۱۸; ۲۰۲۰ - نایب قهرمانی: ۷ ۱۹۹۰; ۱۹۹۸; ۲۰۰۵; ۲۰۱۴; ۲۰۱۶; ۲۰۱۷; ۲۰۱۹ سری بی - قهرمانی: ۱ ۰۷–۲۰۰۶ | لیگ قهرمانان اروپا - قهرمانی: ۲ ۱۹۸۴–۸۵; ۱۹۹۵–۹۶ - نایب قهرمانی: ۷ ۱۹۷۲–۷۳; ۱۹۸۲–۸۳; ۱۹۹۶–۹۷; ۱۹۹۷–۹۸; ۲۰۰۲–۰۳; ۲۰۱۴–۱۵; ۲۰۱۶–۱۷ - نیمه نهایی: ۳ ۱۹۶۷–۶۸; ۱۹۷۷–۷۸; ۱۹۹۸–۹۹ - یک چهارم نهایی: ۷ ۱۹۶۰–۶۱; ۱۹۸۵–۸۶; ۲۰۰۴–۰۵; ۲۰۰۵–۰۶; ۲۰۱۲–۱۳; ۲۰۱۷–۱۸; ۲۰۱۸–۱۹ لیگ اروپا - قهرمانی: ۳ ۱۹۷۶–۷۷; ۱۹۸۹–۹۰; ۱۹۹۲–۹۳ - نایب قهرمانی: ۱ ۱۹۹۴–۹۵ - نیمه نهایی: ۲ ۱۹۷۴–۷۵; ۲۰۱۳–۱۴ جام در جام اروپا - قهرمانی: ۱ ۱۹۸۳–۸۴ - نیمه نهایی: ۲ ۱۹۷۹–۸۰; ۱۹۹۰–۹۱ سوپر جام اروپا - قهرمانی: ۲ ۱۹۸۴; ۱۹۹۶ جام اینترتوتو - قهرمانی: ۱ ۱۹۹۹ |

| رقابت‌های بین‌المللی                                             |
| جام بین قاره ای - قهرمانی: ۲ ۱۹۸۵; ۱۹۹۶ - نایب قهرمانی: ۱ ۱۹۷۳ |

| افتخارات غیر رسمی | افتخارات غیر رسمی |
| جام لوئیجی برلوسکونی - قهرمانی: ۱۰ ۱۹۹۱; ۱۹۹۵; ۱۹۹۸; ۲۰۰۰; ۲۰۰۱; ۲۰۰۳; ۲۰۰۴; ۲۰۱۰; ۲۰۱۲ - نایب قهرمانی: ۹ ۱۹۹۶; ۱۹۹۷; ۲۰۰۲; ۲۰۰۵; ۲۰۰۶; ۲۰۰۷; ۲۰۰۸; ۲۰۰۹; ۲۰۱۱ جام بیرا مورتی - قهرمانی: ۶ ۱۹۹۷; ۲۰۰۰; ۲۰۰۳; ۲۰۰۴; ۲۰۰۶; ۲۰۰۸ جام واله ائوستا - قهرمانی: ۳ ۲۰۰۱; ۲۰۰۲; ۲۰۰۳ جام جمهوری سن مارینو - قهرمانی: ۳ ۱۹۹۸; ۲۰۰۱; ۲۰۰۲ جام یادبود چزاره بارتی - قهرمانی: ۲ ۱۹۹۲; ۱۹۹۳ کوپا دله آلپی - قهرمانی: ۱ ۱۹۶۳ - نایب قهرمانی: ۱ ۱۹۶۶ جام خوان گمپر - قهرمانی: ۱ ۲۰۰۵ | جام بین‌المللی قهرمانان - قهرمانی: ۱ ۲۰۱۶ تیم کاپ - قهرمانی: ۱ ۲۰۰۹ جام دوستی ایتالیا-اسپانیا - قهرمانی: ۱ ۱۹۶۵ موندیال کلوب - قهرمانی: ۱ ۱۹۸۳ اینتر-سیتیز فیرز کاپ - نایب قهرمانی: ۲ ۱۹۶۵; ۱۹۷۱ جام ترزا هررا - نایب قهرمانی: ۱ ۱۹۹۶ جام صلح - نایب قهرمانی: ۱ ۲۰۰۹ جام لاتین - مقام سومی: ۱ ۱۹۵۲ |

| بهترین باشگاه فوتبال اروپا در سال به انتخاب فدراسیون بین‌المللی تاریخ و آمار فوتبال (۲): - ۲ دوره رتبه اول: ۱۹۹۳; ۱۹۹۶                 |
| موفق‌ترین باشگاه‌های قرن بیستم به انتخاب فدراسیون بین‌المللی تاریخ و آمار فوتبال: - رتبه یوونتوس: دوم                                    |
| موفق‌ترین باشگاه‌های قرن بیستم به انتخاب فیفا: - رتبه یوونتوس: هفتم                                                                     |
| باشگاه یوونتوس اولین باشگاهی است که موفق به کسب هر سه جام معتبر اروپایی شده‌است: (لیگ قهرمانان اروپا - لیگ اروپا - جام در جام اروپا)   |
| یوونتوس تنها باشگاه تاریخ فوتبال ایتالیا است که توانسته‌است ۹ فصل متوالی قهرمان سری آ شود. (فصل ۲۰۱۱–۱۲ الی ۲۰۱۹–۲۰)                   |
| یوونتوس تنها باشگاه تاریخ فوتبال ایتالیا است که توانسته‌است ۴ فصل متوالی دوگانه داخلی را کسب کند. (فصل ۲۰۱۴–۱۵ الی ۲۰۱۷–۱۸)            |
| یوونتوس تنها باشگاه تاریخ فوتبال ایتالیا است که توانسته‌است ۴ فصل متوالی جام حذفی فوتبال ایتالیا را فتح کند. (فصل ۲۰۱۴–۱۵ الی ۲۰۱۷–۱۸) |

| دوگانه‌های تاریخ یوونتوس                                                      |
| - سری آ و جام حذفی (۶): ۱۹۵۹–۶۰; ۱۹۹۴–۹۵; ۲۰۱۴–۱۵; ۲۰۱۵–۱۶; ۲۰۱۶–۱۷; ۲۰۱۷–۱۸ |

| توپ طلا : - بازیکنان یوونتوس تاکنون ۸ مرتبه توانسته‌اند برنده توپ طلا شوند: / اومار سیووری در سال ۱۹۶۱ پائولو روسی در سال ۱۹۸۲ میشل پلاتینی در سال‌های ۱۹۸۳; ۱۹۸۴; ۱۹۸۵ روبرتو باجو در سال ۱۹۹۳ زین الدین زیدان در سال ۱۹۹۸ پاول ندود در سال ۲۰۰۳ - عنوان دومی: دینو زوف در سال ۱۹۷۳ سالواتوره اسکیلاچی در سال ۱۹۹۰ روبرتو باجو در سال ۱۹۹۴ زین الدین زیدان در سال ۲۰۰۰ جانلوئیجی بوفون در سال ۲۰۰۶ کریستیانو رونالدو در سال ۲۰۱۸ - عنوان سومی: جان چارلز در سال ۱۹۵۹ ژبیگنی بونیک در سال ۱۹۸۲ زین الدین زیدان در سال ۱۹۹۷ کریستیانو رونالدو در سال ۲۰۱۹ |
| بازیکن سال فوتبال جهان: بازیکنان یوونتوس تاکنون ۳ مرتبه توانسته‌اند بهترین بازیکن مرد فیفا شوند: روبرتو باجو در سال ۱۹۹۳ زین الدین زیدان در سال ۱۹۹۸; ۲۰۰۰ - عنوان دومی: کریستیانو رونالدو در سال ۲۰۱۸ - عنوان سومی: روبرتو باجو در سال ۱۹۹۴ زین الدین زیدان در سال ۱۹۹۷ کریستیانو رونالدو در سال ۲۰۱۹ |
| بهترین بازیکن مرد فیفا: - عنوان دومی: کریستیانو رونالدو در سال ۲۰۱۸; ۲۰۲۰ - عنوان سومی: کریستیانو رونالدو در سال ۲۰۱۹ |
| جایزه بهترین بازیکن سال اروپا: - عنوان سومی: جانلوئیجی بوفون در فصل ۲۰۱۶–۱۷ کریستیانو رونالدو در فصل ۲۰۱۸–۱۹ |
| بازیکنانی که در دوران حضورشان در یوونتوس موفق به کسب تمامی جام‌های معتبر اروپایی-بین‌المللی شده‌اند: - لیگ قهرمانان اروپا، لیگ اروپا، جام در جام اروپا، سوپرجام اروپا، جام بین قاره ای گائتانو شیره‌آ / آنتونیو کابرینی / ستفانو تاکونی / سرجیو بریو |
| بهترین دروازه‌بان جهان به انتخاب فیفا: جانلوئیجی بوفون = ۱ دوره = ۲۰۱۷ |
| بهترین دروازه‌بان جهان به انتخاب فدراسیون بین‌المللی تاریخ و آمار فوتبال: - عنوان اولی: جانلوئیجی بوفون = ۵ دوره = ۲۰۰۳; ۲۰۰۴; ۲۰۰۶; ۲۰۰۷; ۲۰۱۷ - عنوان دومی: جانلوئیجی بوفون = ۶ دوره = ۲۰۰۸; ۲۰۰۹; ۲۰۱۲; ۲۰۱۳; ۲۰۱۵; ۲۰۱۶ آنجلو پروتزی = ۱ دوره = ۱۹۹۷ |
| دروازه‌بان سال سری آ از یوونتوس: جانلوئیجی بوفون = ۱۰ دوره = ۲۰۰۲; ۲۰۰۳; ۲۰۰۵; ۲۰۰۶; ۲۰۰۸; ۲۰۱۲; ۲۰۱۴; ۲۰۱۵; ۲۰۱۶; ۲۰۱۷ آنجلو پروتزی = ۲ دوره = ۱۹۹۷; ۱۹۹۸ |
| بازیکن ایتالیایی سال سری آ از یوونتوس: الساندرو دل پیرو در سال‌های ۱۹۹۸; ۲۰۰۸ فابیو کاناوارو در سال ۲۰۰۶ |
| بازیکن خارجی سال سری آ از تیم یوونتوس: زین الدین زیدان در سال‌های ۱۹۹۷; ۲۰۰۱ دیوید ترزگه در سال ۲۰۰۲ پاول ندود در سال ۲۰۰۳ زلاتان ابراهیموویچ در سال ۲۰۰۵ |
| بازیکن سال سری آ از تیم یوونتوس: زین الدین زیدان در سال ۲۰۰۱ دیوید ترزگه در سال ۲۰۰۲ پاول ندود در سال ۲۰۰۳ فابیو کاناوارو در سال ۲۰۰۶ آندره‌آ پیرلو در سال‌های ۲۰۱۲; ۲۰۱۳; ۲۰۱۴ کارلوس توز در سال ۲۰۱۵ لئوناردو بونوچی در سال ۲۰۱۶ جانلوئیجی بوفون در سال ۲۰۱۷ کریستیانو رونالدو در سال ۲۰۱۹ |
| بازیکن سال فوتبال ایتالیا از یوونتوس: (Pallone Azzurro) آندره‌آ پیرلو در سال ۲۰۱۲ جانلوئیجی بوفون در سال‌های ۲۰۱۳ و ۲۰۱۶ |
| بازیکنان یوونتوس برنده جایزه گائتانو شیره‌آ: میکل انجلو رامپولا در سال ۱۹۹۹ چرو فررارا در سال ۲۰۰۳ جانلوکا پسوتو در سال ۲۰۰۶ الساندرو دل پیرو در سال ۲۰۰۸ آندره‌آ پیرلو در سال ۲۰۱۳ جانلوئیجی بوفون در سال ۲۰۱۶ آندره‌آ بارزالی در سال ۲۰۱۷ |
| بهترین بازیکن سال یوفا: جانلوئیجی بوفون در سال ۲۰۰۲ |
| بازیکن حاضر در تیم منتخب فوتبال سده ۲۰: میشل پلاتینی |
| برندگان جایزه سالگرد یوفا از بازیکنان یوونتوس: دینو زوف / جان چارلز / ماسیمو بونینی / سرگی آلینیکوف |
| جایزه پای طلایی: پاول ندود در سال ۲۰۰۴ الساندرو دل پیرو در سال ۲۰۰۷ جانلوئیجی بوفون در سال ۲۰۱۶ کریستیانو رونالدو در سال ۲۰۲۰ |
| بهترین فوتبالیست سال جهان از سوی جوایز گلوب ساکر: کریستیانو رونالدو در سال‌های ۲۰۱۸; ۲۰۱۹ |
| بهترین فوتبالیست سال جهان از سوی مجله ورلد ساکر: پائولو روسی در سال ۱۹۸۲ میشل پلاتینی در سال‌های ۱۹۸۴; ۱۹۸۵ روبرتو باجو در سال ۱۹۹۳ جان لوکا ویالی در سال ۱۹۹۵ زین الدین زیدان در سال ۱۹۹۸ پاول ندود در سال ۲۰۰۳ فابیو کاناوارو در سال ۲۰۰۶ |
| بهترین ورزشکار سال جهان از سوی مجله اکیپ فرانسه: پائولو روسی در سال ۱۹۸۲ زین الدین زیدان در سال ۱۹۹۸ |
| برندگان جایزه توپ زرین جام جهانی فوتبال از یوونتوس: پائولو روسی در سال ۱۹۸۲ سالواتوره اسکیلاچی در سال ۱۹۹۰ |
| جایزه براوو: ماسیمو بونینی در سال ۱۹۸۳ الساندرو دل پیرو در سال ۱۹۹۶ پل پوگبا در سال ۲۰۱۴ |
| جایزه کوپا: ماتیس دی لیخت در سال ۲۰۱۹ |
| جایزه پسر طلایی اروپا: پل پوگبا در سال ۲۰۱۳ |
| حضور بازیکنان یوونتوس در تیم سال یوفا: دیوید ترزگه / زین الدین زیدان در سال ۲۰۰۱ جانلوئیجی بوفون / پاول ندود در سال ۲۰۰۳ جانلوئیجی بوفون / پاول ندود در سال ۲۰۰۴ پاول ندود در سال ۲۰۰۵ جانلوئیجی بوفون / جیانلوکا زامبروتا / فابیو کاناوارو در سال ۲۰۰۶ پل پوگبا در سال ۲۰۱۵ جانلوئیجی بوفون / لئوناردو بونوچی در سال ۲۰۱۶ جانلوئیجی بوفون / جورجو کیه‌لینی / دنی آلوز در سال ۲۰۱۷ کریستیانو رونالدو در سال ۲۰۱۸ ماتیس دی لیخت / کریستیانو رونالدو در سال ۲۰۱۹ |
| حضور بازیکنان یوونتوس در تیم سال فیفا: جانلوئیجی بوفون / جیانلوکا زامبروتا / فابیو کاناوارو / لیلیان تورام در سال ۲۰۰۶ جانلوئیجی بوفون در سال ۲۰۰۷ پل پوگبا در سال ۲۰۱۵ دنی آلوز در سال ۲۰۱۶ جانلوئیجی بوفون / لئوناردو بونوچی / دنی آلوز در سال ۲۰۱۷ کریستیانو رونالدو در سال ۲۰۱۸ ماتیس دی لیخت / کریستیانو رونالدو در سال ۲۰۱۹ کریستیانو رونالدو در سال ۲۰۲۰ |
| حضور بازیکنان یوونتوس در تیم سال سری آ: - کلودیو مارکیزیو در سال ۲۰۱۱ - جانلوئیجی بوفون / آندره‌آ بارزالی / آندره‌آ پیرلو / کلودیو مارکیزیو در سال ۲۰۱۲ - جورجو کیه‌لینی / آندره‌آ بارزالی / آندره‌آ پیرلو / آرتورو ویدال در سال ۲۰۱۳ - جانلوئیجی بوفون / آندره‌آ بارزالی / آندره‌آ پیرلو / آرتورو ویدال / آساموا / پل پوگبا / کارلوس توس در سال ۲۰۱۴ - جانلوئیجی بوفون / لئوناردو بونوچی / جورجو کیه‌لینی / پل پوگبا / آندره‌آ پیرلو / کارلوس توس در سال ۲۰۱۵ - جانلوئیجی بوفون / لئوناردو بونوچی / جورجو کیه‌لینی / پل پوگبا / آندره‌آ بارزالی / پائولو دیبالا در سال ۲۰۱۶ - جانلوئیجی بوفون / لئوناردو بونوچی / دنی آلوز / آلکس ساندرو / پیانیچ / پائولو دیبالا / ایگواین در سال ۲۰۱۷ - جورجو کیه‌لینی / آلکس ساندرو / پیانیچ / پائولو دیبالا در سال ۲۰۱۸ - جورجو کیه‌لینی / ژوآو کانسلو / پیانیچ / کریستیانو رونالدو در سال ۲۰۱۹ |
| حضور بازیکنان یوونتوس در فیفا ۱۰۰: الساندرو دل پیرو / جانلوئیجی بوفون / جیامپیرو بونیپرتی / دینو زوف / پائولو روسی / روبرتو باجو / کریستین ویری / زین الدین زیدان / میشل پلاتینی / لیلیان تورام / پاتریک ویرا / دیدیه دشان / تیری هانری / دیوید ترزگه / اومار سیووری / پاول ندود / ژبیگنی بونیک / ادگار داویدس / میشل لادروپ |
| بهترین مربی جهان از باشگاه یوونتوس به انتخاب فدراسیون بین‌المللی تاریخ و آمار فوتبال: مارچلو لیپی در سال‌های ۱۹۹۶ و ۱۹۹۸ |
| بهترین مربی جهان از باشگاه یوونتوس به انتخاب جوایز گلوب ساکر: آنتونیو کونته در سال ۲۰۱۳ |
| مربی سال سری آ از باشگاه یوونتوس: مارچلو لیپی در سال‌های ۱۹۹۷ و ۱۹۹۸ و ۲۰۰۳ کارلو آنچلوتی در سال ۲۰۰۱ فابیو کاپلو در سال ۲۰۰۵ آنتونیو کونته در سال‌های ۲۰۱۲ و ۲۰۱۳ و ۲۰۱۴ ماسیمیلیانو آلگری در سال‌های ۲۰۱۵ و ۲۰۱۶ و ۲۰۱۸ |

## رده‌بندی یوفا
- تا ۴ ژوئیه ۲۰۲۰[۱۰۸]

| ۳ | باشگاه فوتبال بارسلونا     |
| ۴ | باشگاه فوتبال بایرن مونیخ  |
| ۵ | باشگاه فوتبال یوونتوس      |
| ۶ | باشگاه فوتبال منچسترسیتی   |
| ۷ | باشگاه فوتبال پاری سن ژرمن |

## آمار و ارقام رقابت‌های اروپایی و بین‌المللی
- تا ۱۷ نوامبر ۲۰۲۰[۱۰۹]

|                       | \| نام رقابت \| مجموع بازی‌ها \| برد \| مساوی \| باخت \| گل زده \| گل خورده \| تفاضل گل \| \| --------------------- \| ------------ \| --- \| ----- \| ---- \| ------ \| -------- \| -------- \| \| لیگ قهرمانان اروپا \| ۲۸۵ \| ۱۴۶ \| ۶۹ \| ۷۰ \| ۴۵۵ \| ۲۷۴ \| +۱۸۱ \| \| جام برندگان جام اروپا \| ۲۷ \| ۱۷ \| ۵ \| ۵ \| ۵۳ \| ۱۹ \| +۳۴ \| \| لیگ اروپا \| ۱۲۰ \| ۷۵ \| ۲۰ \| ۲۵ \| ۲۲۹ \| ۱۰۱ \| +۱۲۸ \| \| اینتر-سیتیز فیرز کاپ \| ۴۶ \| ۲۷ \| ۱۱ \| ۸ \| ۷۸ \| ۳۷ \| +۴۱ \| \| سوپرجام اروپا \| ۳ \| ۳ \| ۰ \| ۰ \| ۱۱ \| ۲ \| +۹ \| \| جام اینترتوتو \| ۶ \| ۳ \| ۳ \| ۰ \| ۱۴ \| ۴ \| +۱۰ \| \| جام بین قاره ای \| ۳ \| ۱ \| ۱ \| ۱ \| ۳ \| ۳ \| +۰ \| \| مجموع \| ۴۹۰ \| ۲۷۲ \| ۱۰۹ \| ۱۰۹ \| ۸۴۳ \| ۴۴۰ \| +۴۰۳ \| |     |       |      |        |          |          |
| نام رقابت             | مجموع بازی‌ها | برد | مساوی | باخت | گل زده | گل خورده | تفاضل گل |
| لیگ قهرمانان اروپا    | ۲۸۵ | ۱۴۶ | ۶۹    | ۷۰   | ۴۵۵    | ۲۷۴      | +۱۸۱     |
| جام برندگان جام اروپا | ۲۷ | ۱۷  | ۵     | ۵    | ۵۳     | ۱۹       | +۳۴      |
| لیگ اروپا             | ۱۲۰ | ۷۵  | ۲۰    | ۲۵   | ۲۲۹    | ۱۰۱      | +۱۲۸     |
| اینتر-سیتیز فیرز کاپ  | ۴۶ | ۲۷  | ۱۱    | ۸    | ۷۸     | ۳۷       | +۴۱      |
| سوپرجام اروپا         | ۳ | ۳   | ۰     | ۰    | ۱۱     | ۲        | +۹       |
| جام اینترتوتو         | ۶ | ۳   | ۳     | ۰    | ۱۴     | ۴        | +۱۰      |
| جام بین قاره ای       | ۳ | ۱   | ۱     | ۱    | ۳      | ۳        | +۰       |
| مجموع                 | ۴۹۰ | ۲۷۲ | ۱۰۹   | ۱۰۹  | ۸۴۳    | ۴۴۰      | +۴۰۳     |

## نتایج فینال‌های اروپایی و بین‌المللی

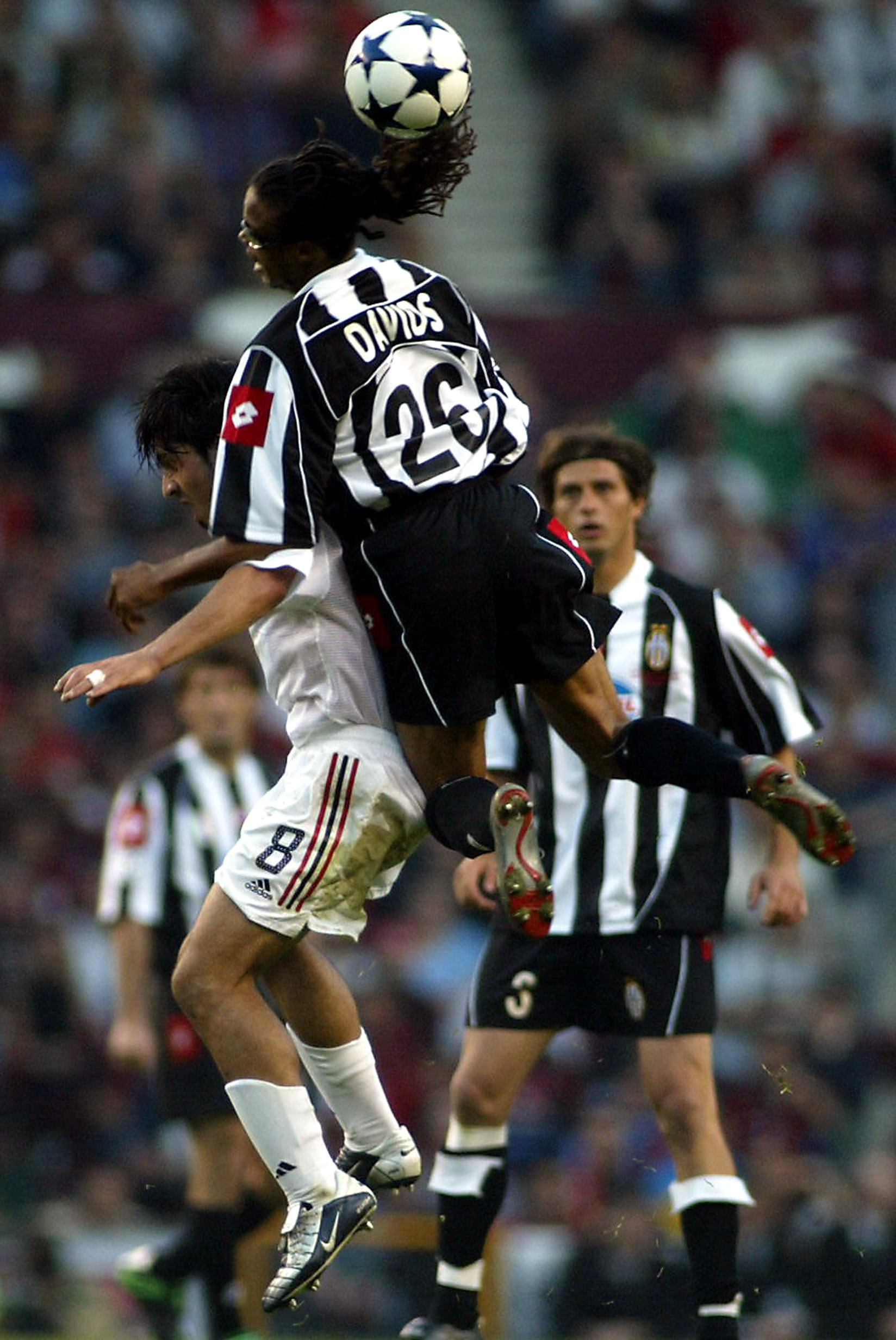
فینال لیگ قهرمانان اروپا فصل (۲۰۰۲/۰۳) میان یوونتوس و میلان

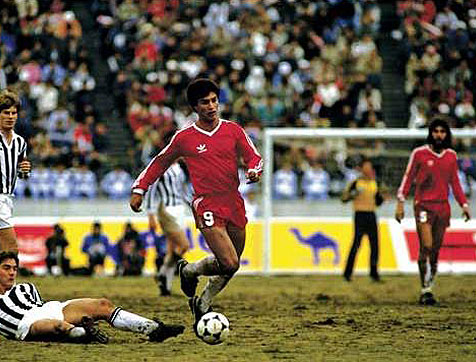
فینال جام بین قاره ای فصل (۱۹۸۵) میان یوونتوس و آرژانتینوس جونیورز

| ۱۹۷۲–۷۳ | یوونتوس | ۰–۱                      | آژاکس       |
| ۱۹۸۲–۸۳ | یوونتوس | ۱–۰                      | هامبورگ     |
| ۱۹۸۴–۸۵ | یوونتوس | ۰–۱                      | لیورپول     |
| ۱۹۹۵–۹۶ | یوونتوس | ۱–۱ (۴–۲ P)              | آژاکس       |
| ۱۹۹۶–۹۷ | یوونتوس | ۱–۳                      | دورتموند    |
| ۱۹۹۷–۹۸ | یوونتوس | ۰–۱                      | رئال مادرید |
| ۲۰۰۲–۰۳ | یوونتوس | ۰–۰ (۲–۳ ضربه پنالتی\|P) | آث میلان    |
| ۲۰۱۴–۱۵ | یوونتوس | ۱–۳                      | بارسلونا    |
| ۲۰۱۶–۱۷ | یوونتوس | ۱–۴                      | رئال مادرید |

| ۱۹۷۶–۷۷ | یوونتوس | ۱–۰، ۱–۲ | اتلتیک بیلبائو |
| ۱۹۸۹–۹۰ | یوونتوس | ۳–۱، ۰–۰ | فیورنتینا      |
| ۱۹۹۲–۹۳ | یوونتوس | ۱–۳، ۳–۰ | دورتموند       |
| ۱۹۹۴–۹۵ | یوونتوس | ۰–۱، ۱–۱ | پارما          |

| ۱۹۸۳–۸۴ | یوونتوس | ۲–۱ | پورتو |

| ۱۹۸۴ | یوونتوس | ۲–۰      | لیورپول      |
| ۱۹۹۶ | یوونتوس | ۶–۱، ۳–۱ | پاری سن ژرمن |

| ۱۹۹۹ | یوونتوس | ۴–۲ | اِستاد رن |

| ۱۹۶۵–۶۶ | یوونتوس | ۰–۱      | فرنس‌واروش    |
| ۱۹۷۰–۷۱ | یوونتوس | ۲–۲، ۱–۱ | لیدز یونایتد |

| ۱۹۷۳ | یوونتوس | ۰–۱                      | ایندپندینته |
| ۱۹۸۵ | یوونتوس | ۲–۲ (۴–۲ ضربه پنالتی\|P) | آرژانتینوس  |
| ۱۹۹۶ | یوونتوس | ۱–۰                      | ریور پلاته  |

## آمار و رکوردها
| بهترین گلزن باشگاه: الساندرو دل پیرو با ۲۹۰ گل                                   |
| بهترین گلزن خارجی باشگاه: دیوید ترزگه با ۱۷۱ گل                                  |
| رکوردار بیشترین بازی در تاریخ باشگاه: الساندرو دل پیرو با ۷۰۵ بازی               |
| رکوردار بیشترین بازی اروپایی در تاریخ باشگاه: گائتانو شیره‌آ با ۸۷ بازی           |
| رکوردار بیشترین حضور در تیم ملی فوتبال ایتالیا: جیانلوئیجی بوفون با ۱۳۷ بازی ملی |
| جوانترین بازیکن تاریخ باشگاه: پیترو پاستوره، ۱۵ سال و ۲۲۲ روز                    |
| پیرترین بازیکن تاریخ باشگاه: جیانلوئیجی بوفون، ۴۲ سال و ۱۵۷ روز                  |
| بیشترین دوران مدیریت در تاریخ باشگاه: جیامپیرو بونیپرتی با ۵۹۶ بازی              |
| بهترین پیروزی خانگی: ۱۱–۰ مقابل فیورنتینا در سری آ (۱۹۲۸)                        |
| بدترین شکست خانگی: ۸–۰ مقابل تورینو در سری آ (۱۹۱۲)                              |
| بهترین پیروزی خارج خانه: ۱۵–۰ مقابل سنتو در جام حذفی ایتالیا (۱۹۲۷)              |
| بدترین شکست خارج خانه: ۸–۱ مقابل آ.ث. میلان (۱۹۱۲)                               |

| بیشترین امتیاز کسب شده در یک فصل: ۱۰۲ (۲۰۱۳–۱۴)                      |
| بیشترین پیروزی متوالی یوونتوس: ۱۵ پیروزی (۲۰۱۵–۱۶)                   |
| بیشترین پیروزی متوالی خانگی یوونتوس: ۳۳ پیروزی (۲۰۱۵–۱۶ الی ۲۰۱۶–۱۷) |
| بیشترین پیروزی در یک فصل: ۳۳ پیروزی (۲۰۱۳–۱۴)                        |
| کمترین پیروزی در یک فصل: ۸ پیروزی (۱۹۵۵–۵۶)                          |
| بیشترین شکست در یک فصل: ۱۵ شکست (۱۹۶۱–۶۱ ; ۲۰۰۹–۱۰)                  |
| کمترین شکست در یک فصل: صفر شکست (۲۰۱۱–۱۲)                            |
| بیشترین گل زده در یک فصل: ۱۰۳ گل (۱۹۵۰–۵۱)                           |
| کمترین گل زده در یک فصل: ۲۸ گل (۱۹۳۸–۳۹)                             |
| بیشترین گل خورده در یک فصل: ۵۶ گل (۱۹۶۱–۶۲)                          |
| کمترین گل خورده در یک فصل: ۱۴ گل (۱۹۸۱–۸۲)                           |
| بهترین گلزن در یک فصل: فرنک هیرزر با ۳۵ گل                           |
| بیشترین زمان بسته نگه داشتن دروازه: ۹۷۳ دقیقه توسط جیانلوئیجی بوفون  |
| بیشترین بازی در سری آ: جیانلوئیجی بوفون با ۶۴۸ بازی                  |

## تیم جوانان
تیم جوانان باشگاه یوونتوس (انگلیسی: Juventus F.C. Youth Sector / ایتالیایی: Settore Giovanile) بخشی از زیر مجموعه یوونتوس است. تمام گروه‌های سنی تیم جوانان یوونتوس در مجتمع یوونتوس سنتر که واقع در وینوو در ۱۴ کیلومتری تورین است تمرین می‌کنند.
بهترین دوران تیم جوانان یوونتوس در بین سال‌های ۲۰۰۴ تا ۲۰۰۷ بوده زمانی که مربیگری آن را وینچنزو چیارنزا بر عهده داشت، آن‌ها توانستند یک مرتبه قهرمانی لیگ جوانان ایتالیا، دو قهرمانی در جام حذفی فوتبال ایتالیا، و یک قهرمانی در سوپر جام ایتالیا را به‌دست آورند.
از بازیکنانی که در یوونتوس پرورش یافته‌اند و بعدها توانسته‌اند به تیم اصلی یوونتوس و تیم ملی فوتبال ایتالیا راه پیدا کنند، می‌توان به جانپیرو کامبی فاتح جام جهانی فوتبال ۱۹۳۴، جیامپیرو بونیپرتی، روبرتو بتگا، پائولو روسی فاتح جام جهانی فوتبال ۱۹۸۲، و در سال‌های اخیر کلودیو مارکیزیو و سباستین جووینکو اشاره کرد.

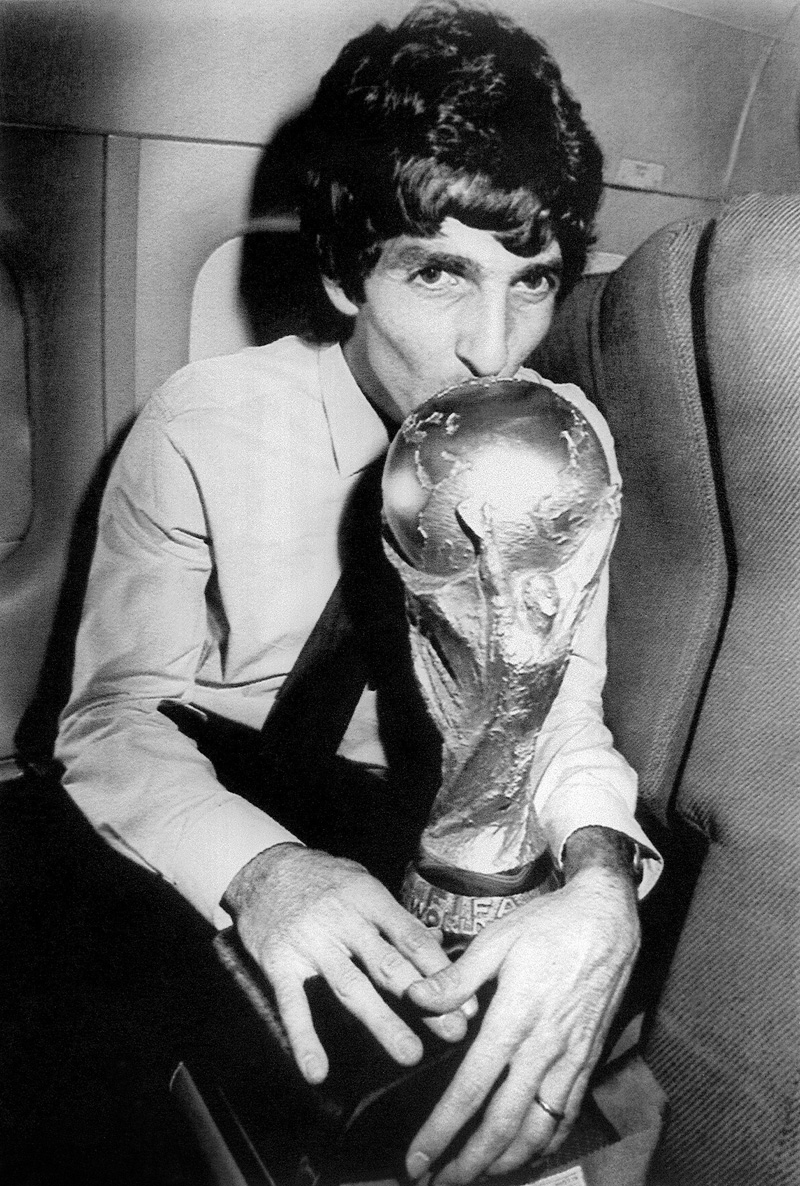
پائولو روسی، محصول آکادمی یوونتوس و فاتح جام جهانی فوتبال ۱۹۸۲

| لیگ جوانان ایتالیا، تورنمنت جاچینتو فاکتی - قهرمانی: ۴ ۱۹۶۲–۶۳; ۱۹۷۱–۷۲; ۱۹۹۳–۹۴; ۲۰۰۵–۰۶ |
| جام حذفی جوانان ایتالیا - قهرمانی: ۴ ۱۹۹۴–۹۵; ۲۰۰۳–۰۴; ۲۰۰۶–۰۷; ۲۰۱۲–۱۳                   |
| سوپر جام جوانان ایتالیا - قهرمانی: ۳ ۲۰۰۶; ۲۰۰۷; ۲۰۱۳                                     |

## تیم زیر ۲۳ سال
تیم زیر ۲۳ سال یوونتوس (انگلیسی: Juventus F.C. Under-23)، که در محاوره به عنوان یوونتوس U23 یا یوونتوس B نیز شناخته می‌شود. یک تیم فوتبال ایتالیایی است که به عنوان تیم رزرو یوونتوس عمل می‌کند. آن‌ها بازی‌های خانگی خود را در استادیوم جوزپه موکاگاتا واقع در آلساندریا، در حدود۱۰۰ کیلومتری شهر تورین برگزار می‌کنند. یوونتوس زیر ۲۳ سال در سال ۲۰۱۸ تأسیس شده‌است که در سری سی، سومین رده از سیستم لیگ فوتبال ایتالیا، رقابت می‌کند.
| جام حذفی سری سی ایتالیا - قهرمانی: ۱ ۲۰۱۹–۲۰ |

## تیم بانوان
باشگاه فوتبال زنان یوونتوس (به ایتالیایی: Juventus Football Club femminile) در تاریخ ۱ ژوئیه ۲۰۱۷ در شهر تورین تأسیس شد.
این تیم اولین بازی تاریخ خود را در کوپا ایتالیا بانوان ۱۸–۲۰۱۷ در مقابل تورینو انجام داد و توانست با نتیجه ۱۳–۰ پیروز شود و تا به امروز این برد، بهترین برد این تیم است.
| لیگ بانوان ایتالیا - قهرمانی: ۳ ۲۰۱۷–۱۸; ۲۰۱۸–۱۹; ۲۰۱۹–۲۰ |
| جام حذفی بانوان ایتالیا - قهرمانی: ۱ ۲۰۱۸–۱۹              |
| سوپر جام بانوان ایتالیا - قهرمانی: ۲ ۲۰۱۹; ۲۰۲۰           |

## توضیحات
1. ↑  باشگاه یوونتوس در واقع ۳۸ دوره قهرمان ایتالیا شده‌است که دو جام قهرمانی در سال‌های ۲۰۰۵ و ۲۰۰۶ به دلیل مسایل کالچو پولی (پرونده تبانی در فوتبال ایتالیا) از سوی فدراسیون فوتبال ایتالیا و یوفا از باشگاه یوونتوس پس گرفته شد.
2. ↑  ۶۹ جام معتبر (سری آ ۳۶، جام حذفی ایتالیا ۱۳، سوپرجام ایتالیا ۸، سری بی ایتالیا ۱، لیگ قهرمانان اروپا ۲، لیگ اروپا ۳، جام در جام اروپا ۱، سوپرجام اروپا ۲، جام اینترتوتو ۱، جام بین قاره‌ای ۲)
3. ↑  سه جام معتبر اروپایی عبارت اند از: لیگ قهرمانان اروپا - جام در جام اروپا - لیگ اروپا
4. ↑  مجازات‌های نهایی باشگاه یوونتوس: تبعید به سری بی، کسر ۹ امتیاز، پس گرفته شدن اسکودتوهای ۲۰۰۵ و ۲۰۰۶، محرومیت از لیگ قهرمانان ۲۰۰۶–۰۷، سه بازی بدون تماشاگر
5. ↑  دوگانه داخلی شامل لیگ فوتبال ایتالیا (سری آ) و جام حذفی فوتبال ایتالیا (کوپا ایتالیا) می‌شود
6. ↑  ۷۰ جام معتبر (سری آ ۳۶، جام حذفی ایتالیا ۱۳، سوپرجام ایتالیا ۹، سری بی ایتالیا ۱، لیگ قهرمانان اروپا ۲، لیگ اروپا ۳، جام در جام اروپا ۱، سوپرجام اروپا ۲، جام اینترتوتو ۱، جام بین قاره‌ای ۲)
7. ↑  سه جام معتبر اروپایی عبارت اند از: لیگ قهرمانان اروپا - جام در جام اروپا - لیگ اروپا
8. ↑  دوگانه داخلی شامل لیگ فوتبال ایتالیا (سری آ) و جام حذفی فوتبال ایتالیا (کوپا ایتالیا) می‌شود

## کتابشناسی

### کتاب‌ها
- Sport a Torino. Luoghi, eventi e vicende tra Ottocento e Novecento nei documenti dell'Archivio Storico della Città (PDF). ورزش در تورین، مجموعه حوادث ورزشی قرن ۱۹ و ۲۰ میلادی. 2006. Archived from the original (PDF) on 23 October 2017. Retrieved 12 October 2017.

### نشریات دیگر
- "Football Philosophers" (PDF). تکنسین. یوفا. 46. May 2010. Archived from the original (PDF) on 23 October 2017. Retrieved 12 October 2017.
- "Bilancio di sostenibilità 2015-16" (PDF). اطلاعات مالی یوونتوس. June 2017. Archived from the original (PDF) on 23 October 2017. Retrieved 13 September 2020.
- "Prospetto informativo OPV 24 maggio 2007" (PDF). کمیسیون ملی شرکت‌ها و بورس اوراق بهادار (CONSOB). May 2007. Archived from the original (PDF) on 10 April 2008. Retrieved 12 October 2017.
- "LI Osservatorio sul Capitale Sociale degli italiani – Il tifo calcistico in Italia" (PDF). سرمایه‌های اجتماعی ایتالیا-طرفداری در فوتبال ایتالیا. June 2017. Archived from the original (PDF) on 23 October 2017.